# Castelul Rhédey din Sângeorgiu de Pădure

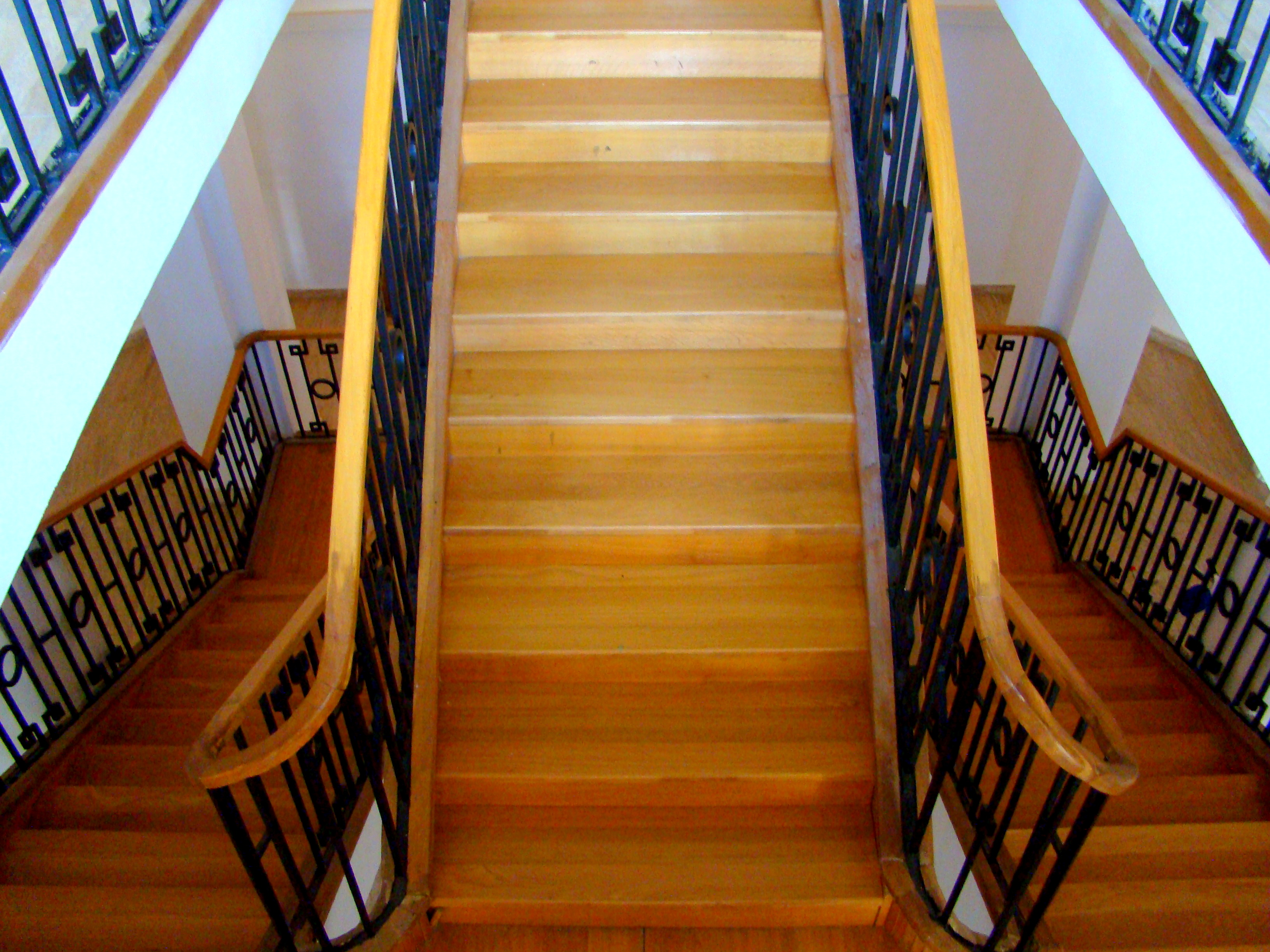
Casa scărilor

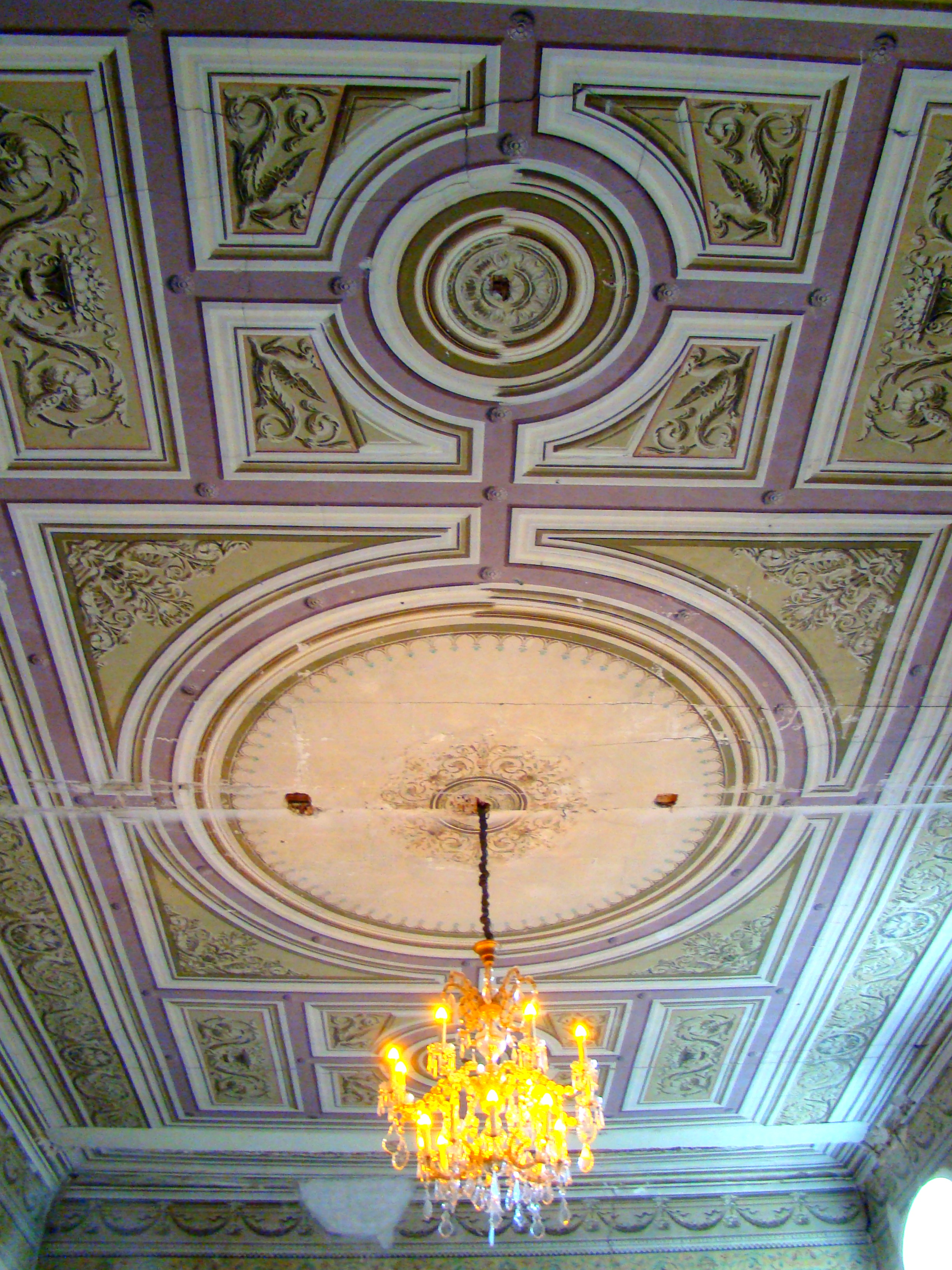
Tavanul sălii de bal

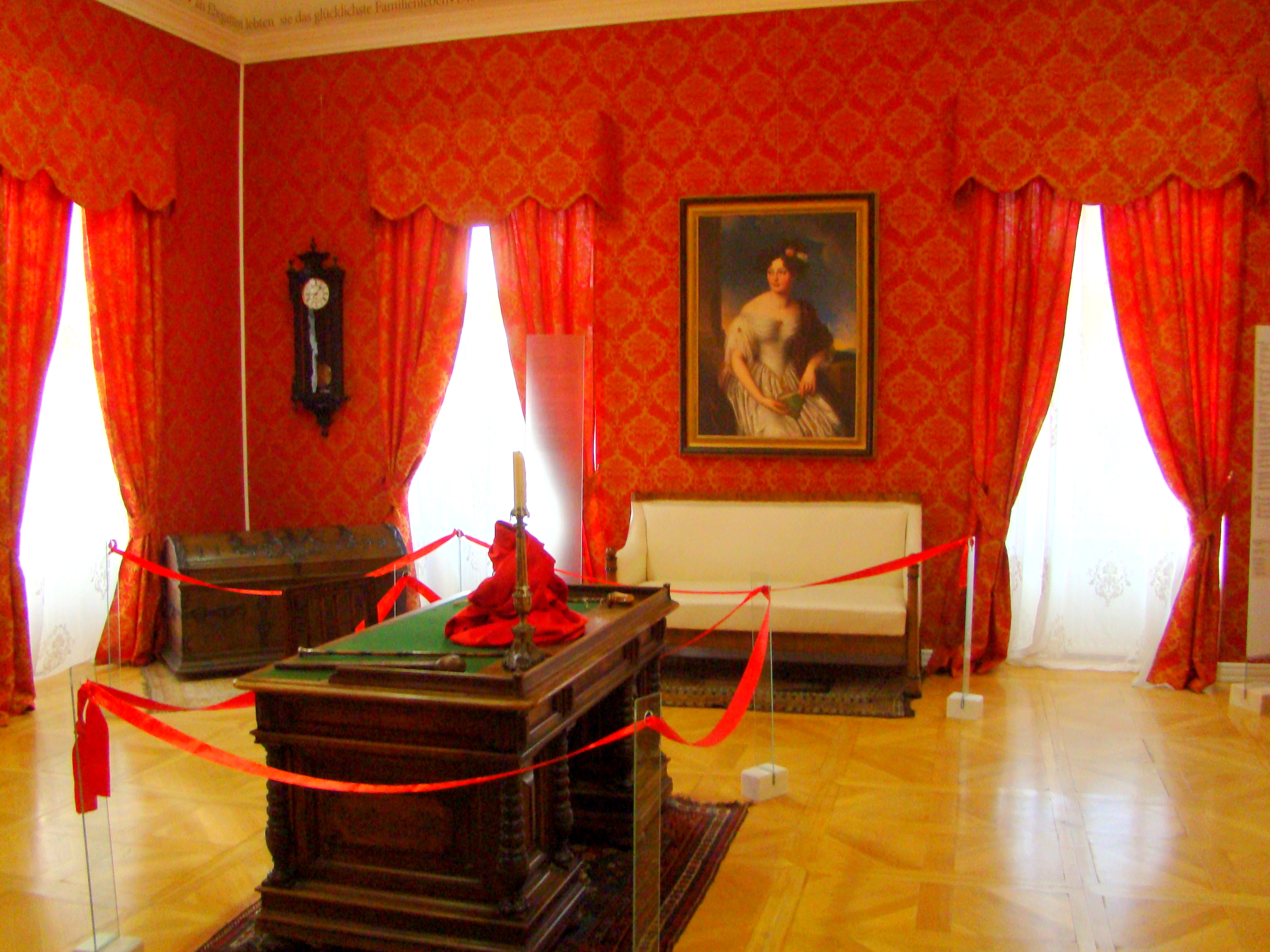
Camera Alexandru de Württemberg

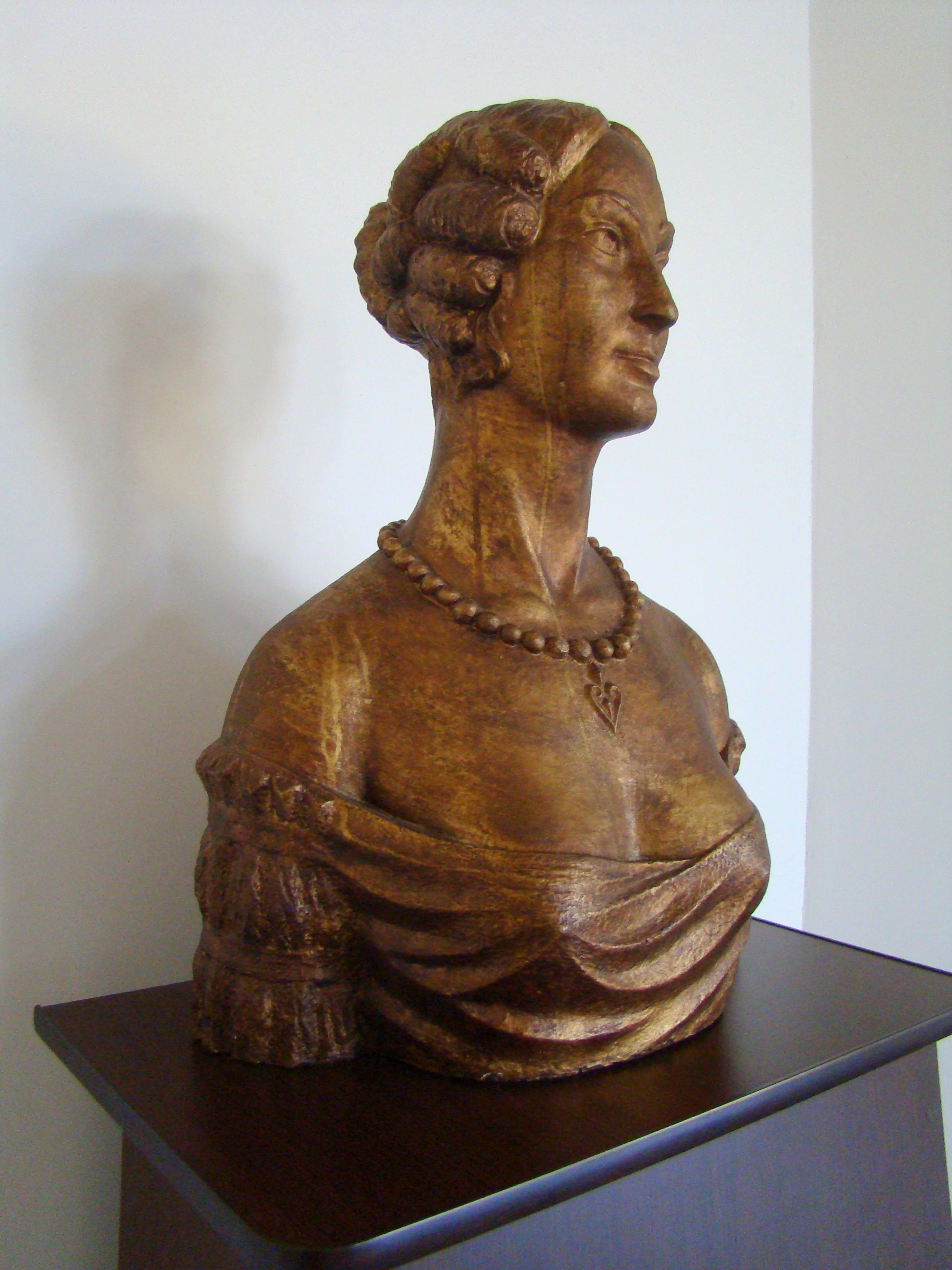
Bustul din interior al contesei Claudine Rhédey (1812-1841)

Castelul Rhédey este un monument de arhitectură aflat în orașul Sângeorgiu de Pădure din județul Mureș. Castelul se află pe lista monumentelor istorice sub codul LMI:  MS-II-m-A-15792.

### Familia Rhédey
Familia Rhédey este cunoscută a avea bazele în secolul al XIII-lea, fiind una dintre familiile nobiliare maghiare care provine din clanul Aba, care l-a dat pe regele Samuel Aba al Ungariei. Clanul Aba la rândul său, potrivit lui Anonymus, provine din prințul Csaba⁠(hu)[traduceți], care era fiul lui Attila. În Cronica pictată de la Viena îi arată pe Ed și Edemen, strămoșii lui Samuel, ca fiind fiii lui Csaba, acesta fiind fiul lui Attila făcut cu o femeie din Horezm.
Istoricii Gyula Kristó⁠(en)[traduceți] și László Szegfű au adus ideea originii kavare a clanului Aba, un neam khazar care s-a alăturat maghiarilor la mijlocul secolului al IX-lea, înainte de sosirea lor în Bazinul Carpatic în jurul anului 895. Kristó a susținut că atât originea khazară a lui Samuel, cât și numele său sugerează că s-a născut într-o familie care s-a convertit la iudaism.
Potrivit lui Paul Lazăr Tonciulescu, numele Aba confirmă originea khazară, întrucât abba în limba ebraică însemană „tată”.

## Castelul
Înfățișarea actuală neobarocă a castelului datează de la reconstrucția din 1807-1809 de către nobilul László Rhédey, proprietarul de atunci. În ce privește originea acestuia, există numeroase explicații. Conform tradiției, castelul a fost precedat de o mănăstire medievală. În perioada reformei protestante din secolul al XVI-lea, familiile Barcsai și Kornis construiesc un prim castel, socotit ca fiind predecesorul celui de astăzi. Lucrările s-au derulat, probabil, în anul 1569. Familia Rhédey se stabilește aici în secolul al XVII-lea, primul reprezentant al acesteia fiind János Rhédey. Se presupune că în anul 1632 edificiul avea mai multe camere și o pivniță. Conform unei inscripții din „epoca Rhédey” anul construcției este 1663. În secolul al XIX-lea castelul era înconjurat de grădini minunate. Aici s-a născut contesa Claudine Rhédey, ascendenta familiei regale britanice.
Castelul Rhédey a intrat în posesia familiei de negustori Schuller după primul Război Mondial, iar în 1935 a fost cumpărat de comunitatea locală cu scopuri administrative, în clădire funcționau diferite instituții și agenții. Între 1948 și 2010 în clădire a funcționat școala generală.
Castelul a fost restaurat, investiție făcută de Ministerul Culturii, lucrările de restaurare și consolidare fiind încheiate în iunie 2015, după aproape 5 ani de la semnarea contractului de execuție. Ușile și ferestrele au fost înlocuite, acoperișul a fost renovat, structura clădirii a fost întărită, iar camerele au fost readuse la starea lor inițială. Consiliul local nu intenționează să mute școala înapoi în clădirea restaurată, ci castelul va fi folosit în scopuri culturale și turistice, în sala mare se vor organiza diferite expoziții și în subsol se va construi o cramă și un restaurant.  
În castel, la parter și la etajul întâi există, în total 13 săli, ce împrejoară un hol, sub formă de U, având și o scară de lemn ornamentată. Tavanul holului și al sălii de bal sunt pictate cu freșce baroce, în timp ce sălile au fost zugrăvite în alb.
În septembrie 2019 a fost inaugurată expoziția „Mysteria Residentiae Rhedey” în cinci săli ale etajului castelului, prin care este prezentată viața familiei și destinul tragic al contesei Claudia, cu ajutorul tehnologiei moderne.

### Sala memorială Bezidu Nou

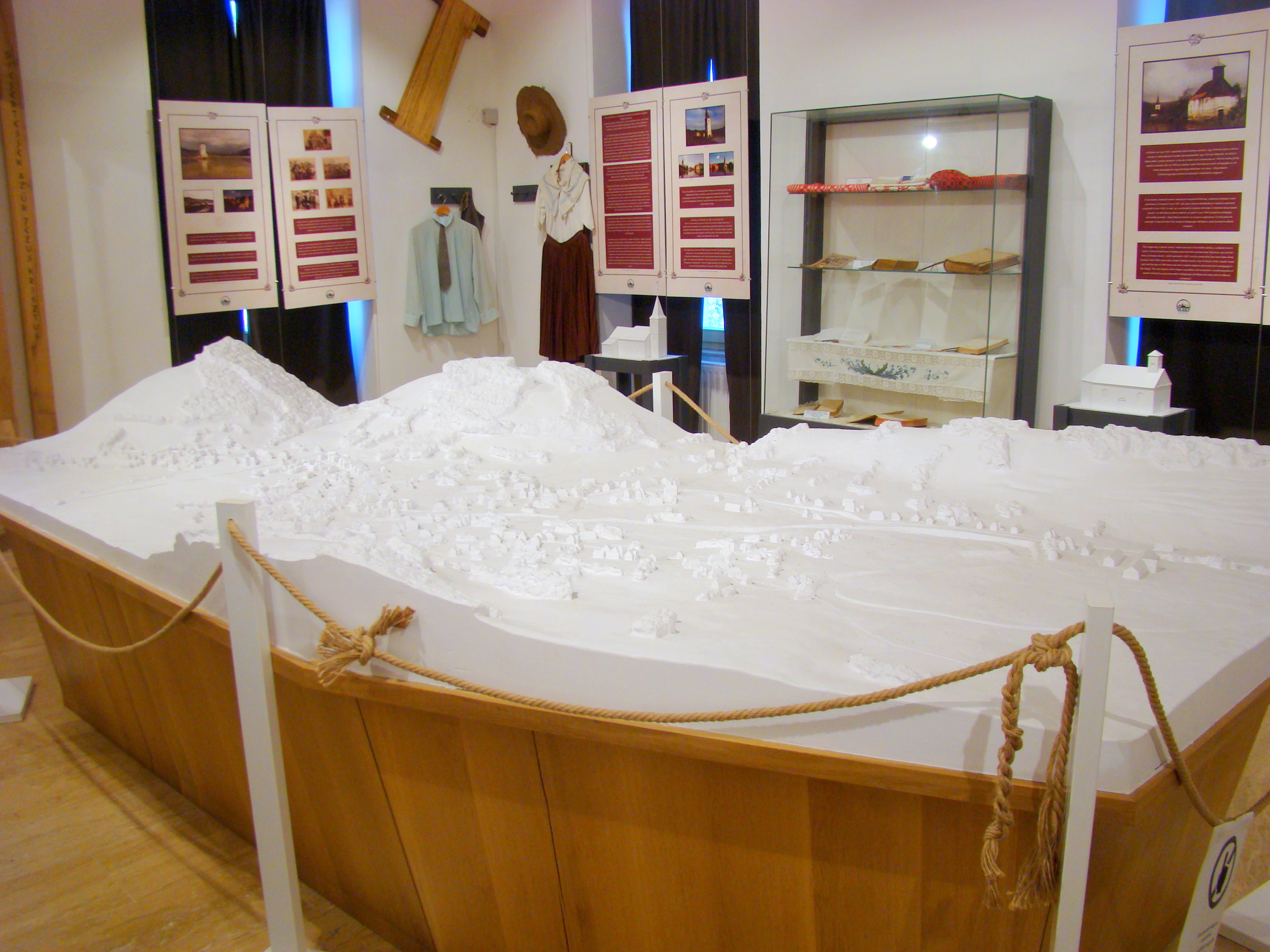
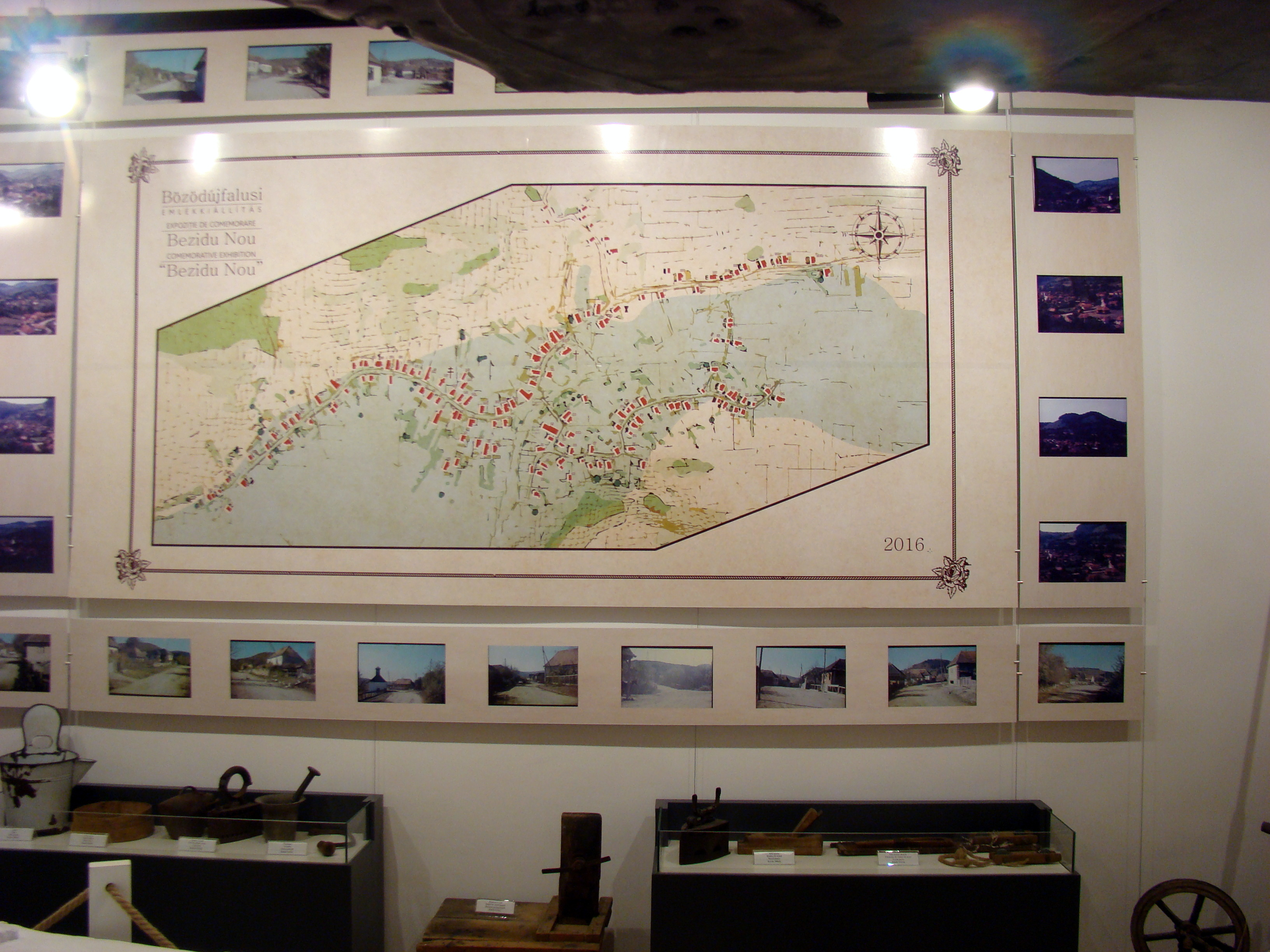
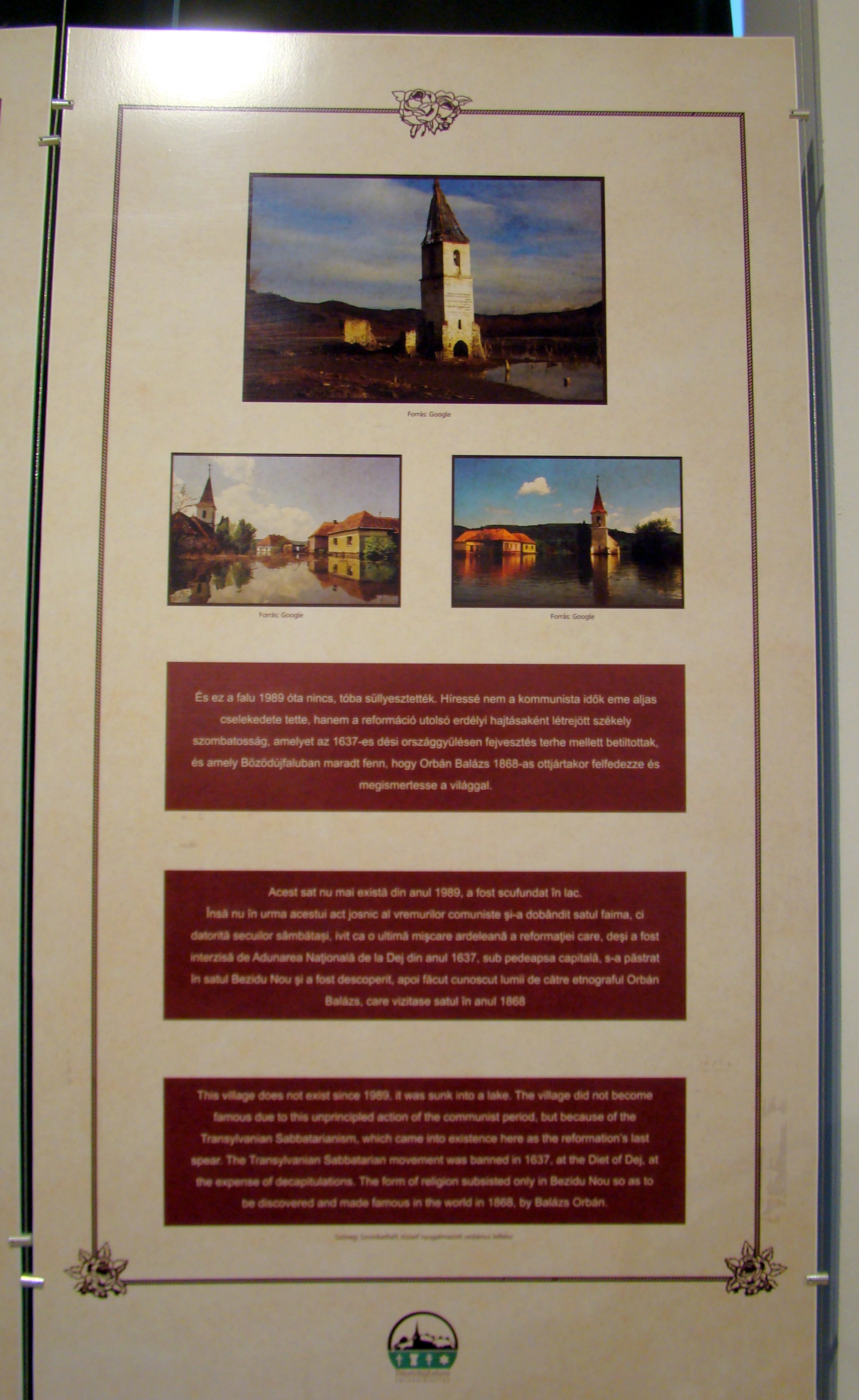
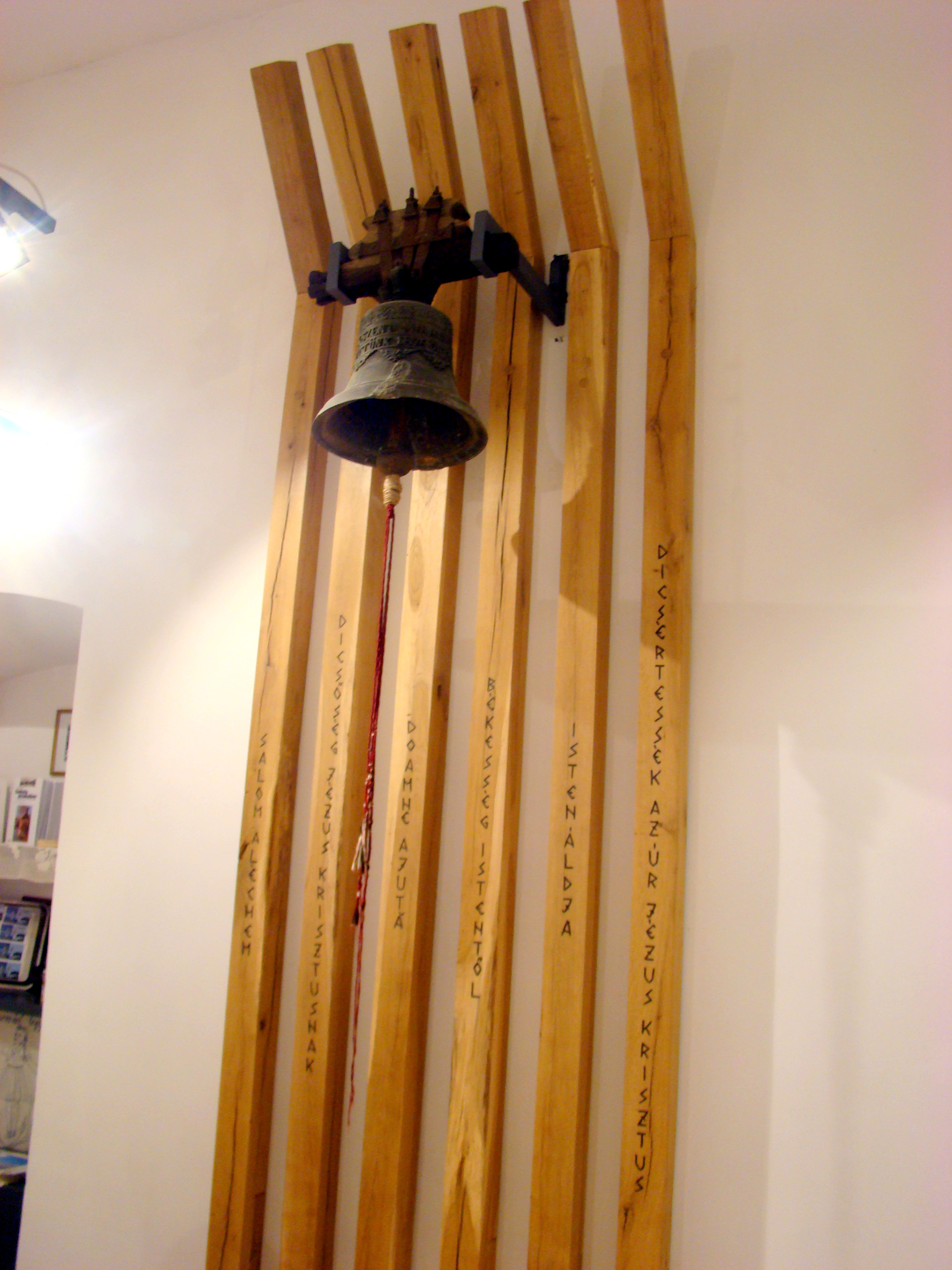
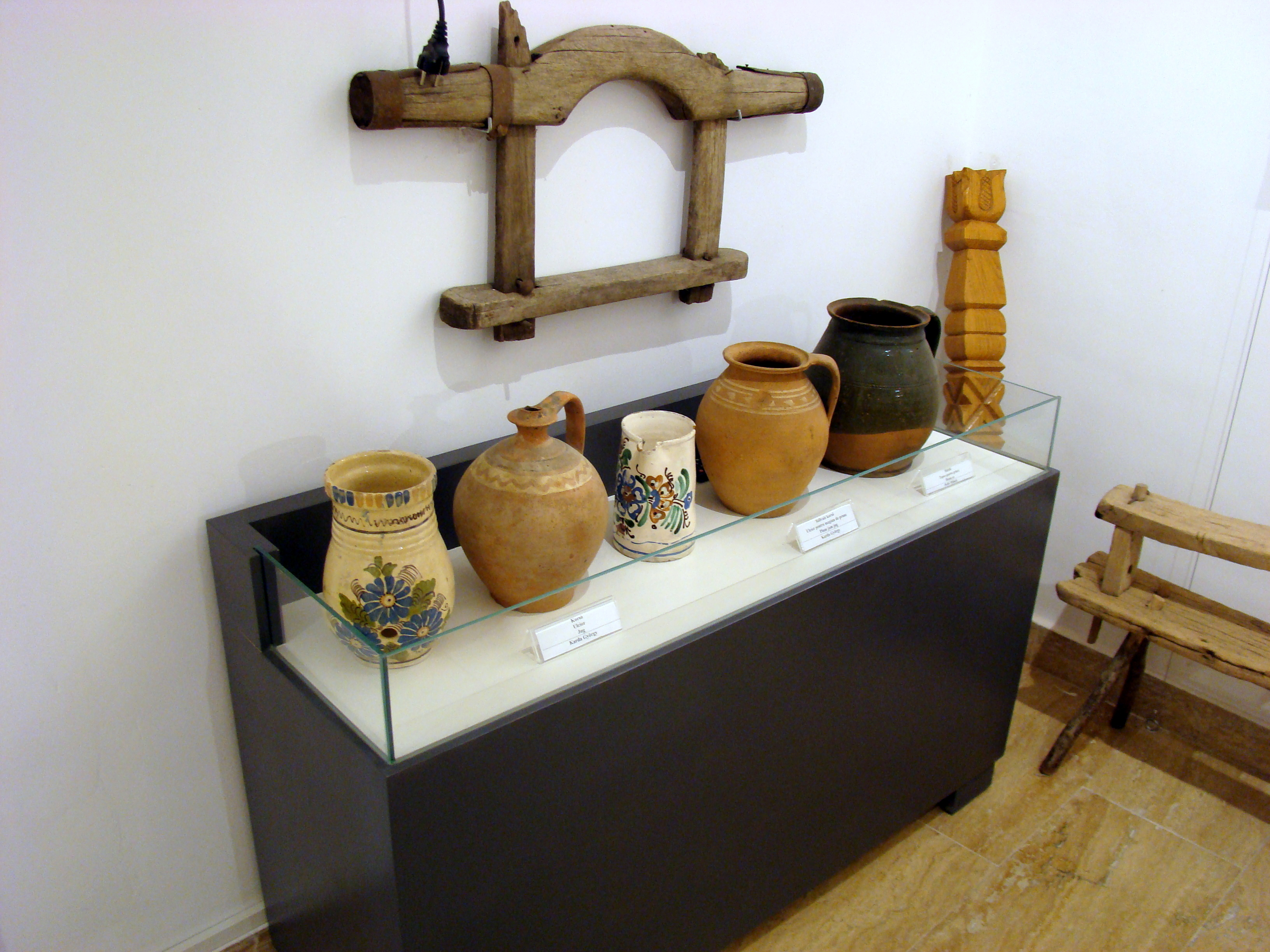

Din inițiativa consiliului local din orașul Sângeorgiu de Pădure și a Asociației „Bözödújfaluért”, din primăvara anului 2016, în castelul Rhédey există o expoziție care păstrează vie amintirea satului de odinioară Bezidu Nou, acoperit de apele lacului de acumulare. În sala memorială se poate vedea macheta satului, completată de diferite poze și obiecte, și se poate afla destinul tragic al acestei localități.

### Sala Bodor Péter

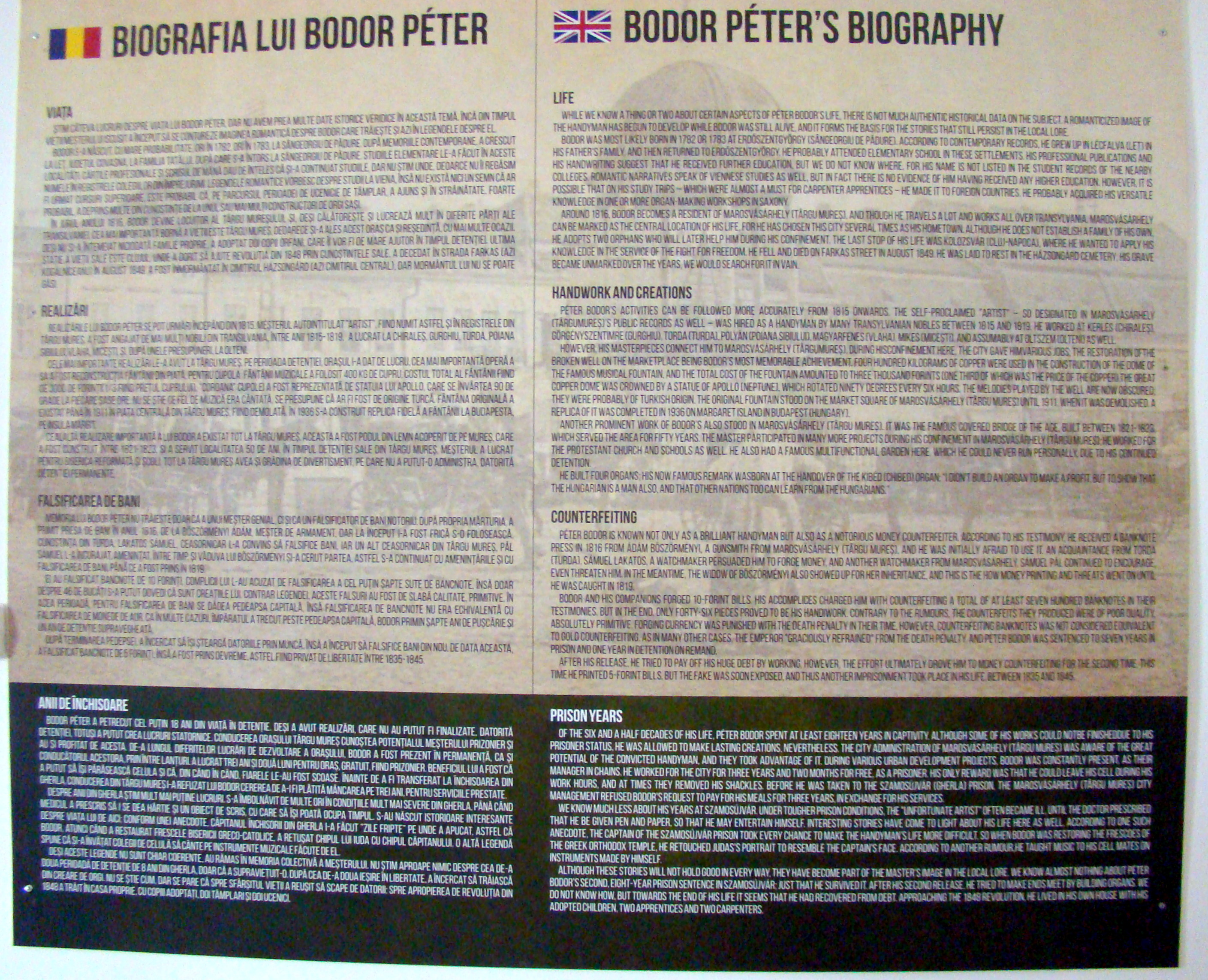
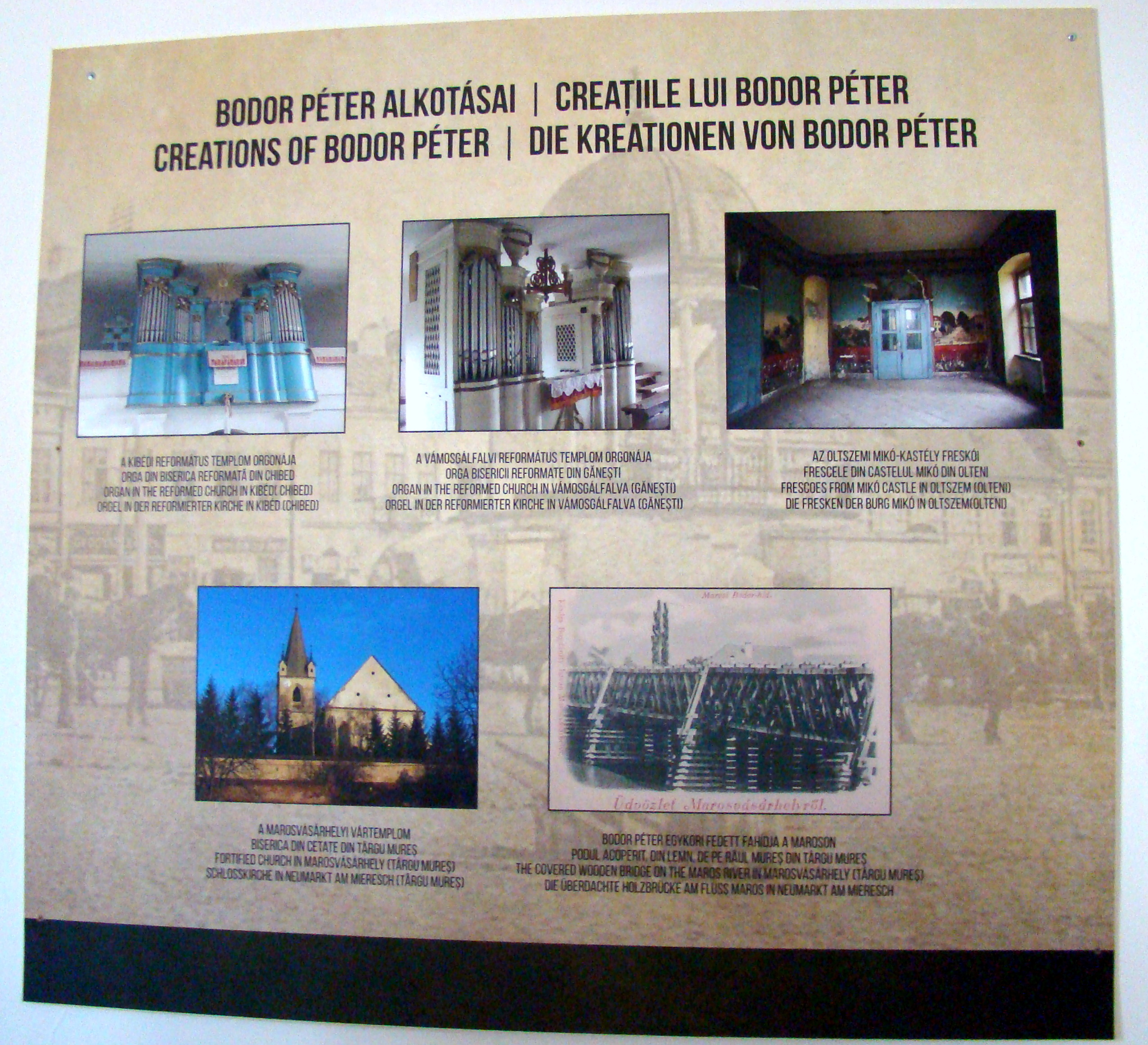
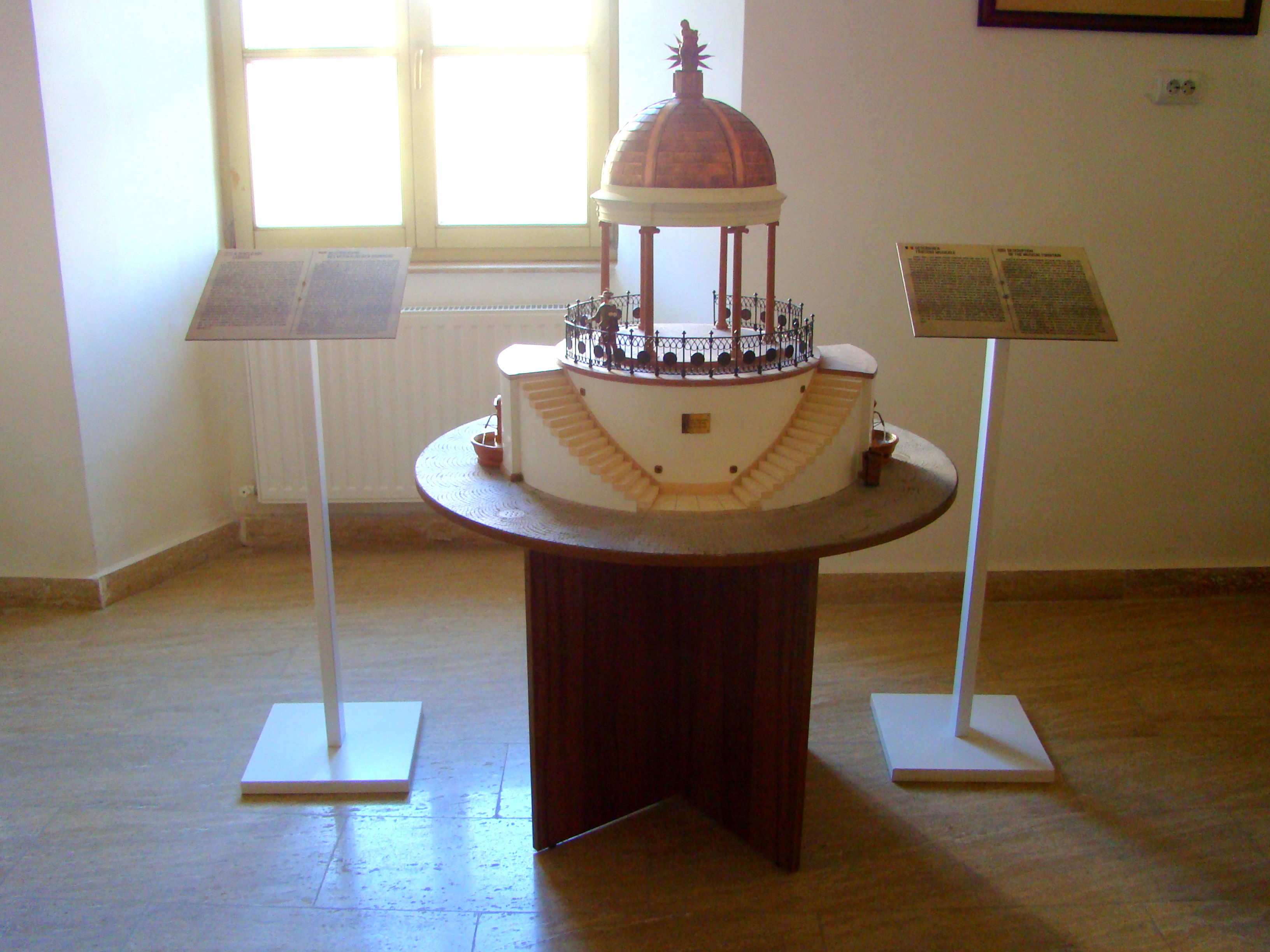
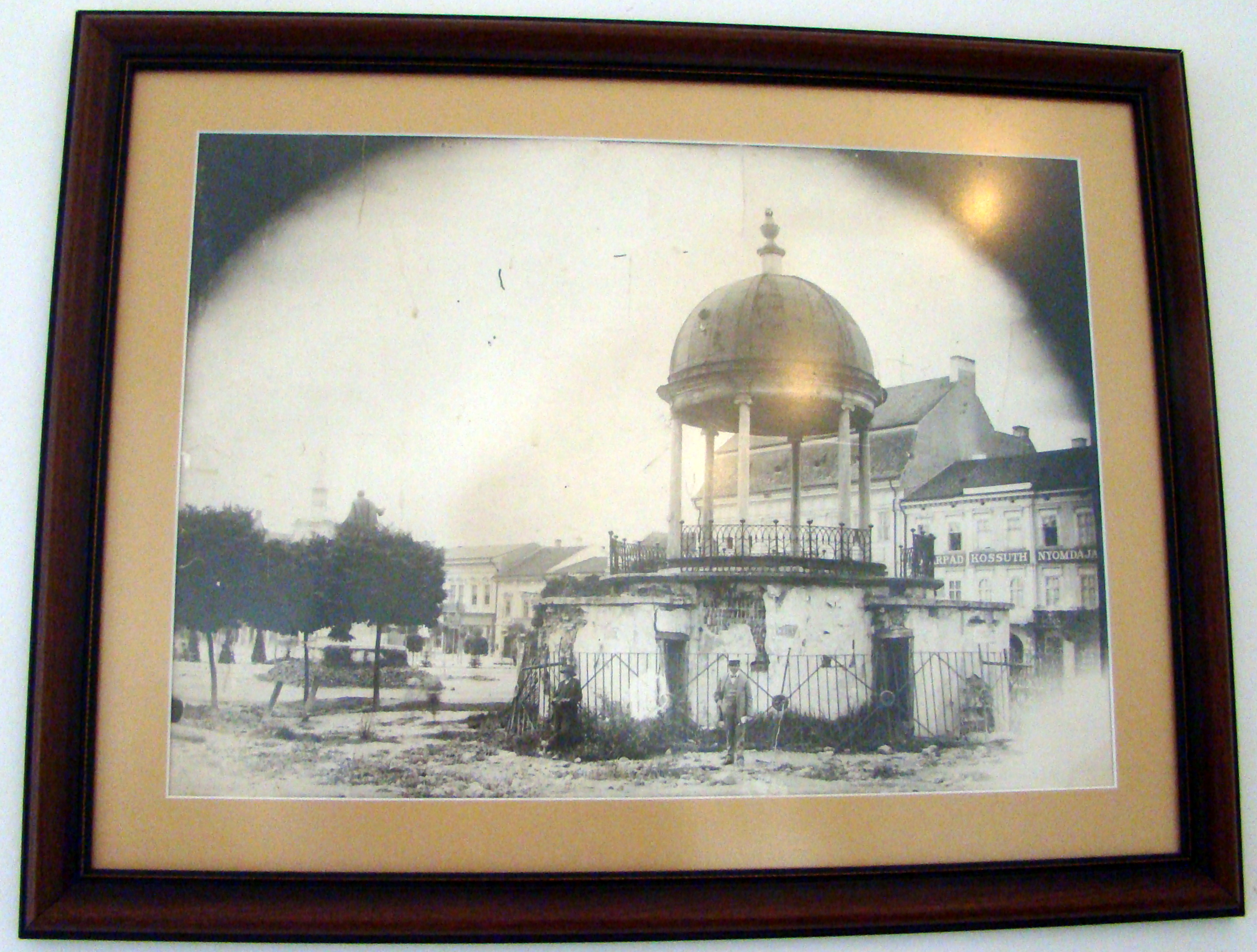
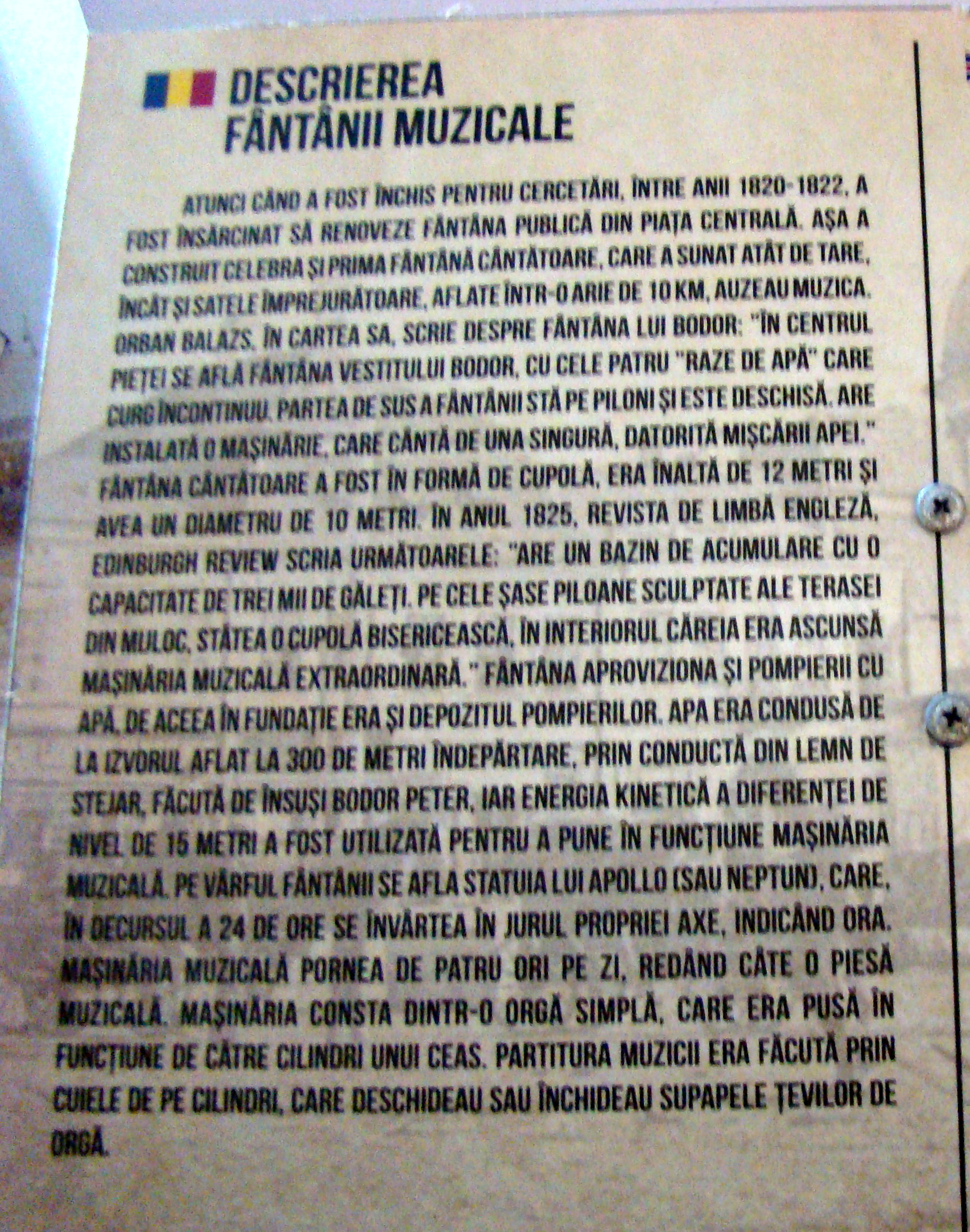

O sală este dedicată lui Bodor Péter, personalitate complexă și controversată, cel care a realizat, între altele,  Fântâna Cântătoare din Târgu Mureș și orgile bisericilor reformate din Chibed și Gănești, dar a și făcut ani grei de temniță pentru falsificare de bani. În anul 2018, în Castelul Rhédey în 2018 a fost amenajată o expoziție permanentă în amintirea lui Péter Bodor care s-a născut în localitate. În cadrul proiectului a fost realizată macheta Fântânii Cântătoare la scara 1 la 15.

### Sala Victor Datu

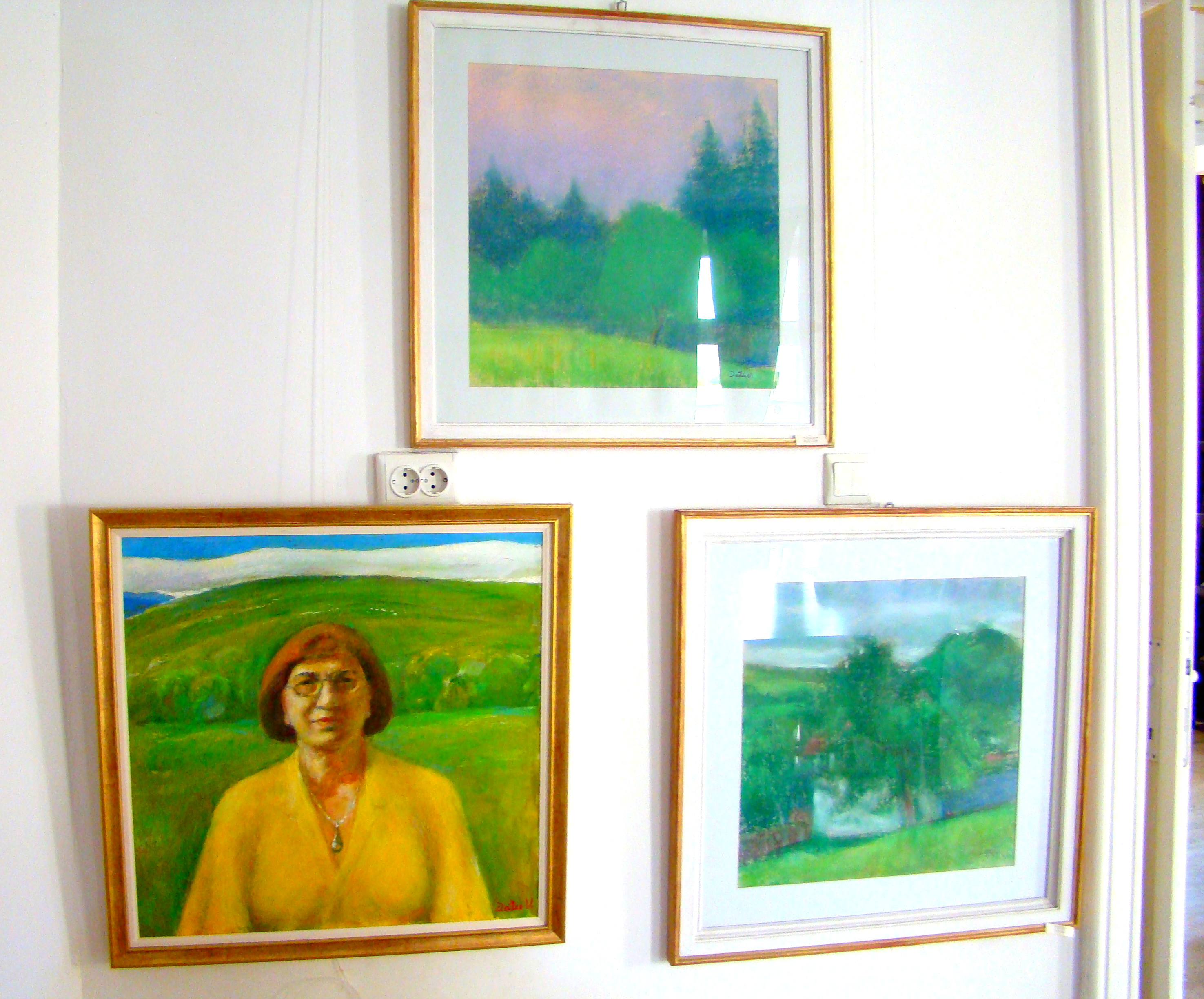
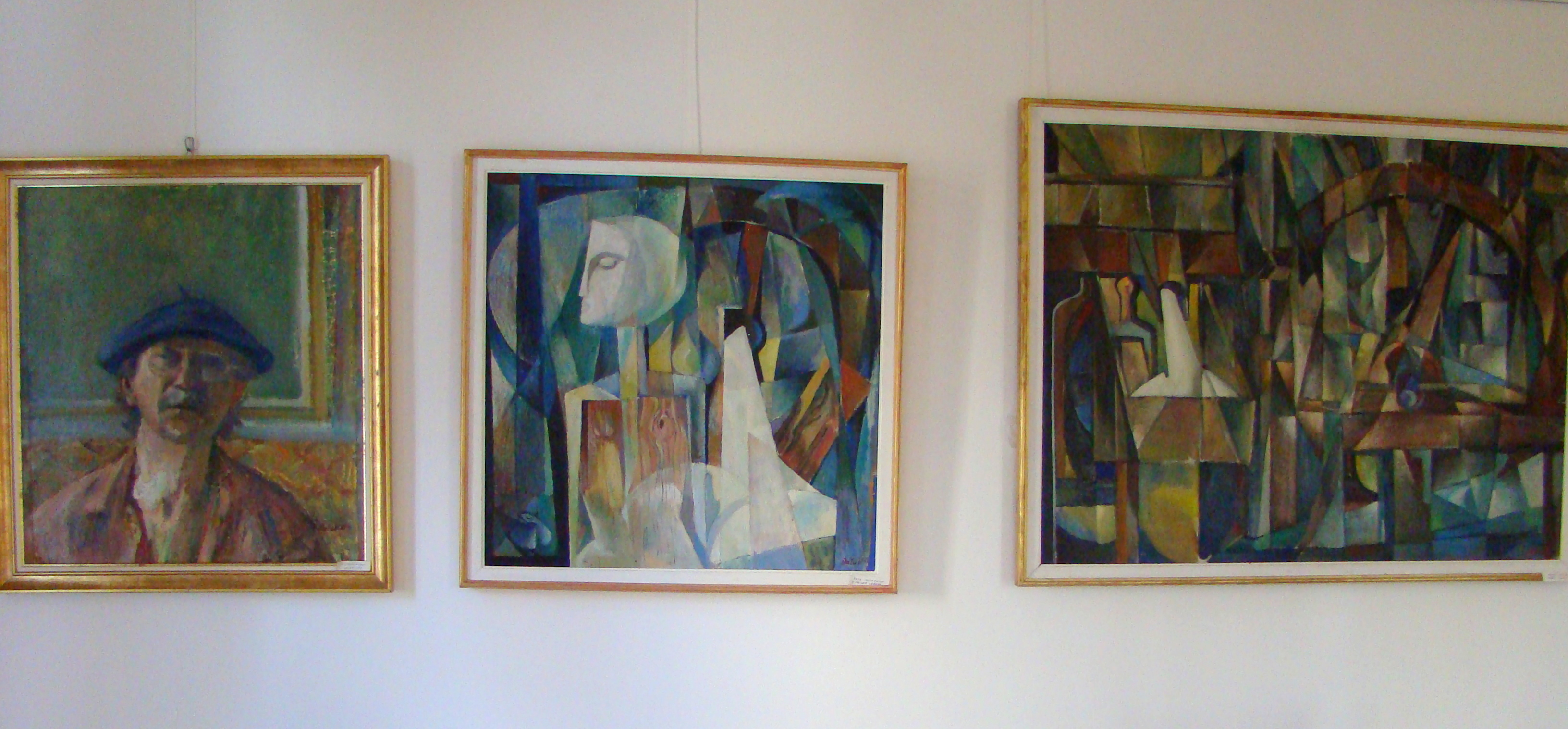
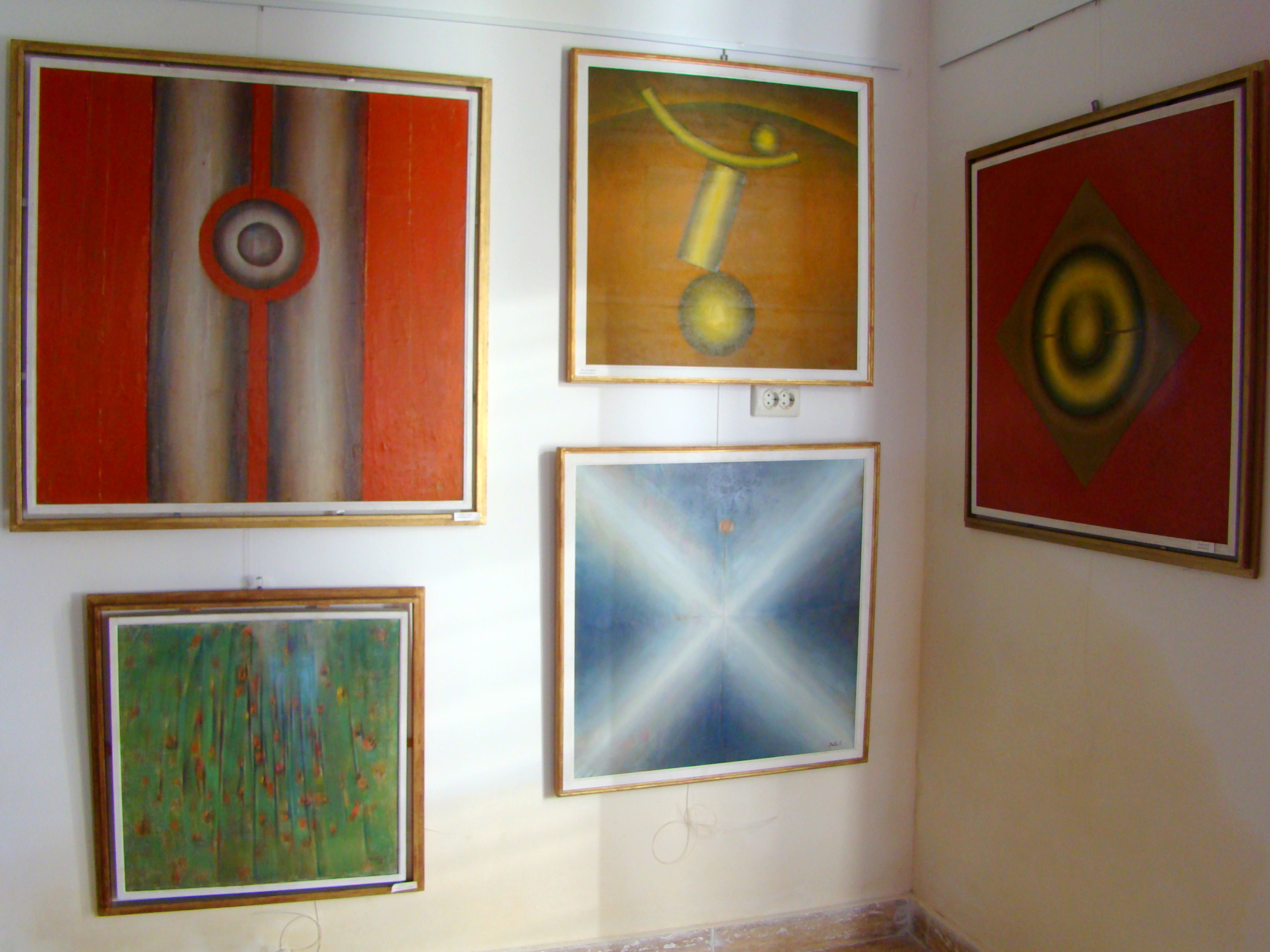
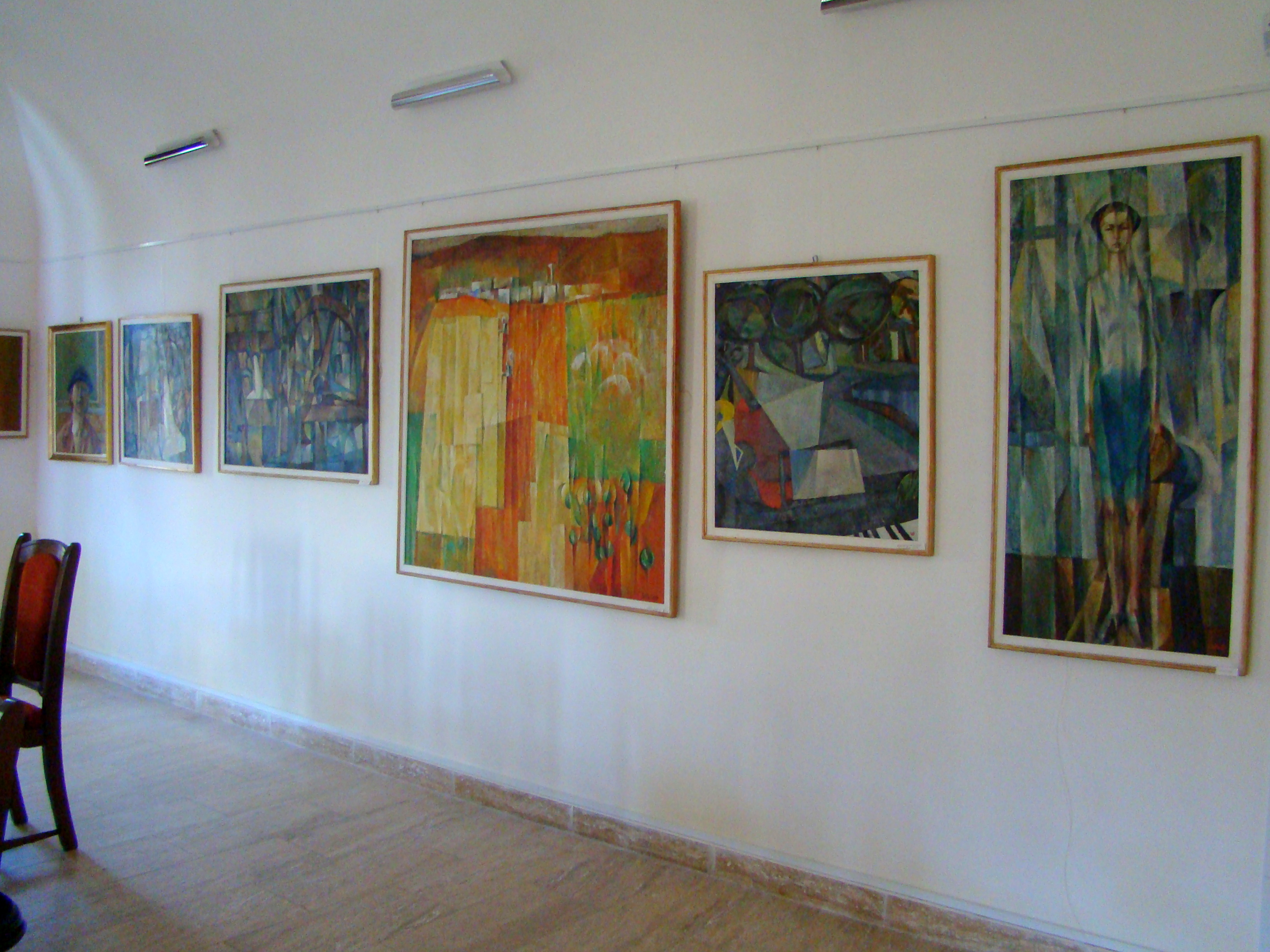

Victor Datu este un reprezentant de seamă al cubismului din România, s-a născut la Sângeorgiu de Pădure, având în prezent 90 de ani și trăiește la Târgu Mureș. O sală din castelul Rhédey adăpostește o expoziție permanentă în localitatea natală.

## Imagini din exterior

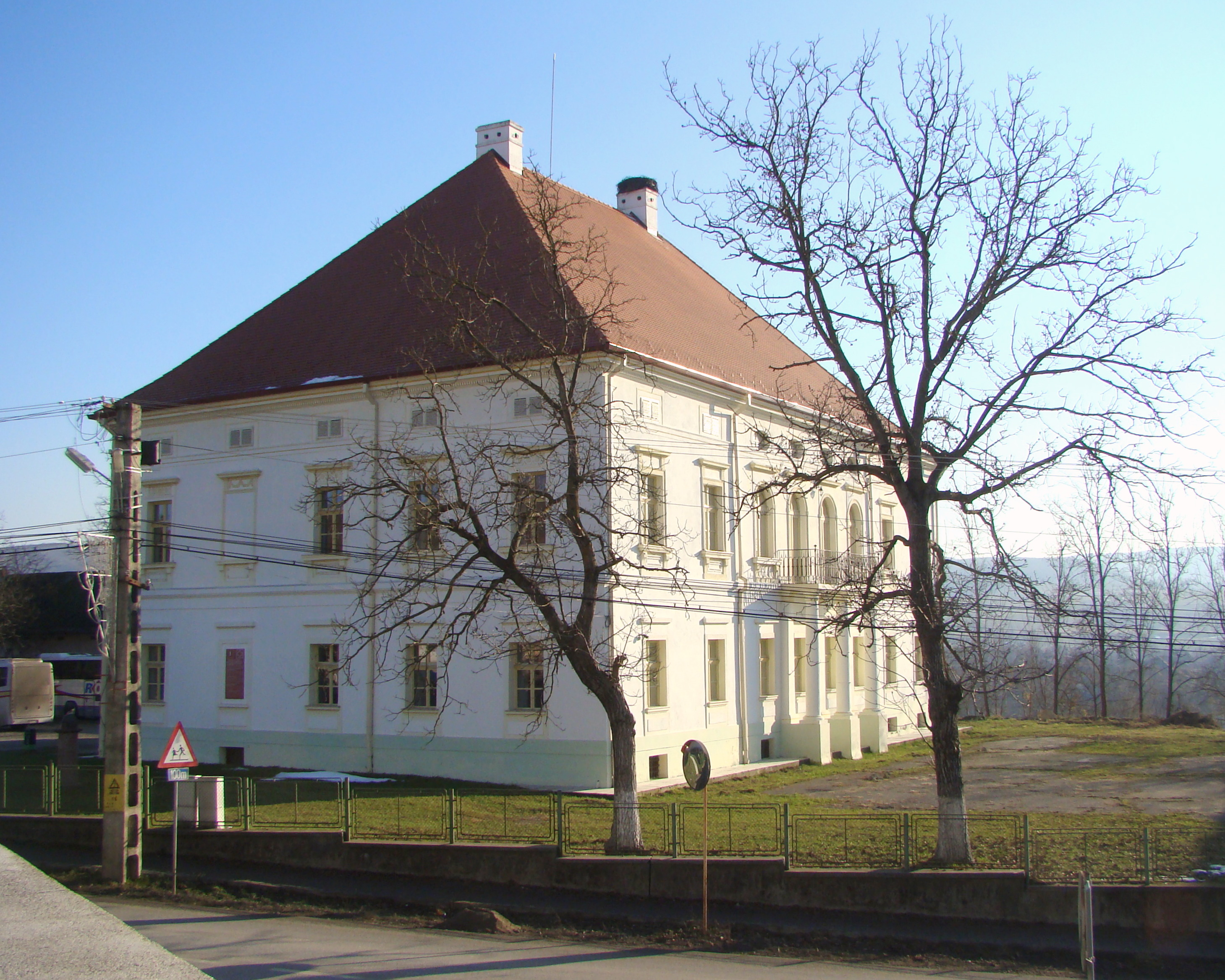
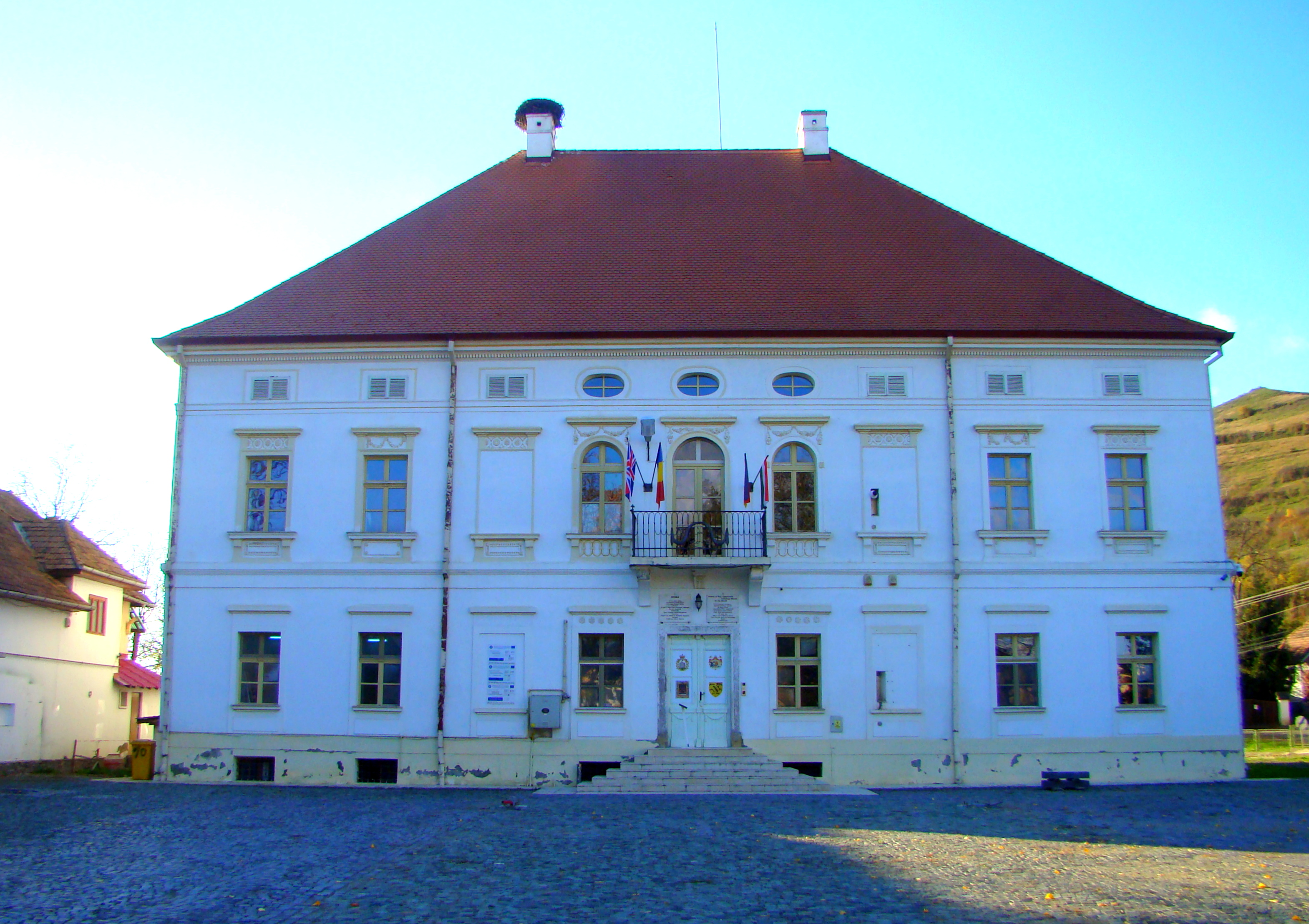
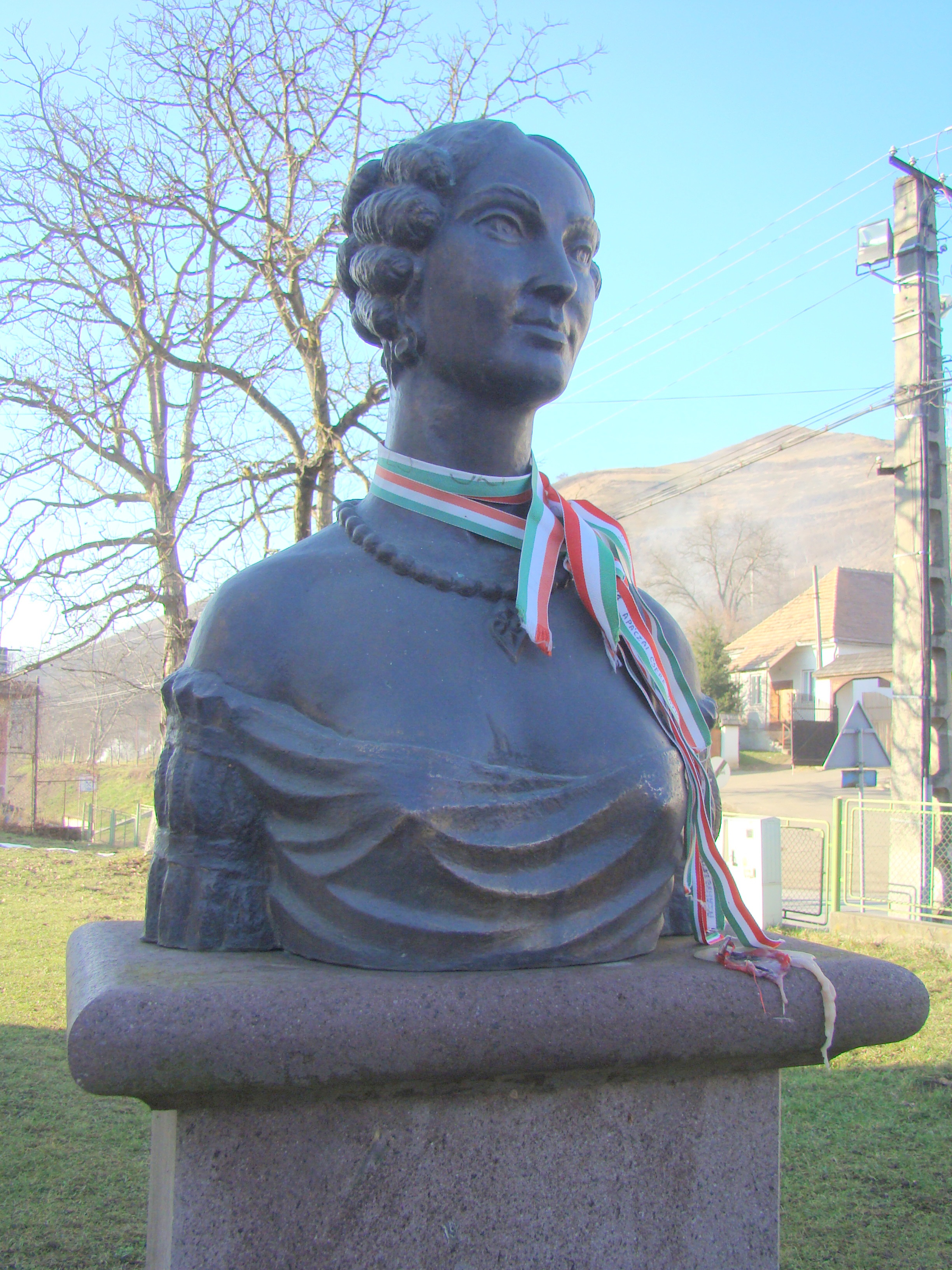
Bustul contesei Claudine Rhédey (1812-1841)
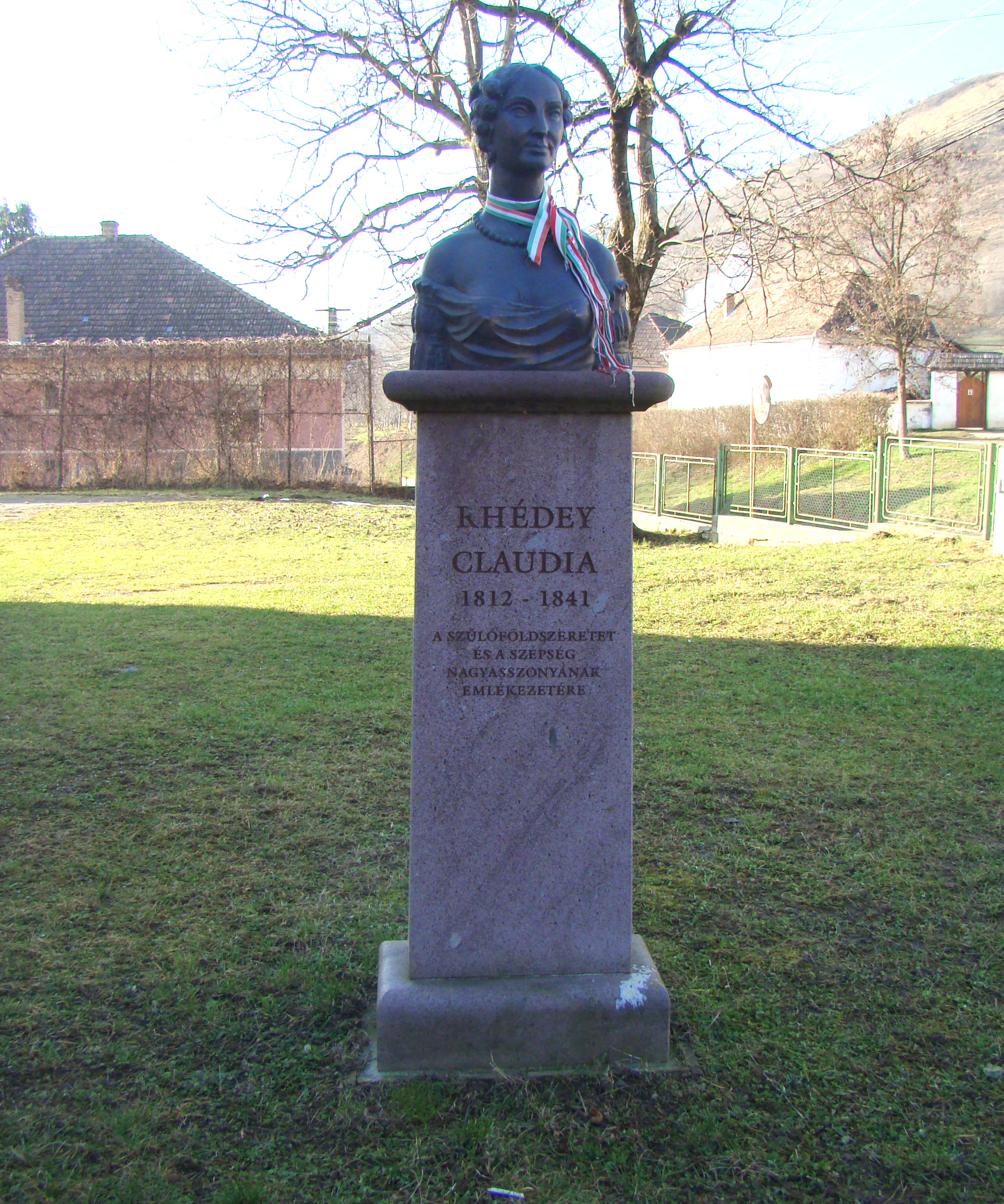
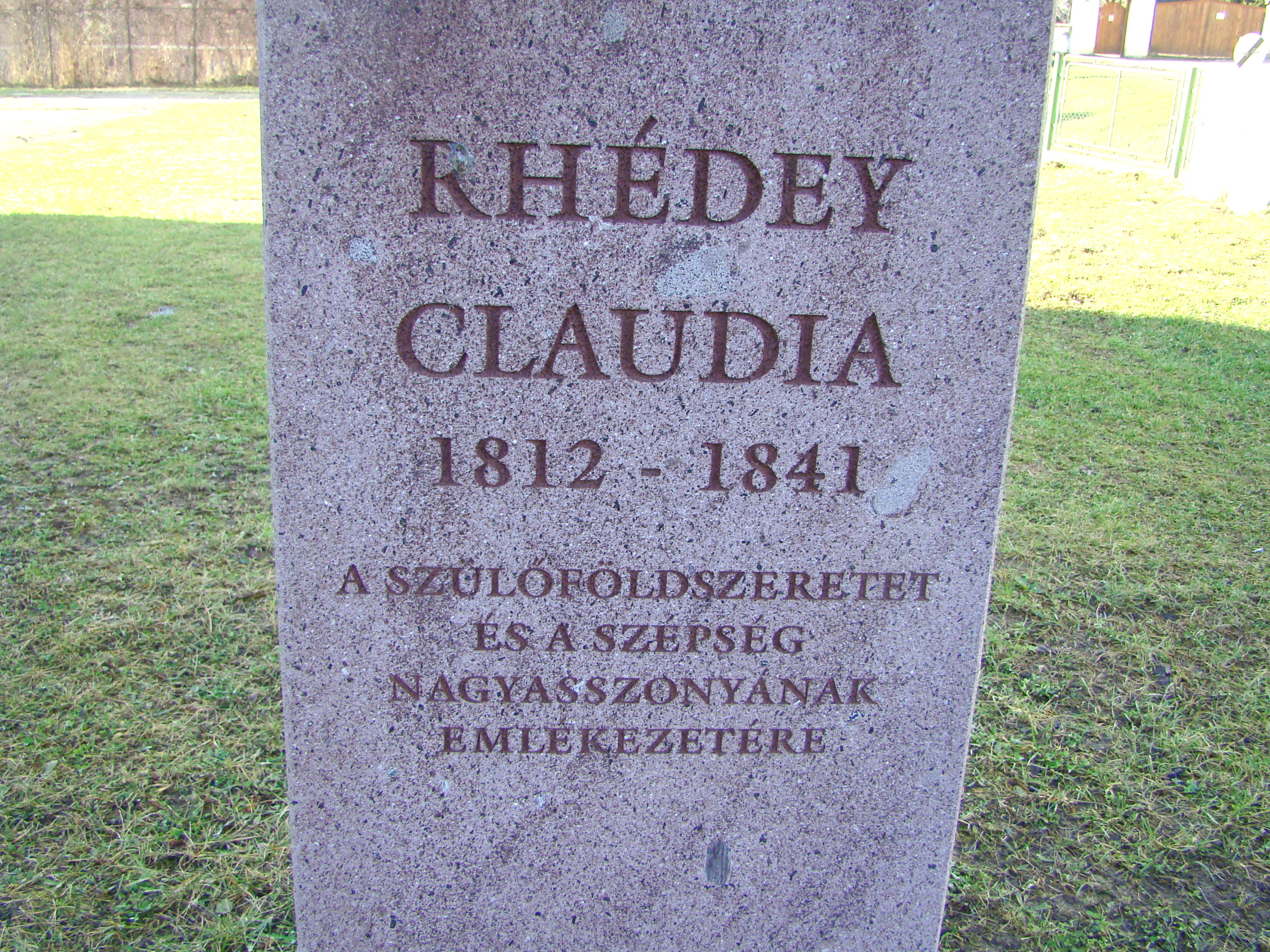
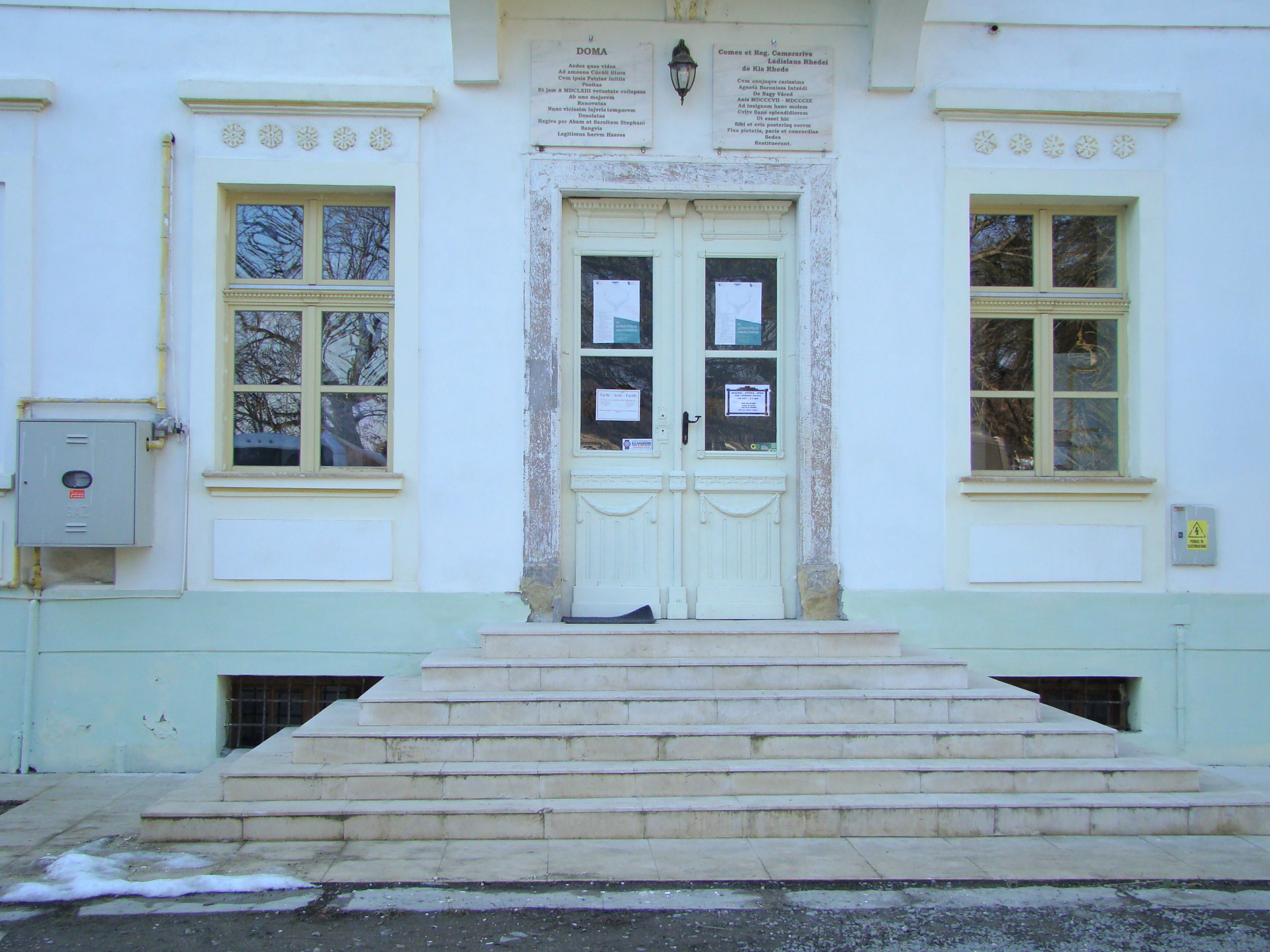
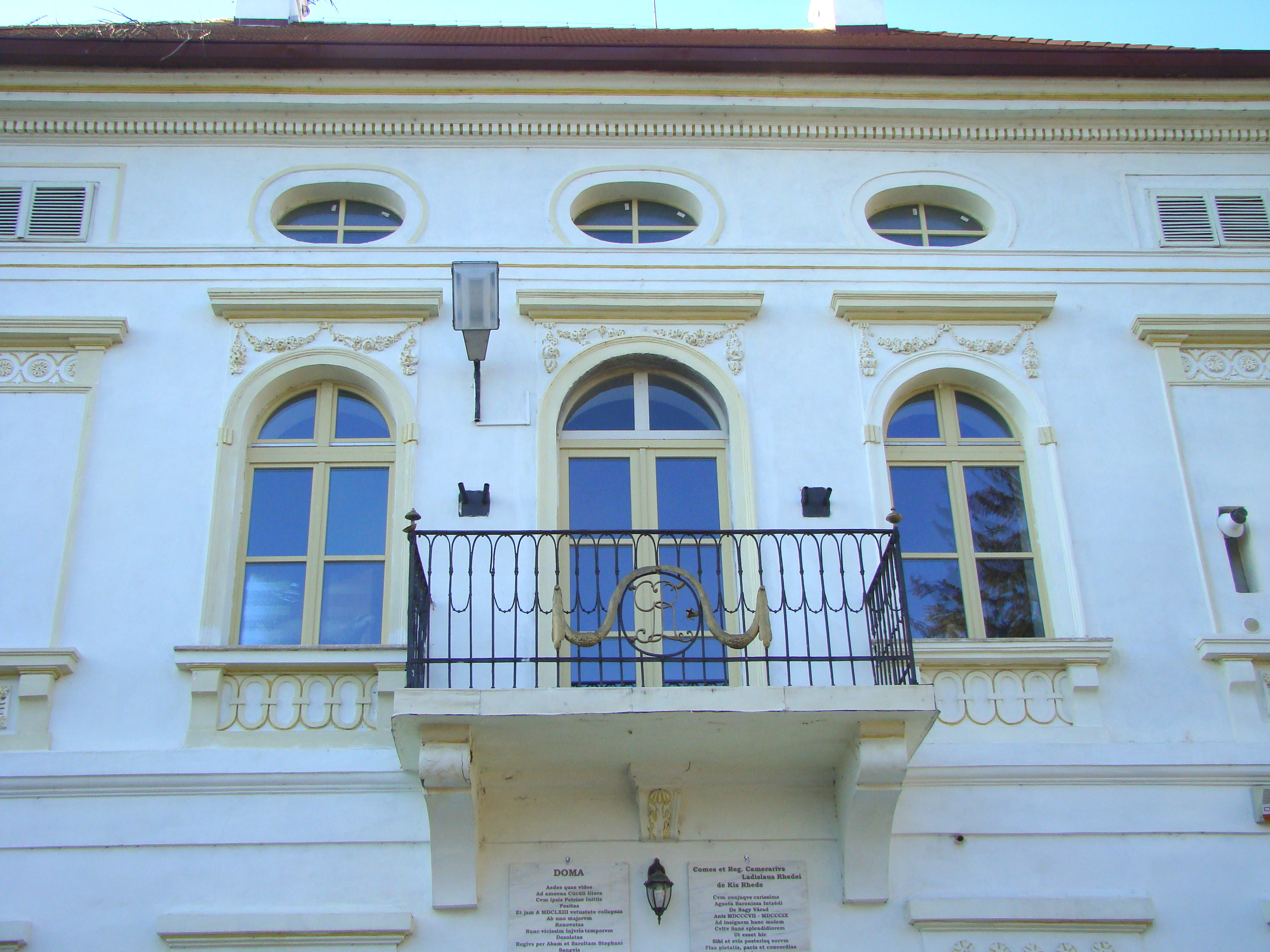
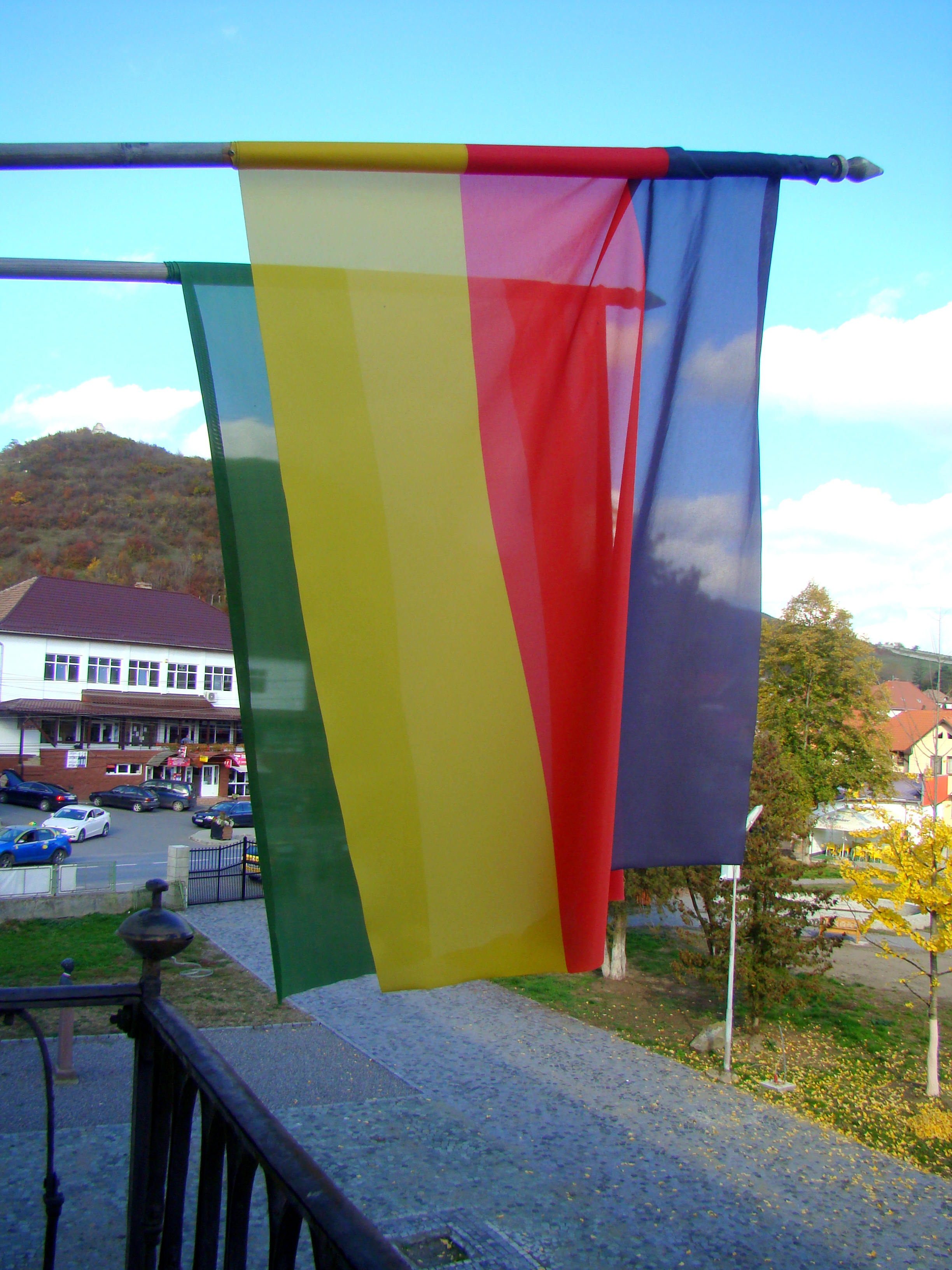
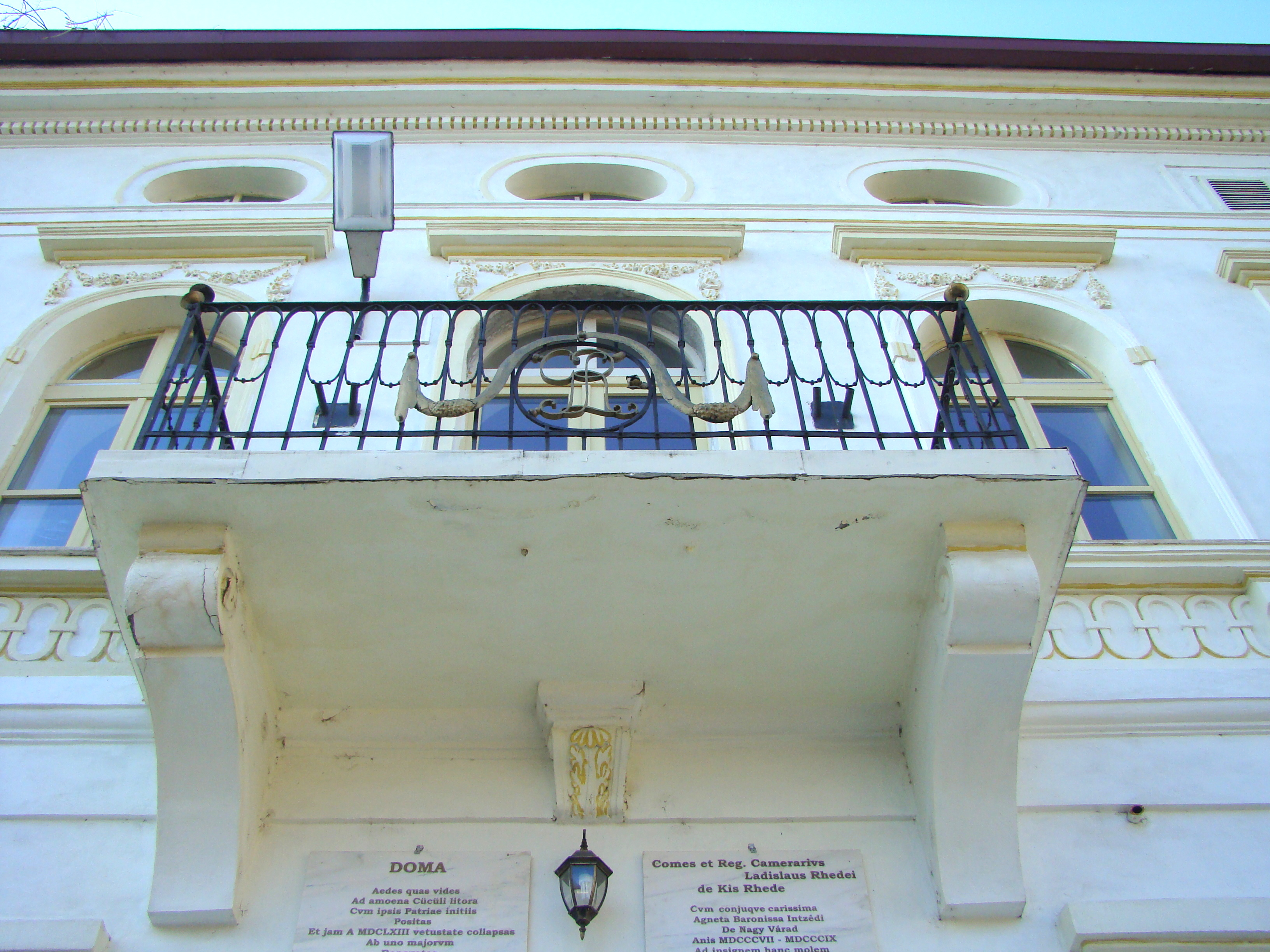
Elementele cheie ale fațadelor estice și vestice sunt balcoanele, cel de pe faţada opusă fiind sprijinit de coloane toscane.
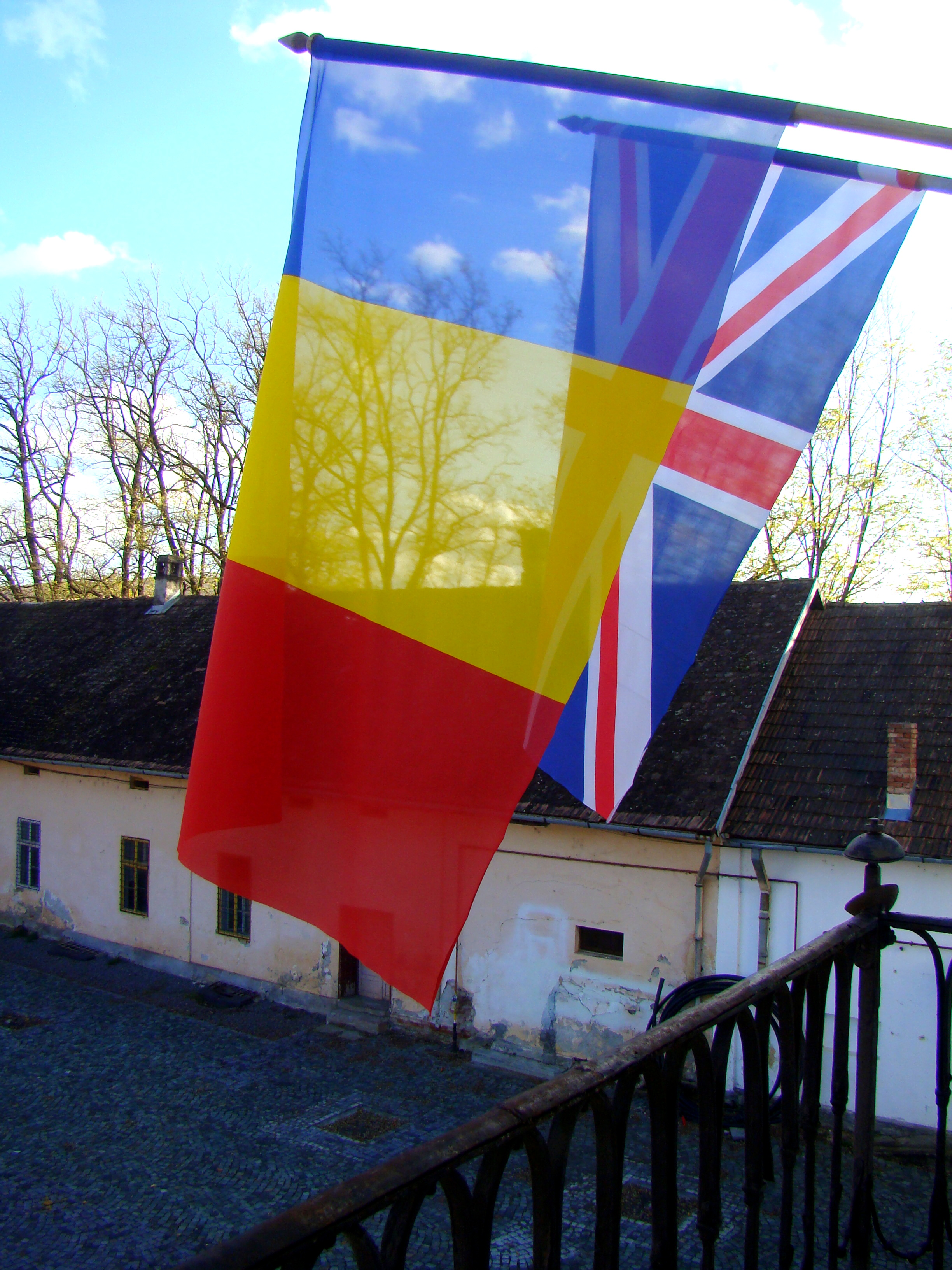
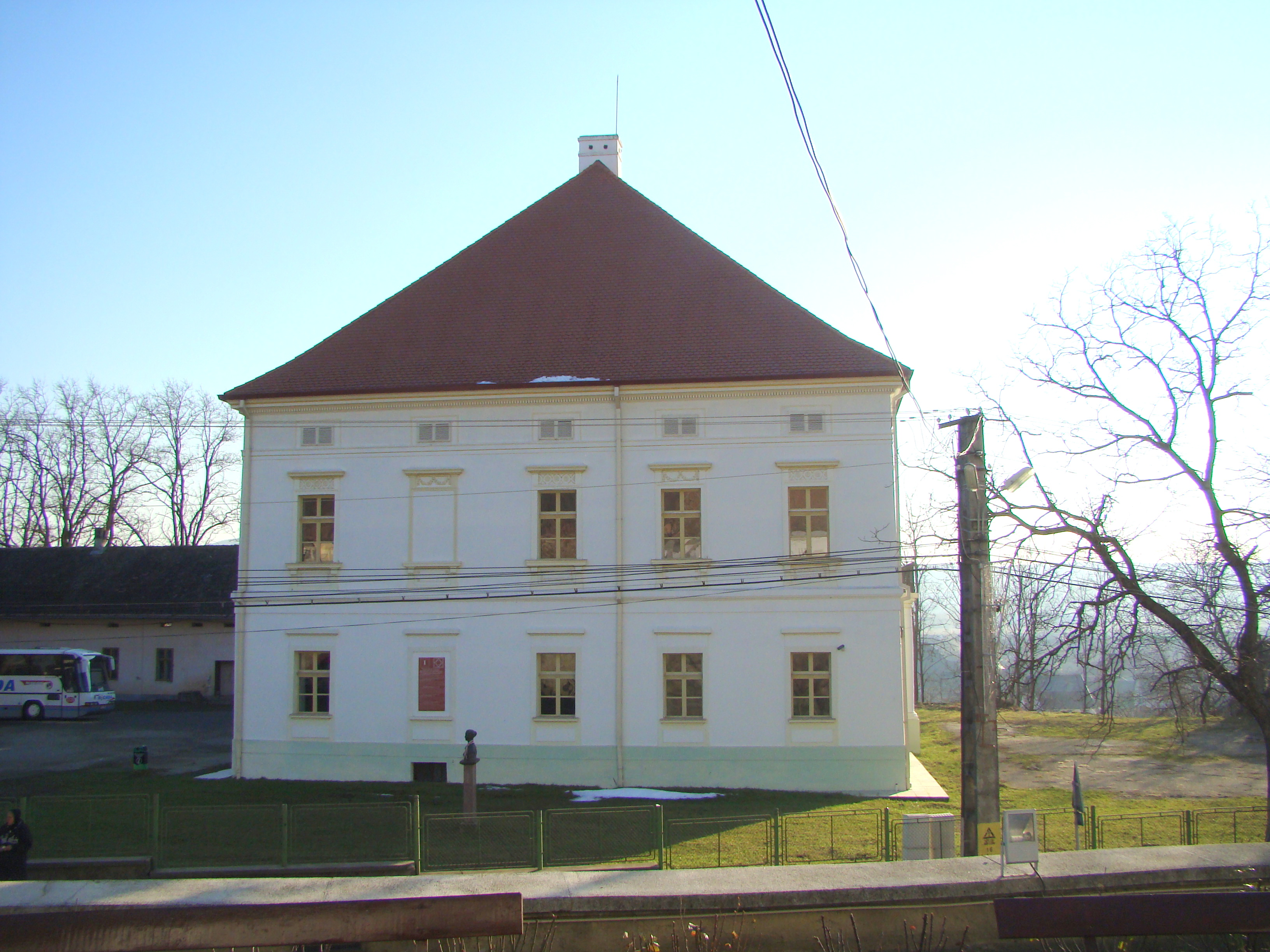
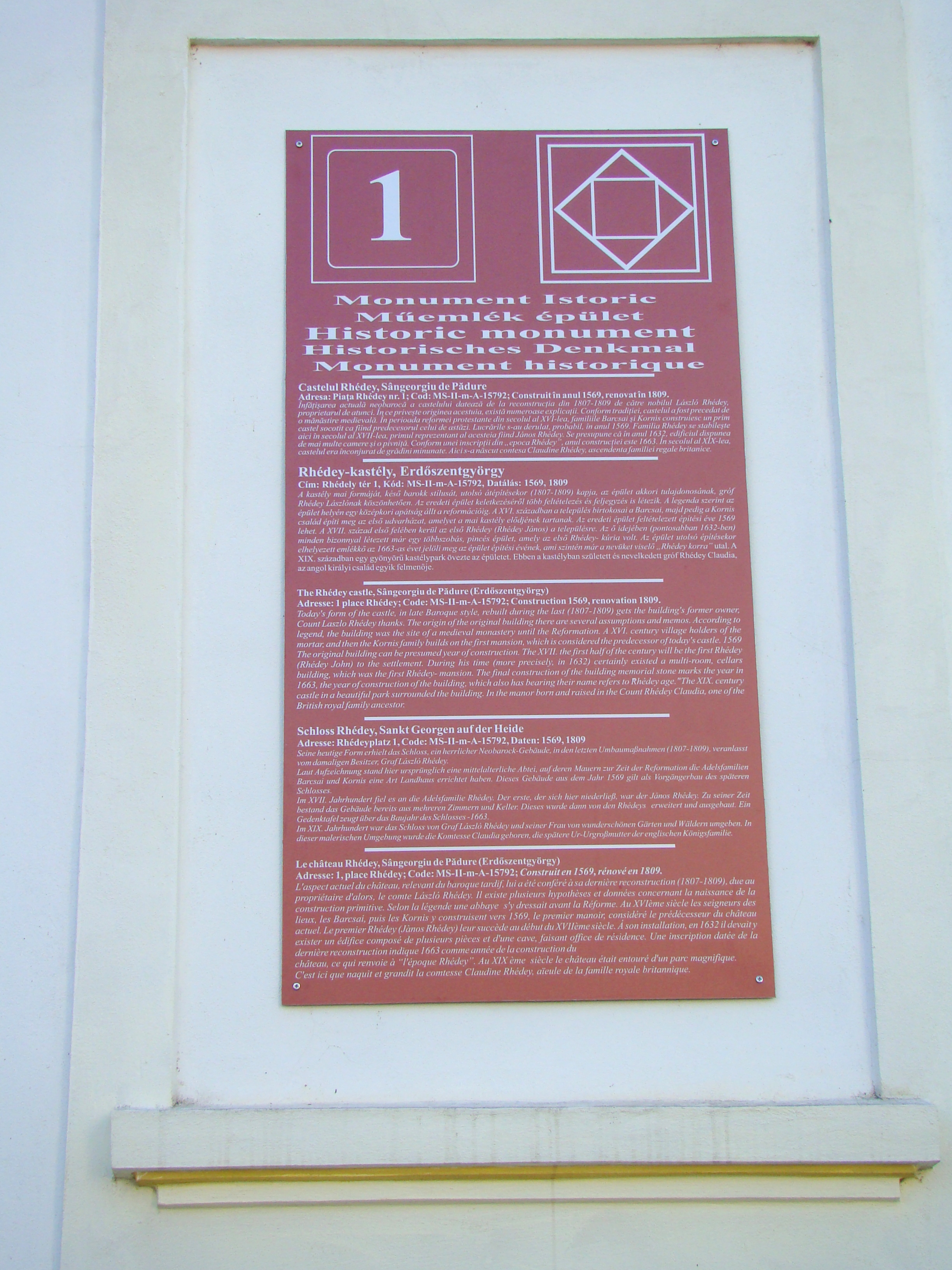
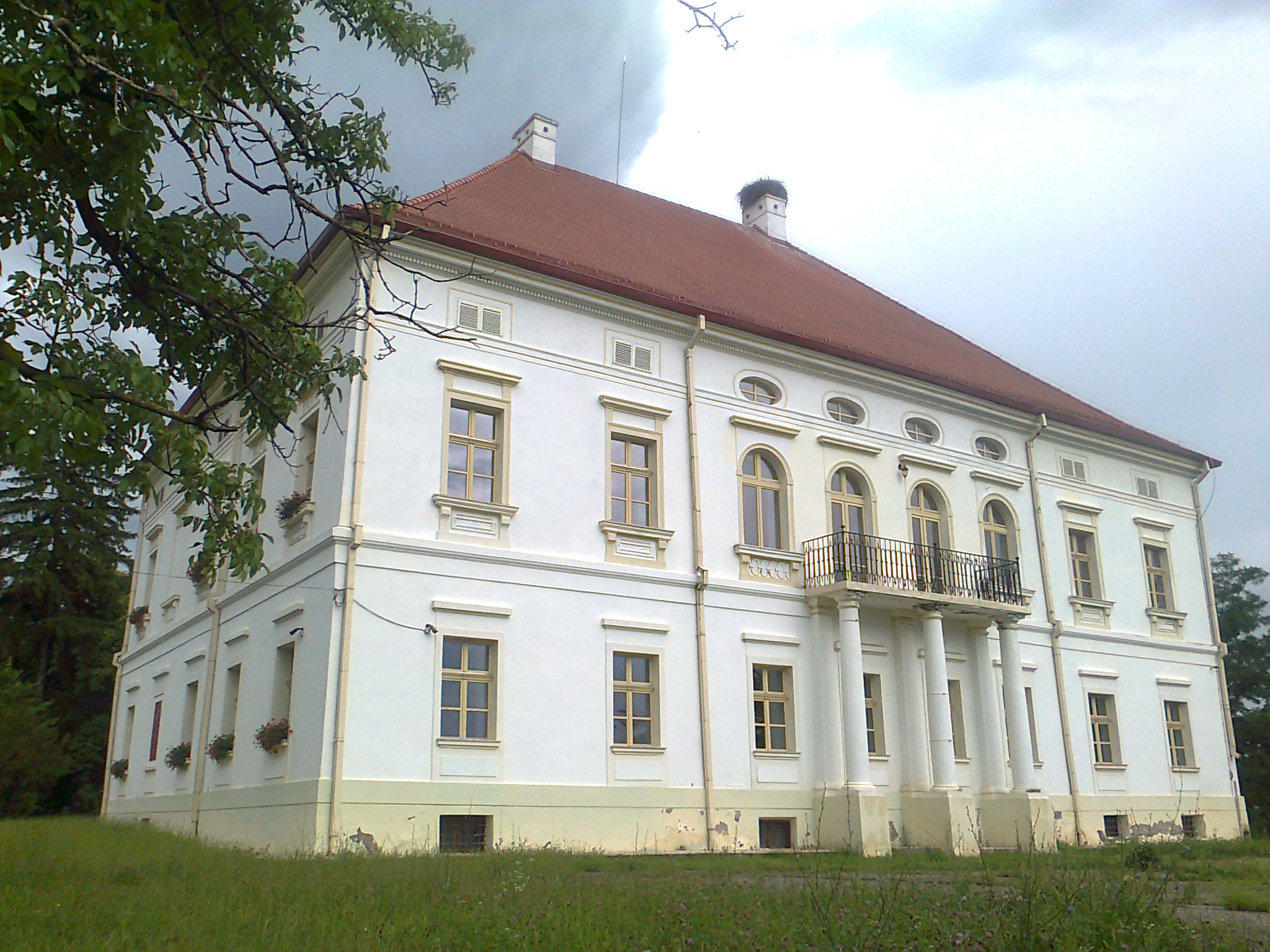
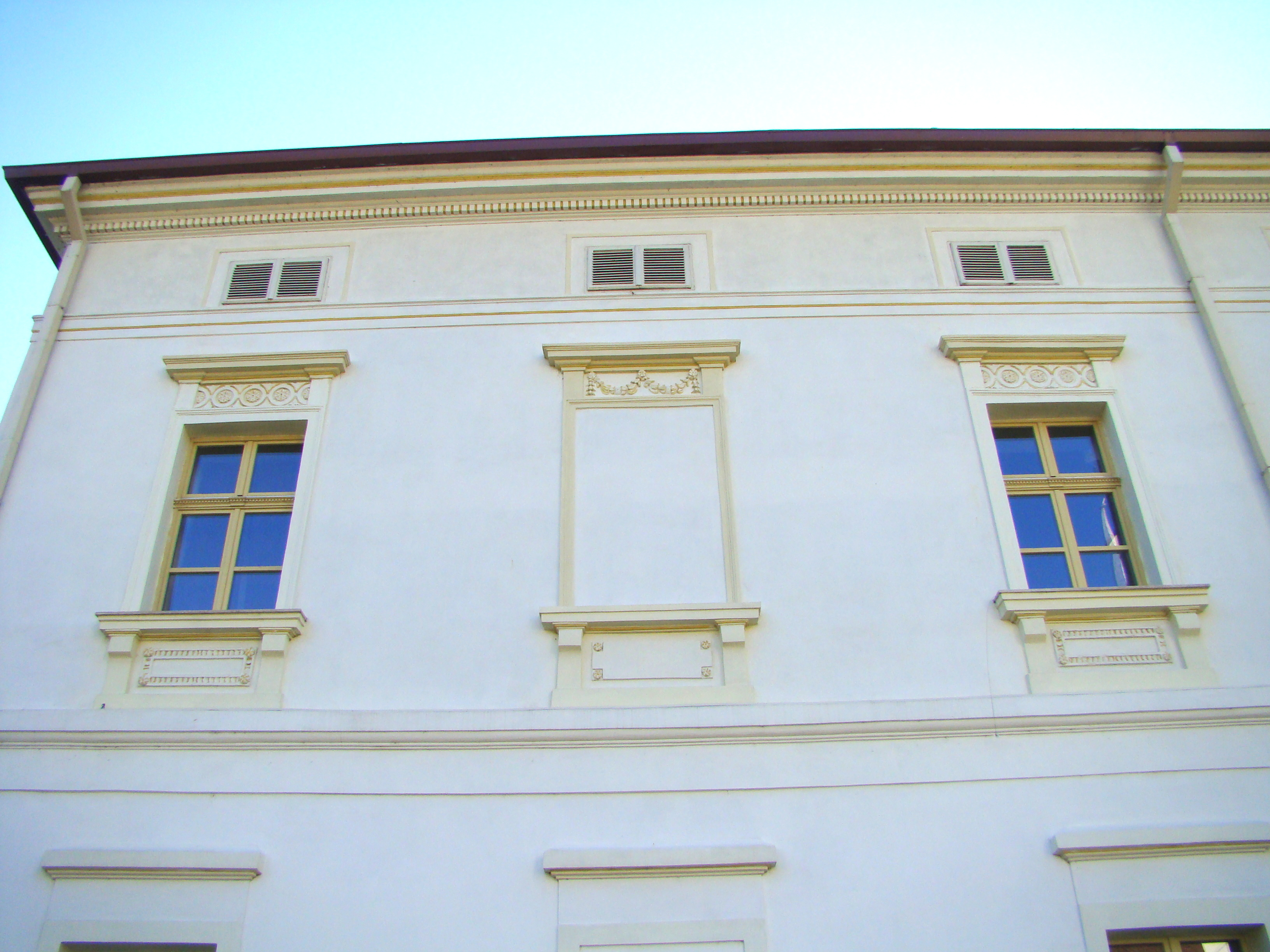
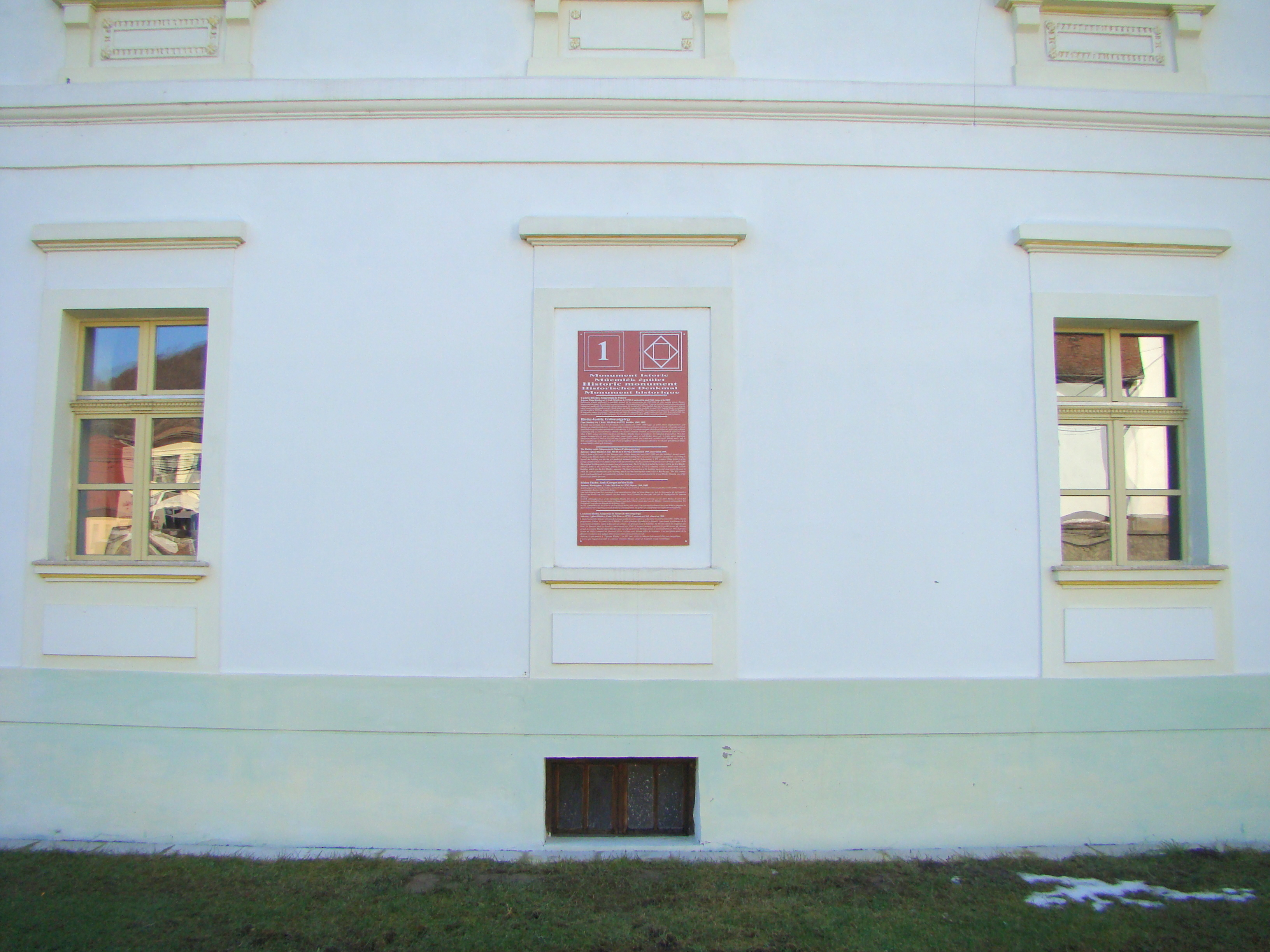
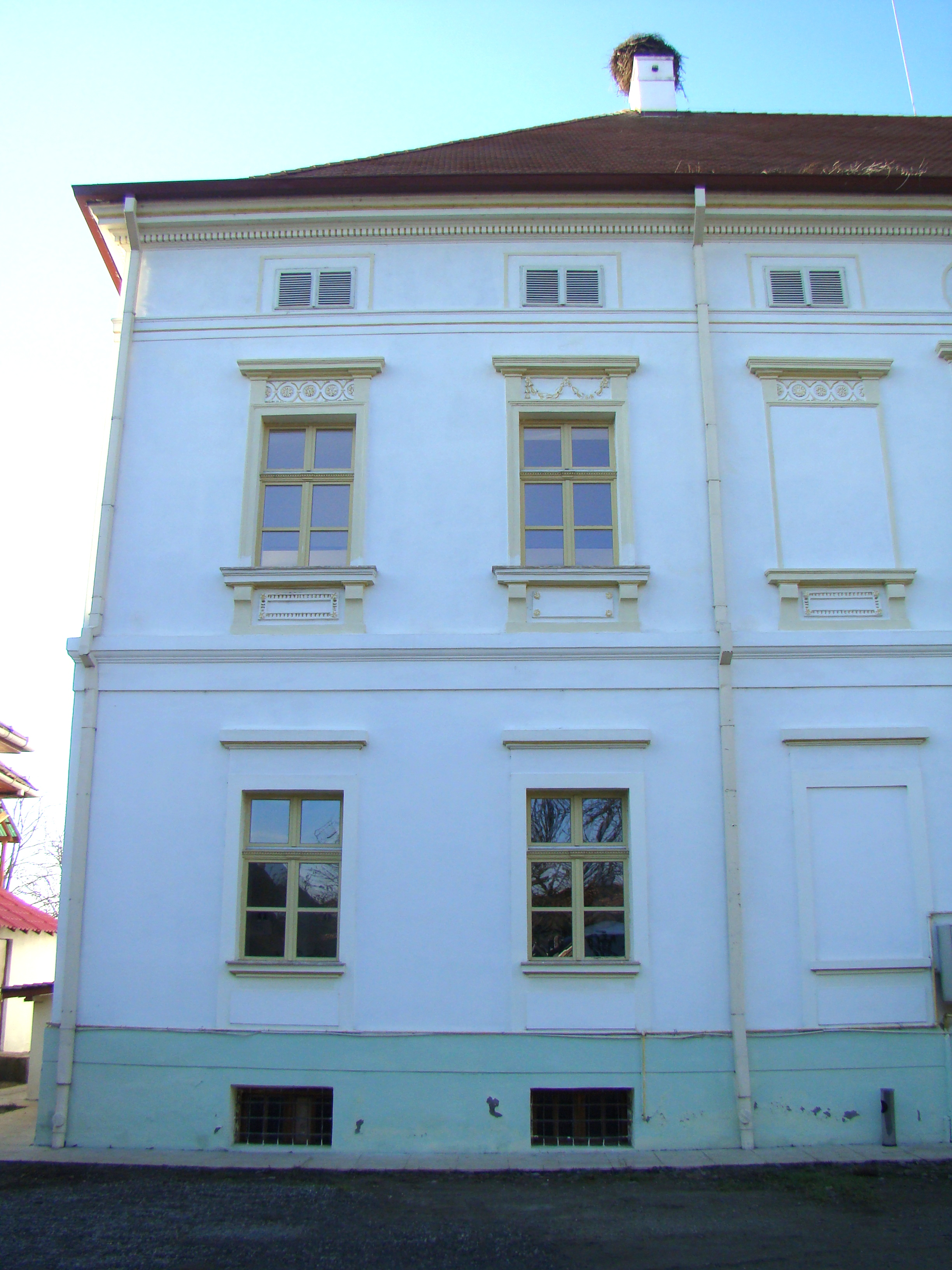
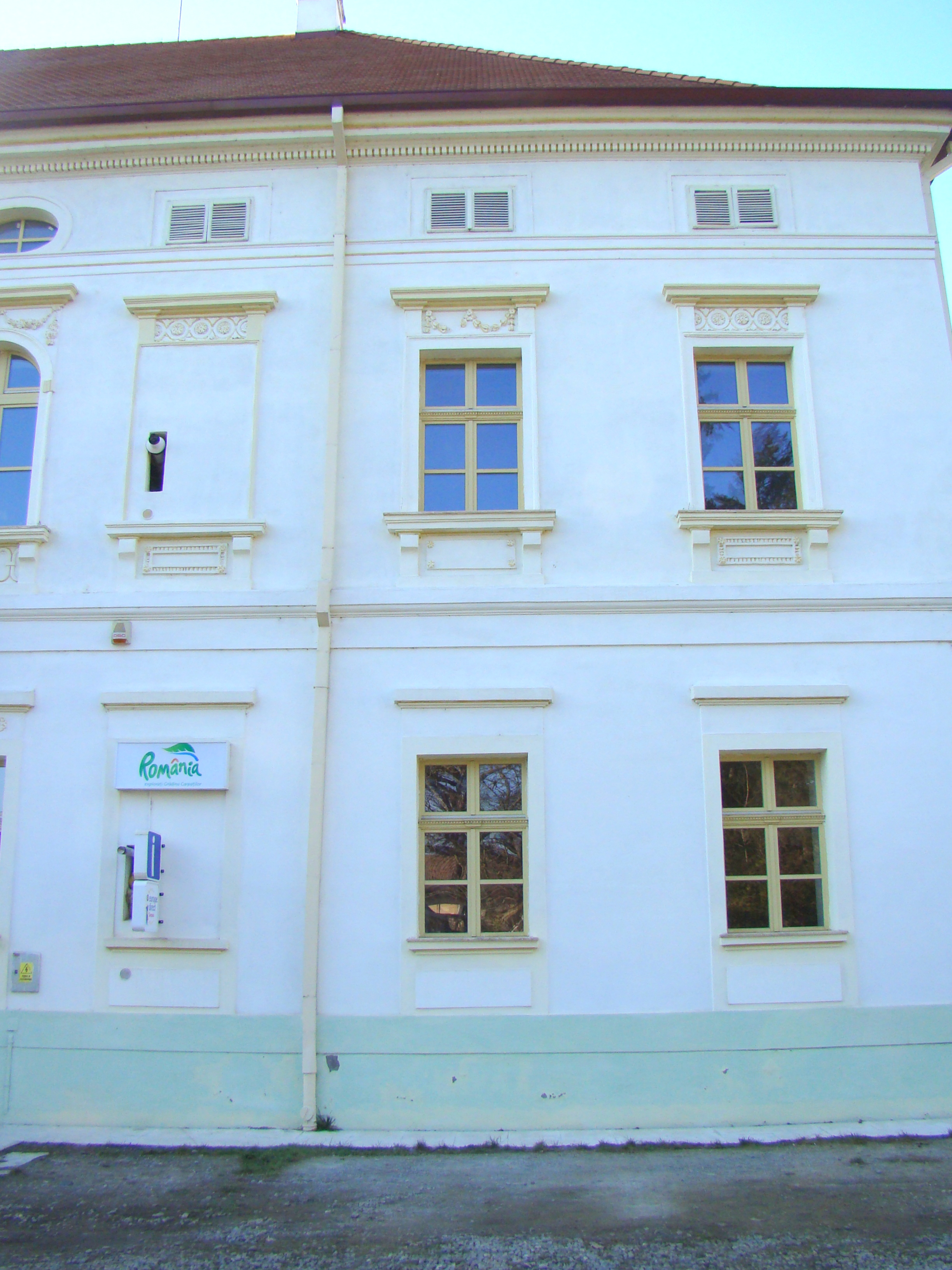
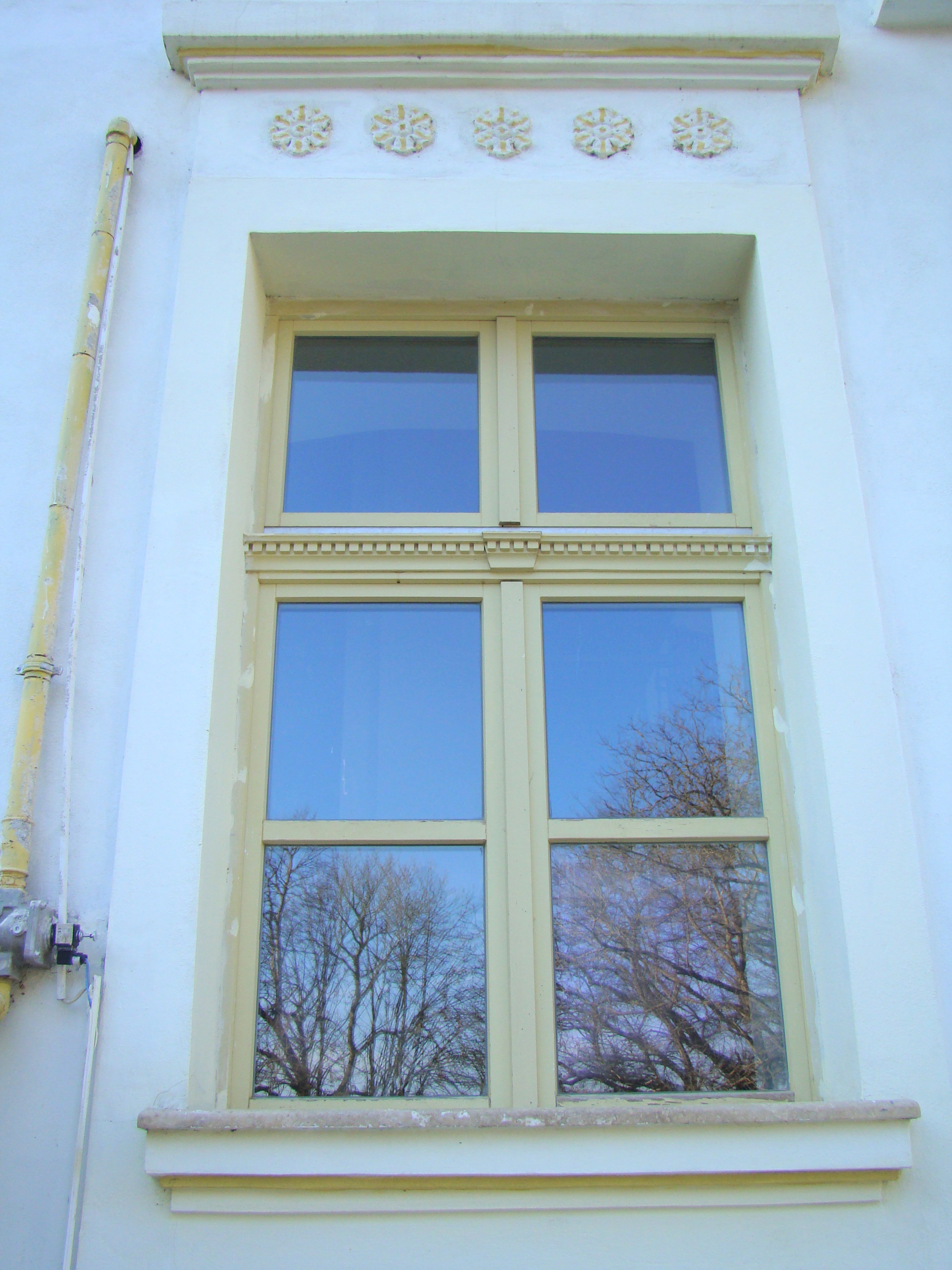
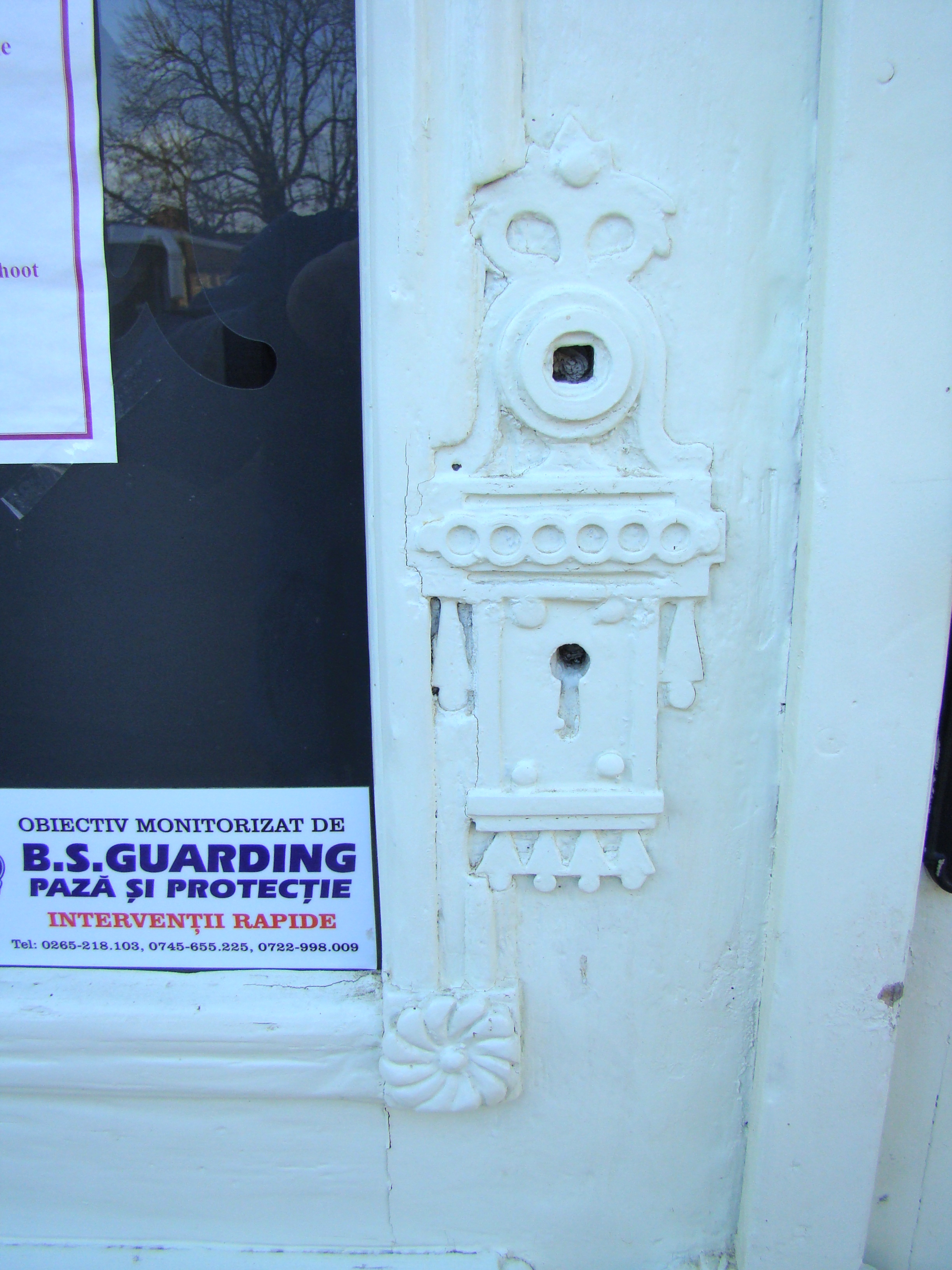
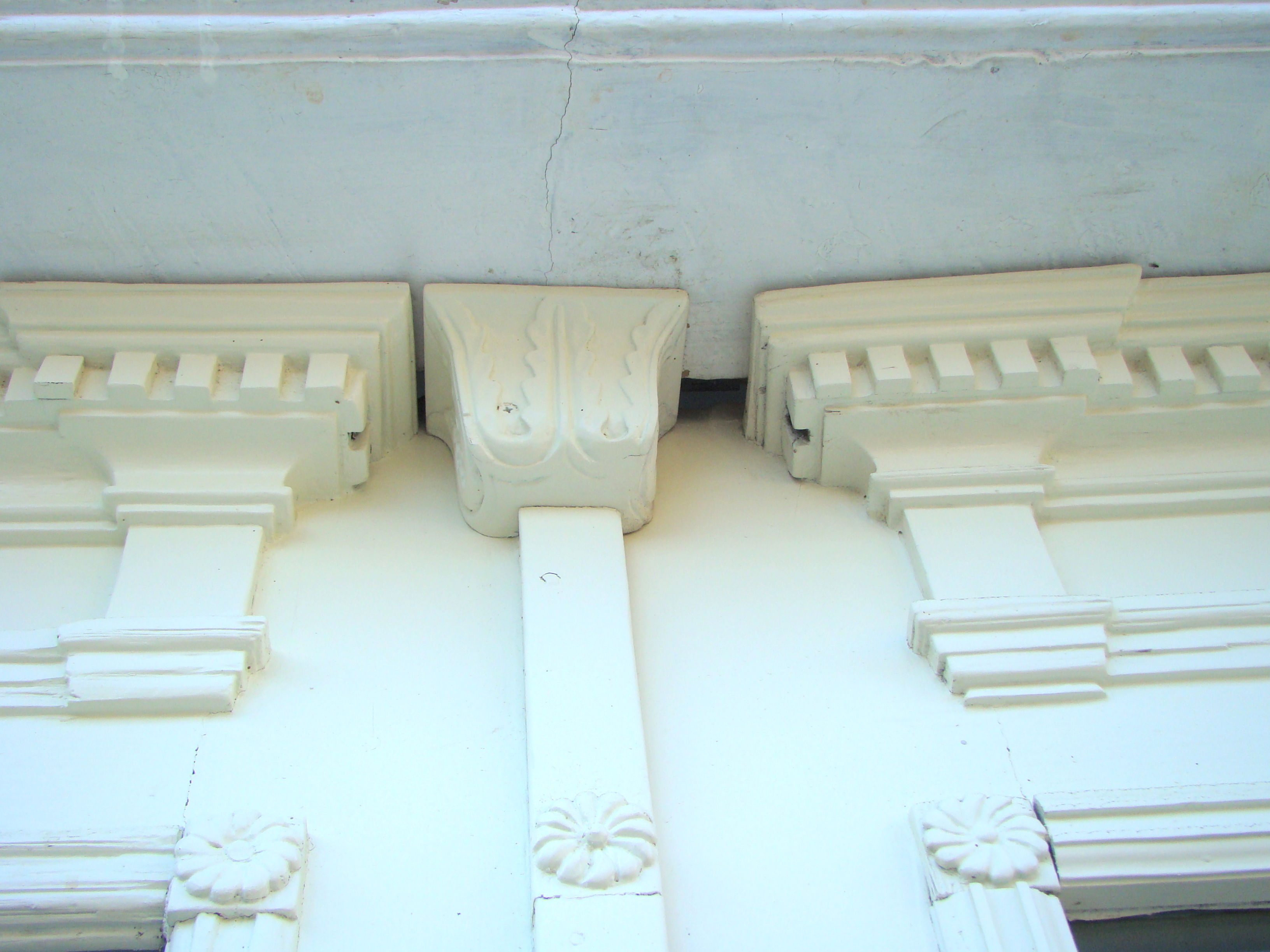
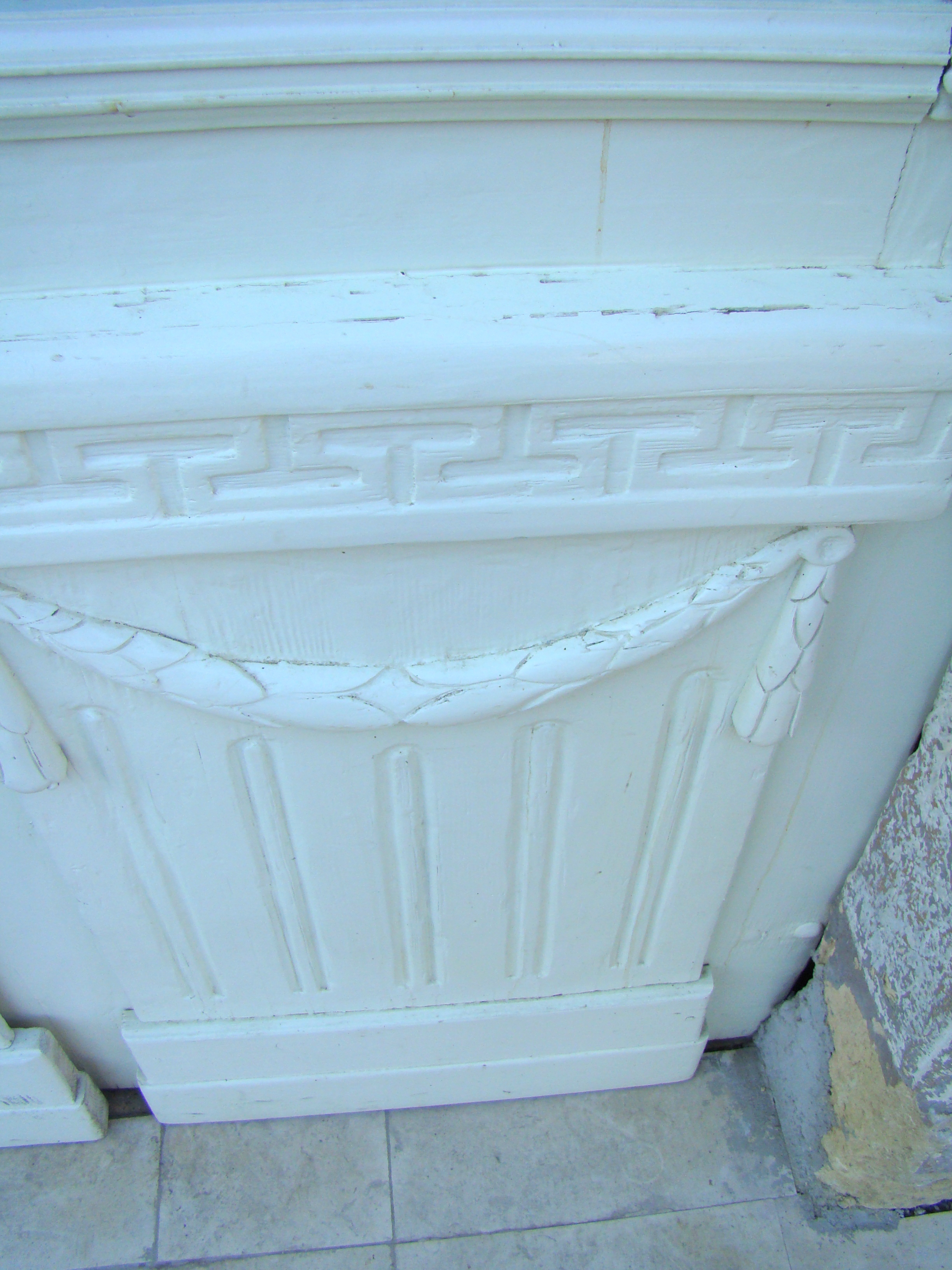
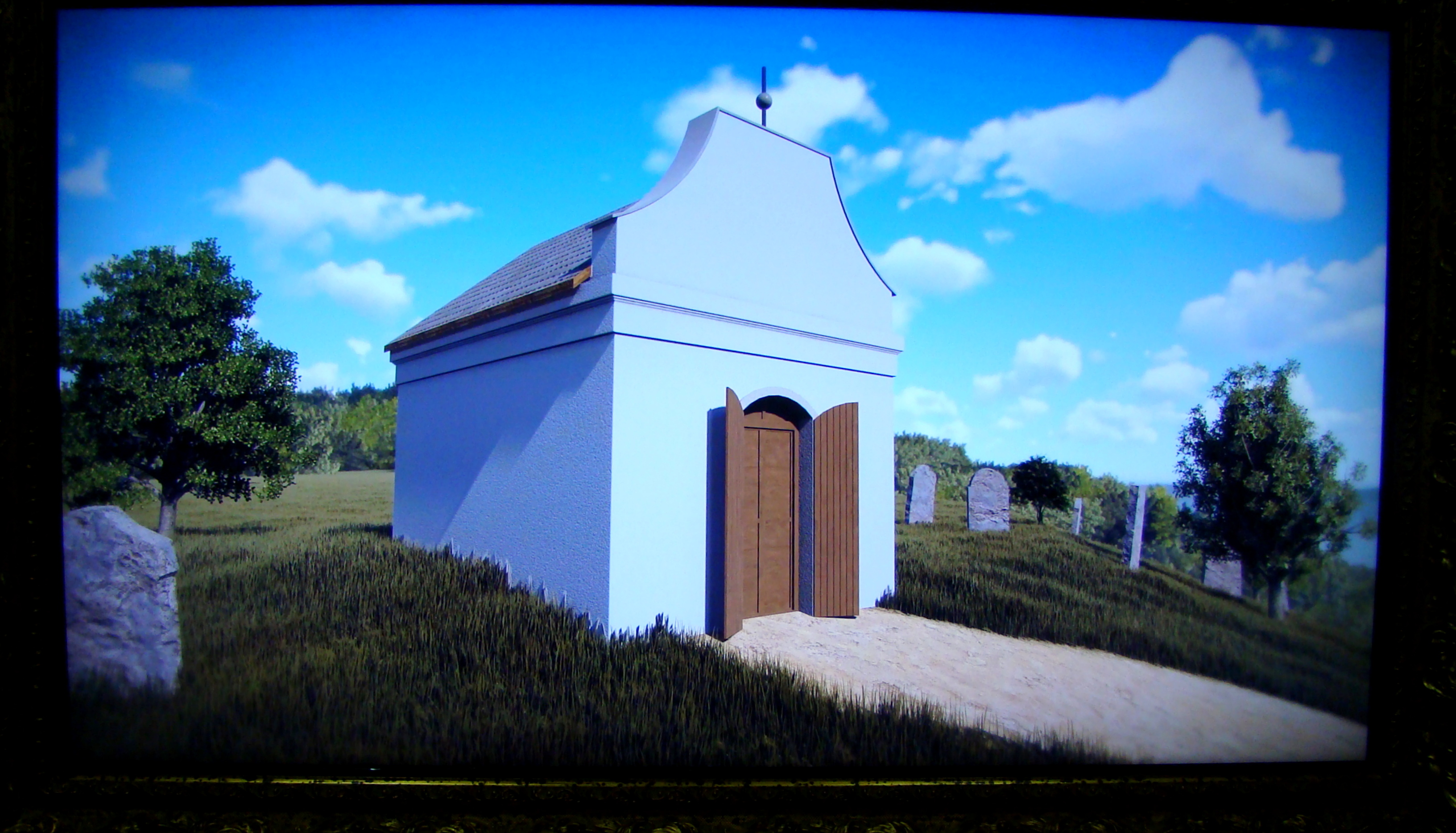
Cripta familiei Rhédey (reconstituire)
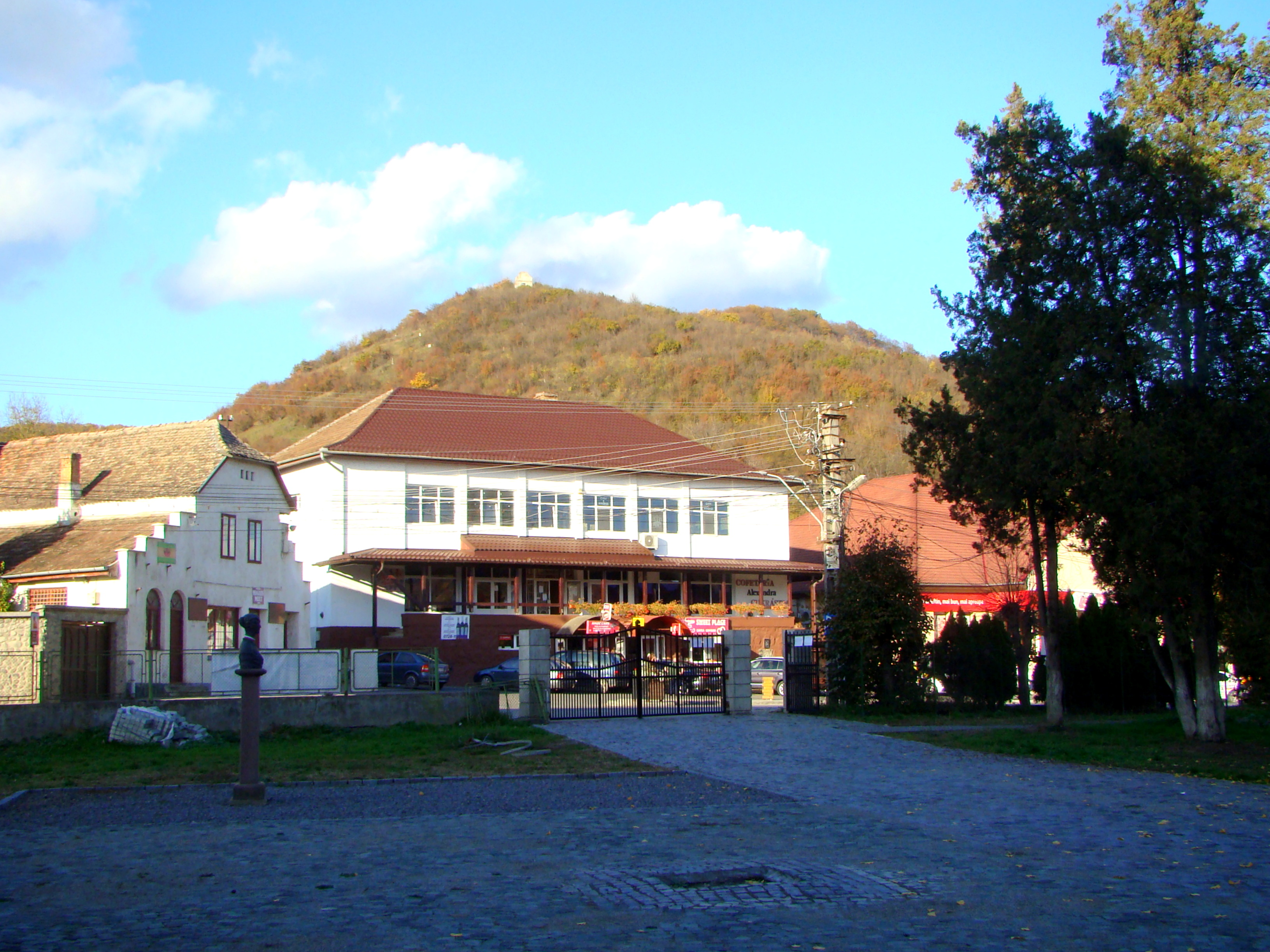
În vârful dealului ce domină localitatea se află ce a mai rămas din cripta familiei Rhédey
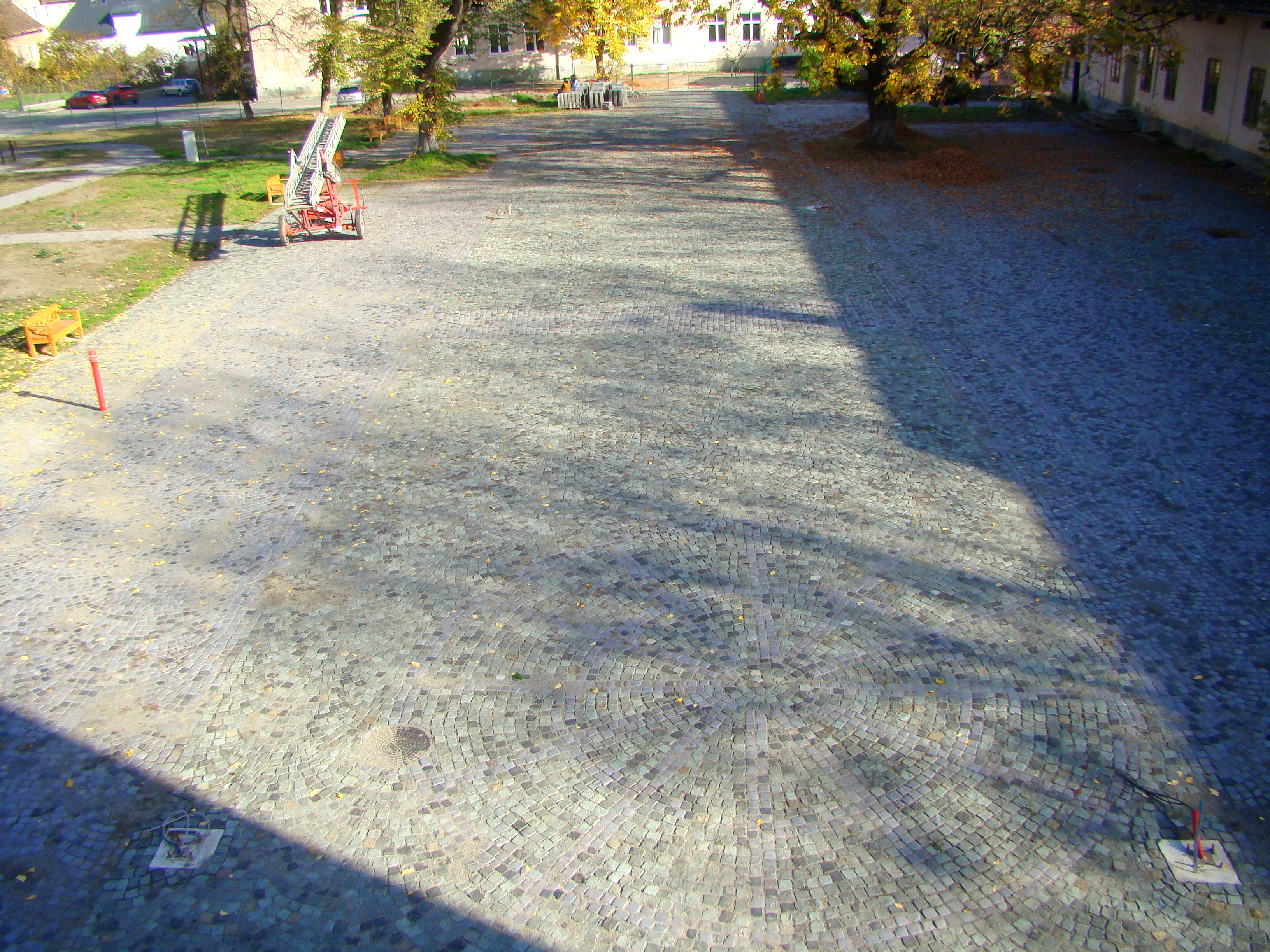
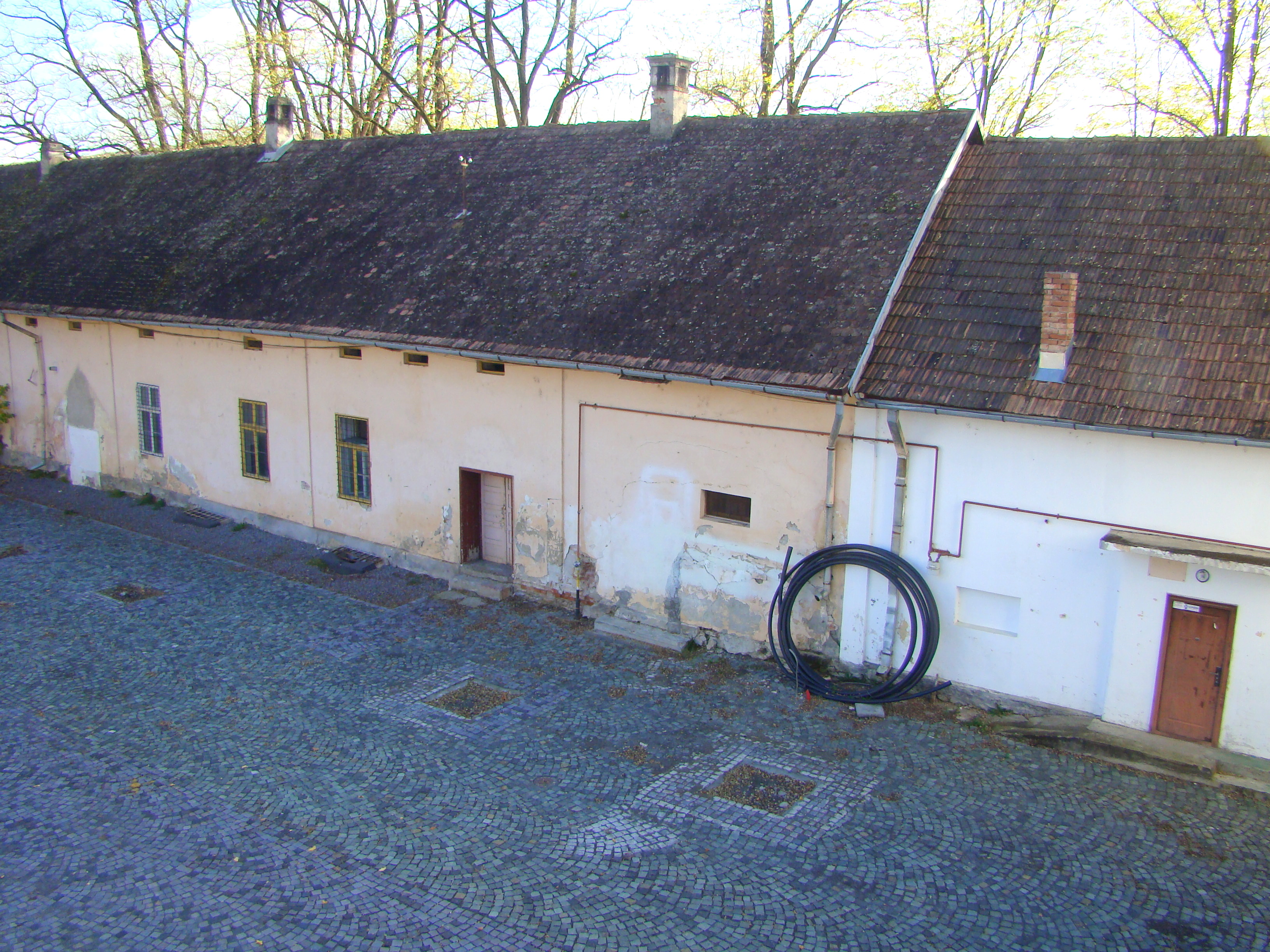

## Imagini din interior

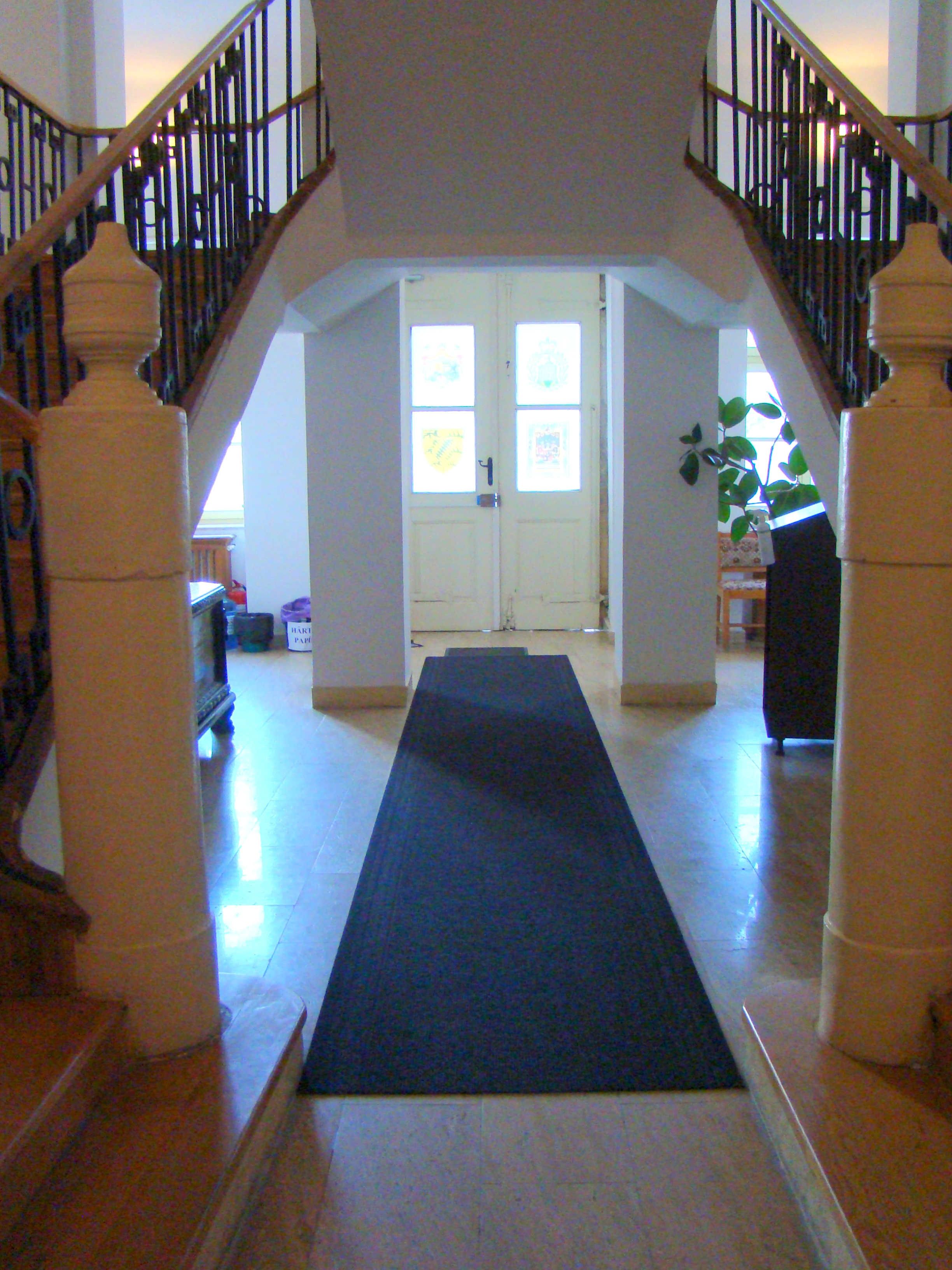
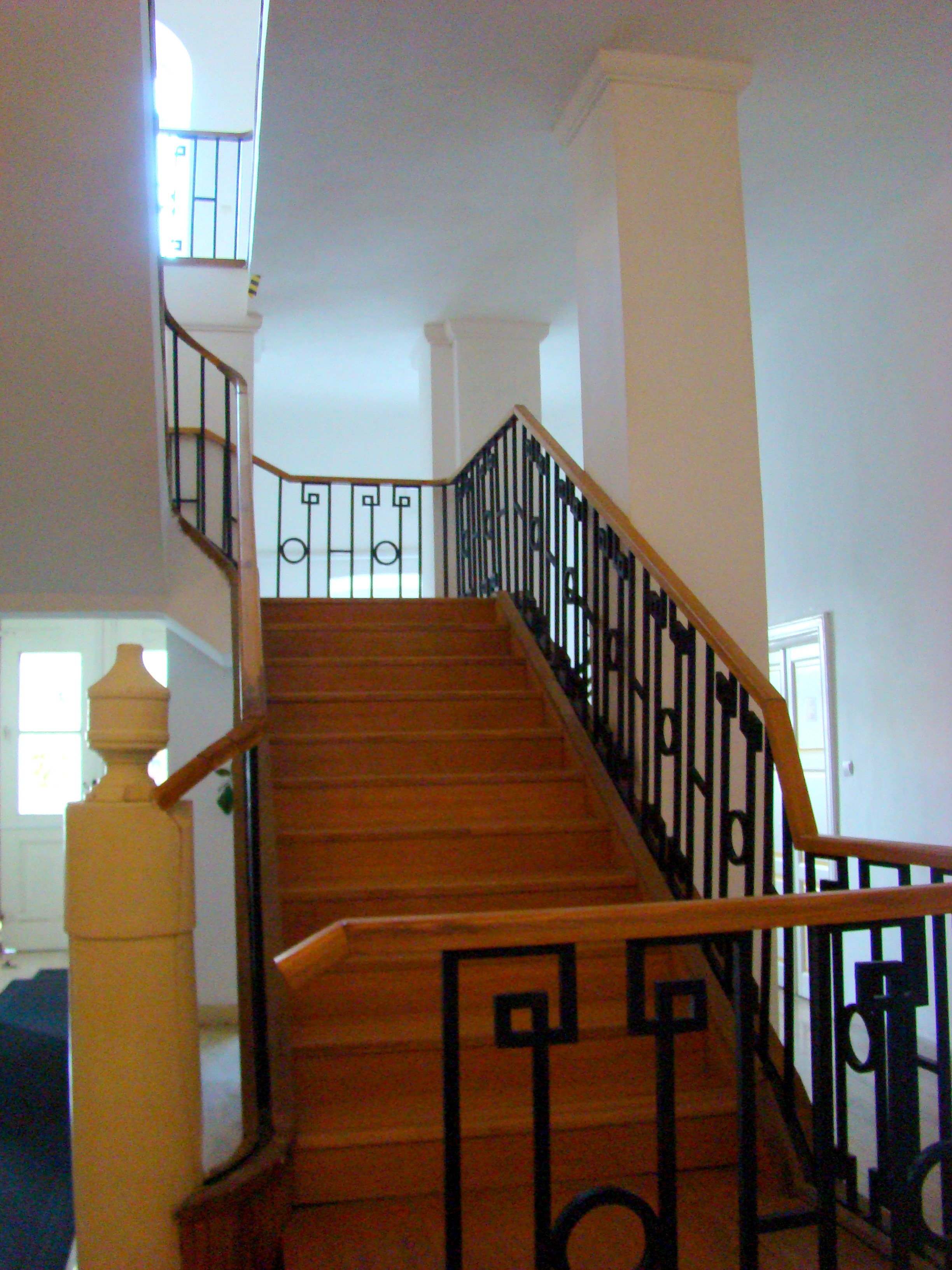
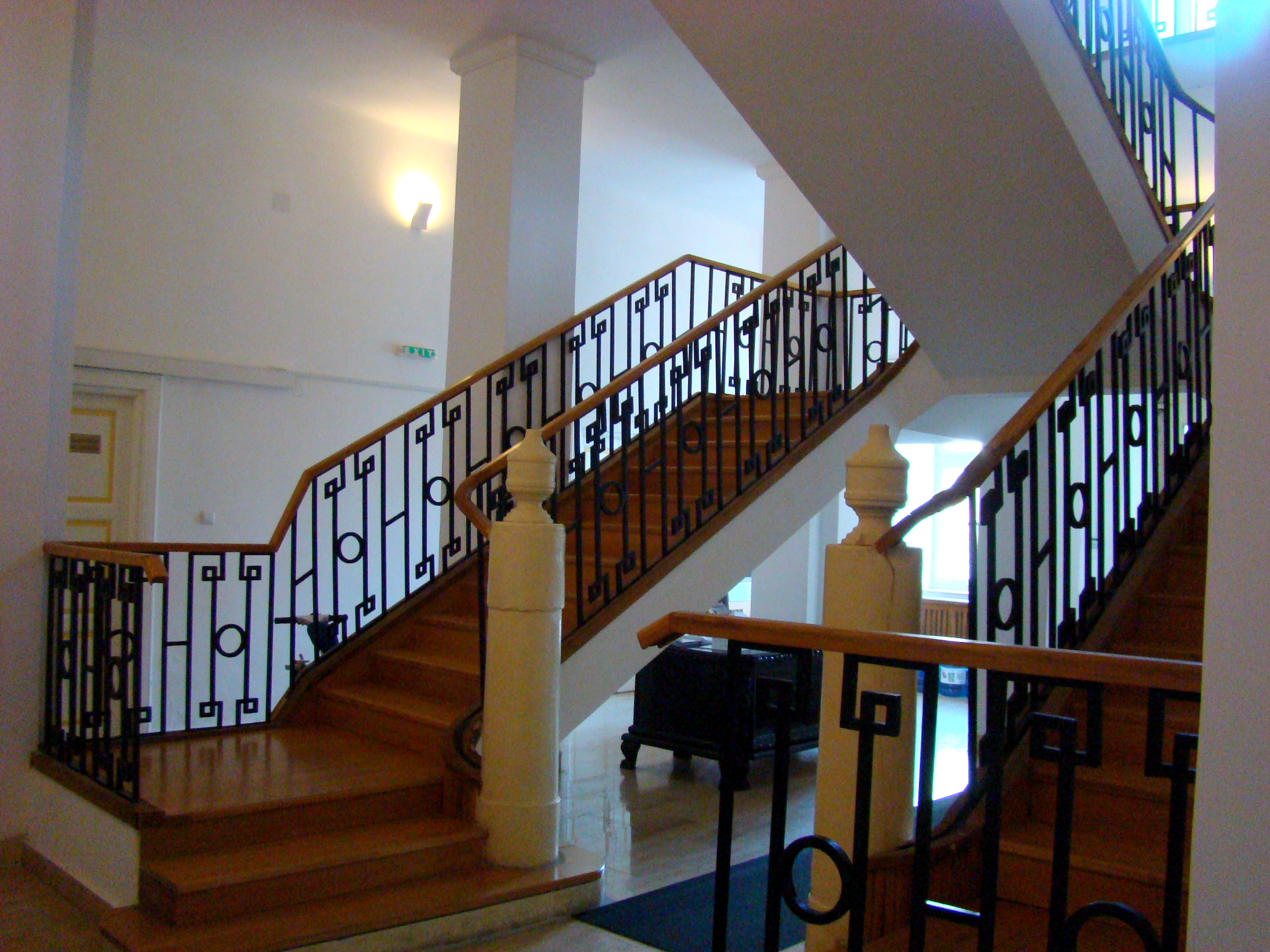
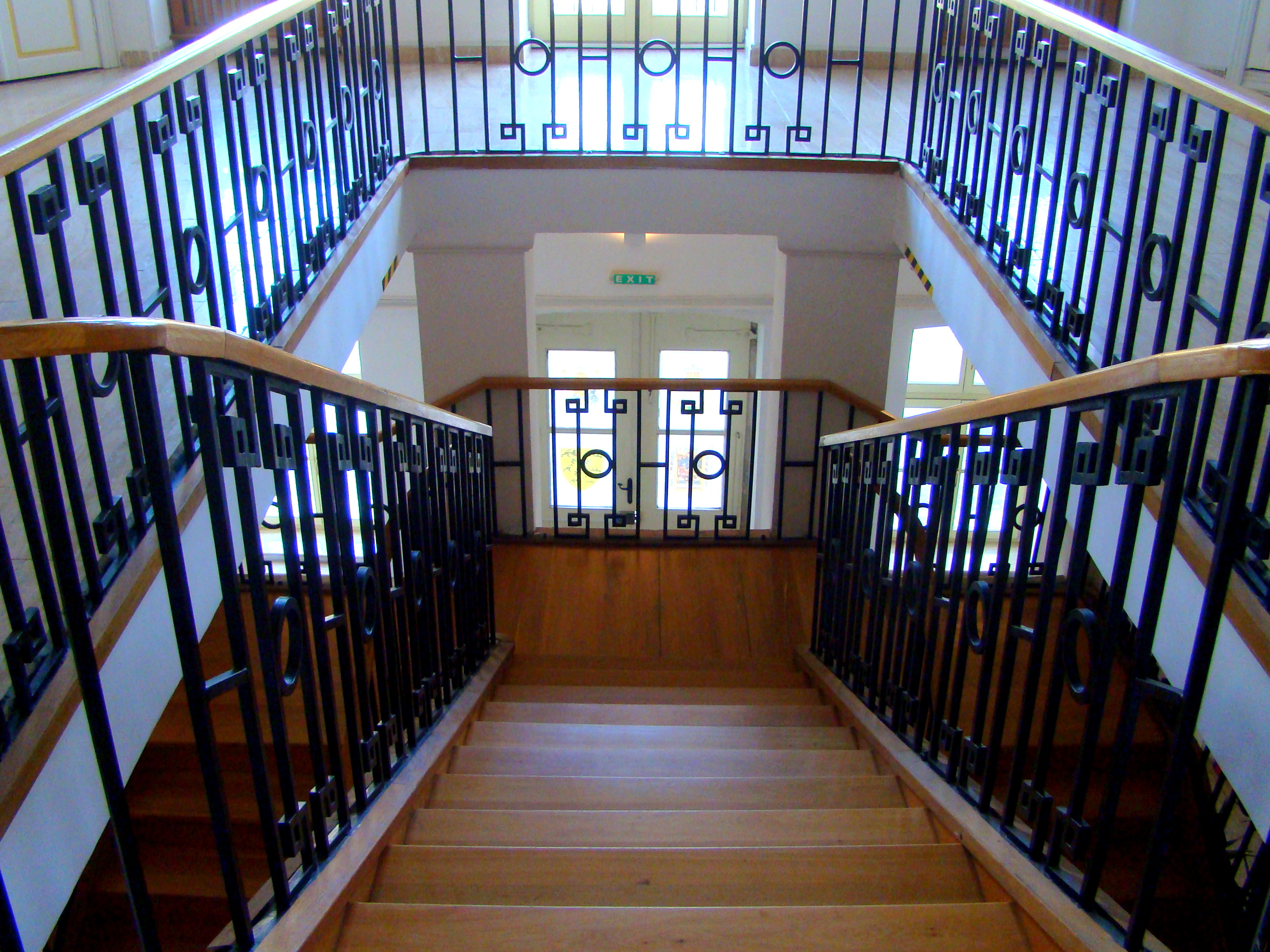
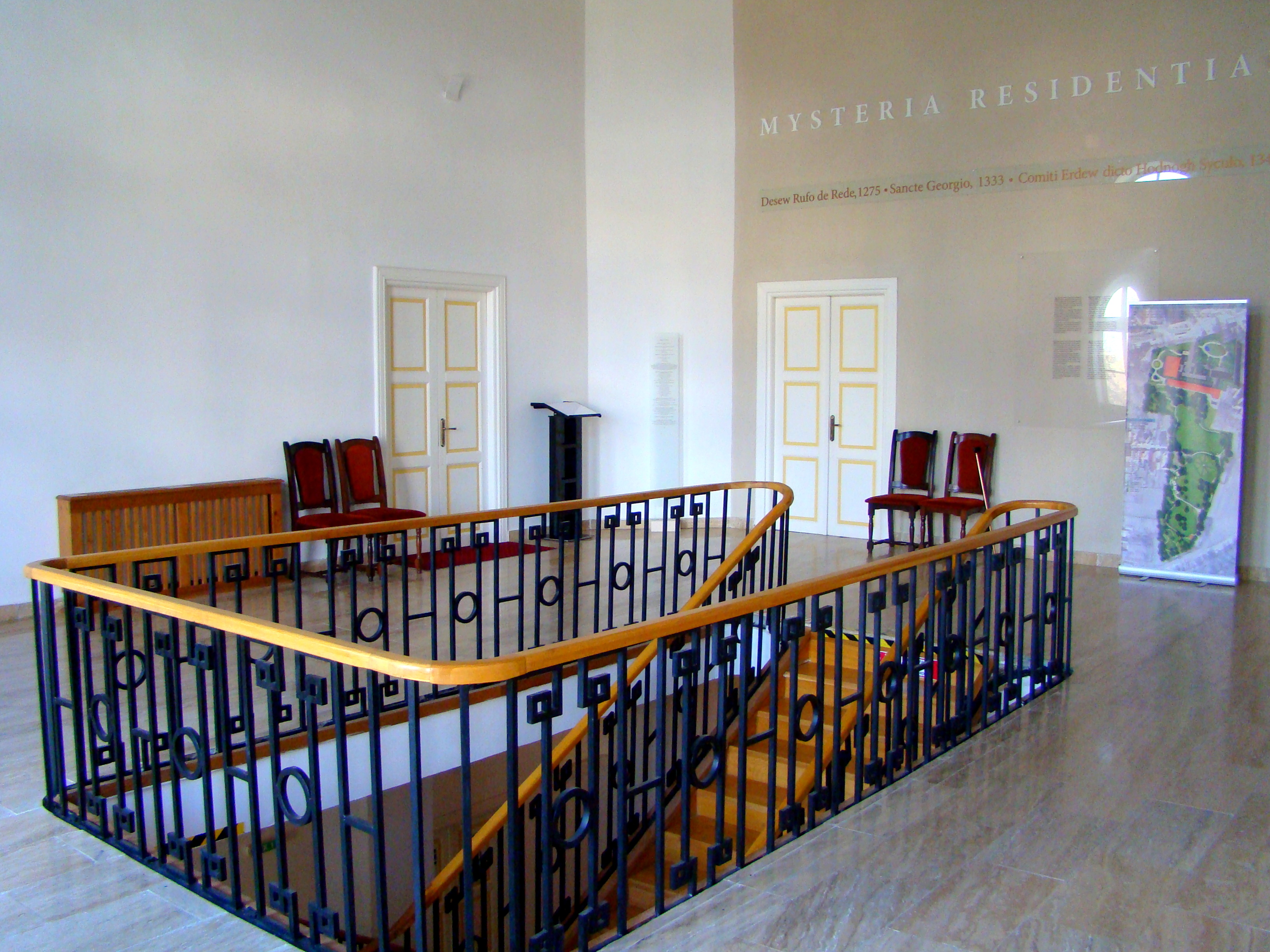
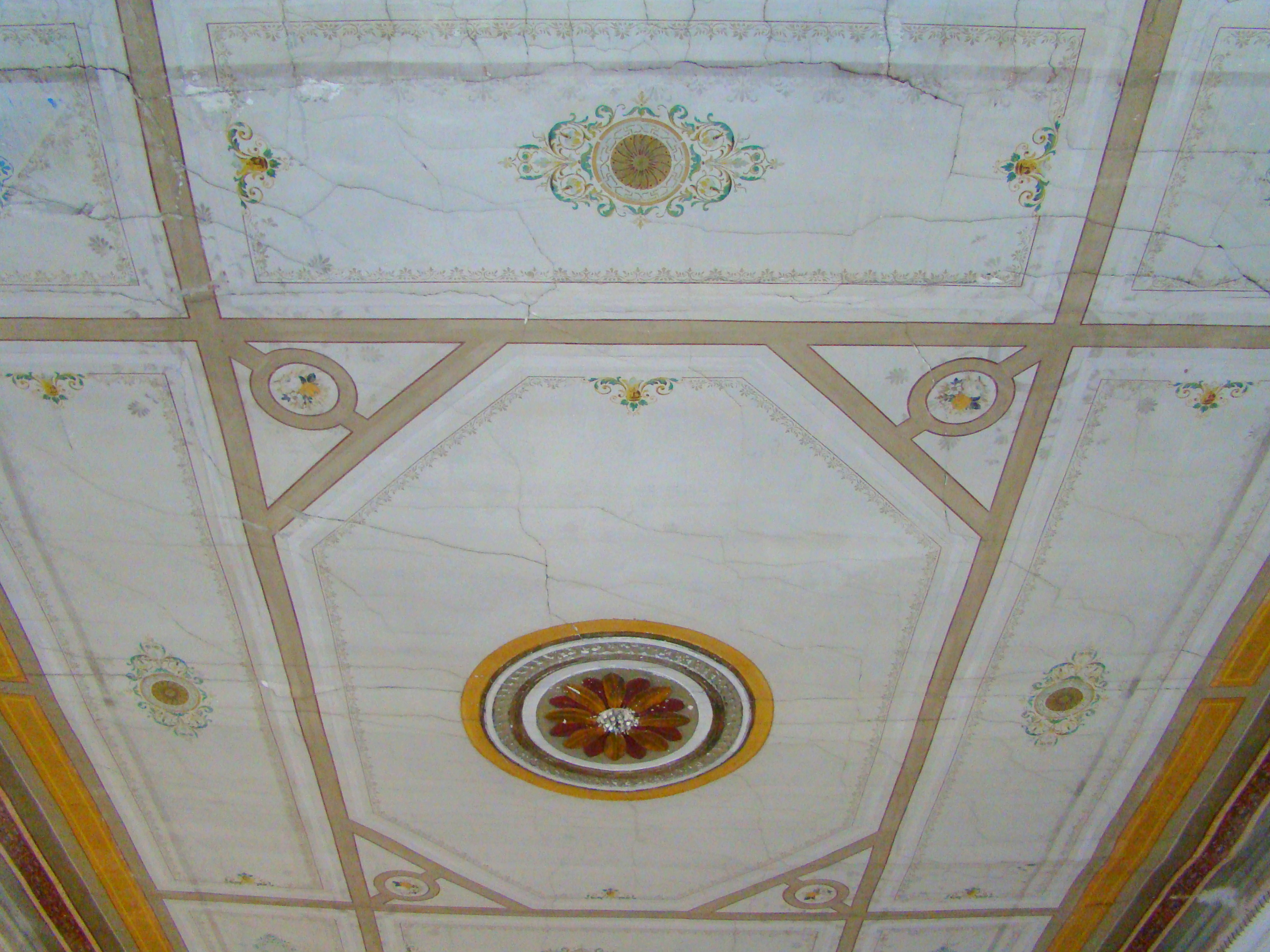
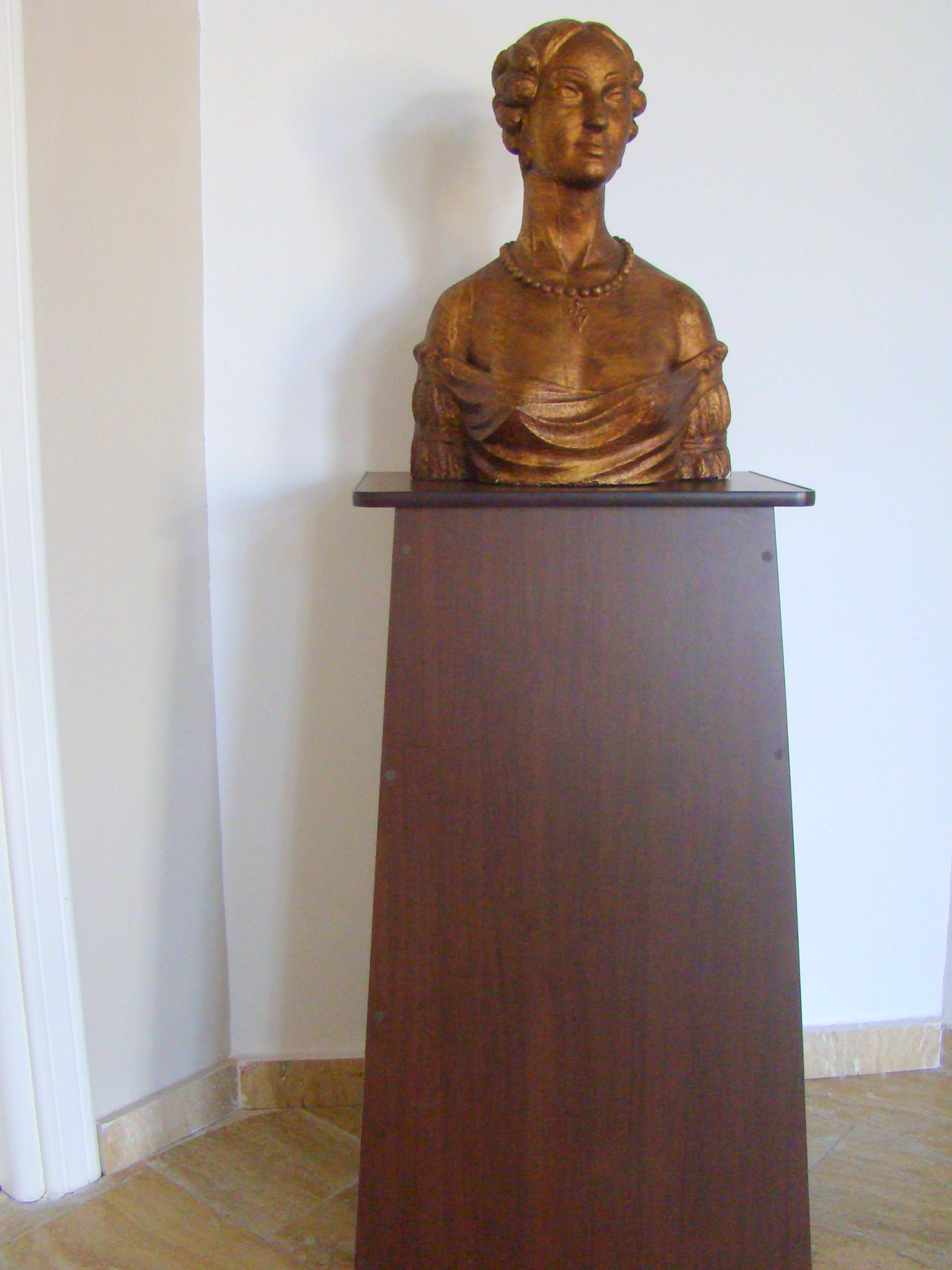
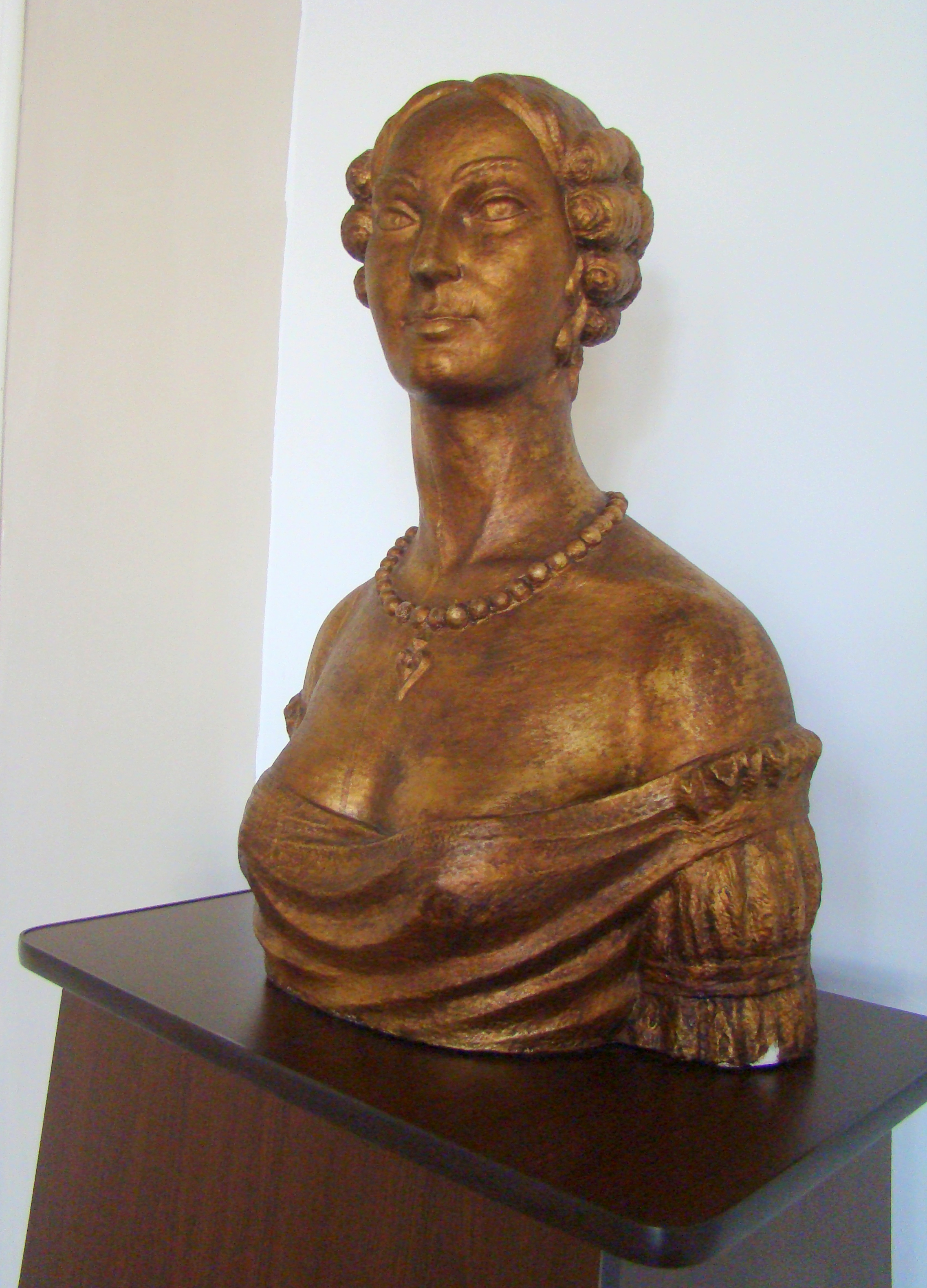
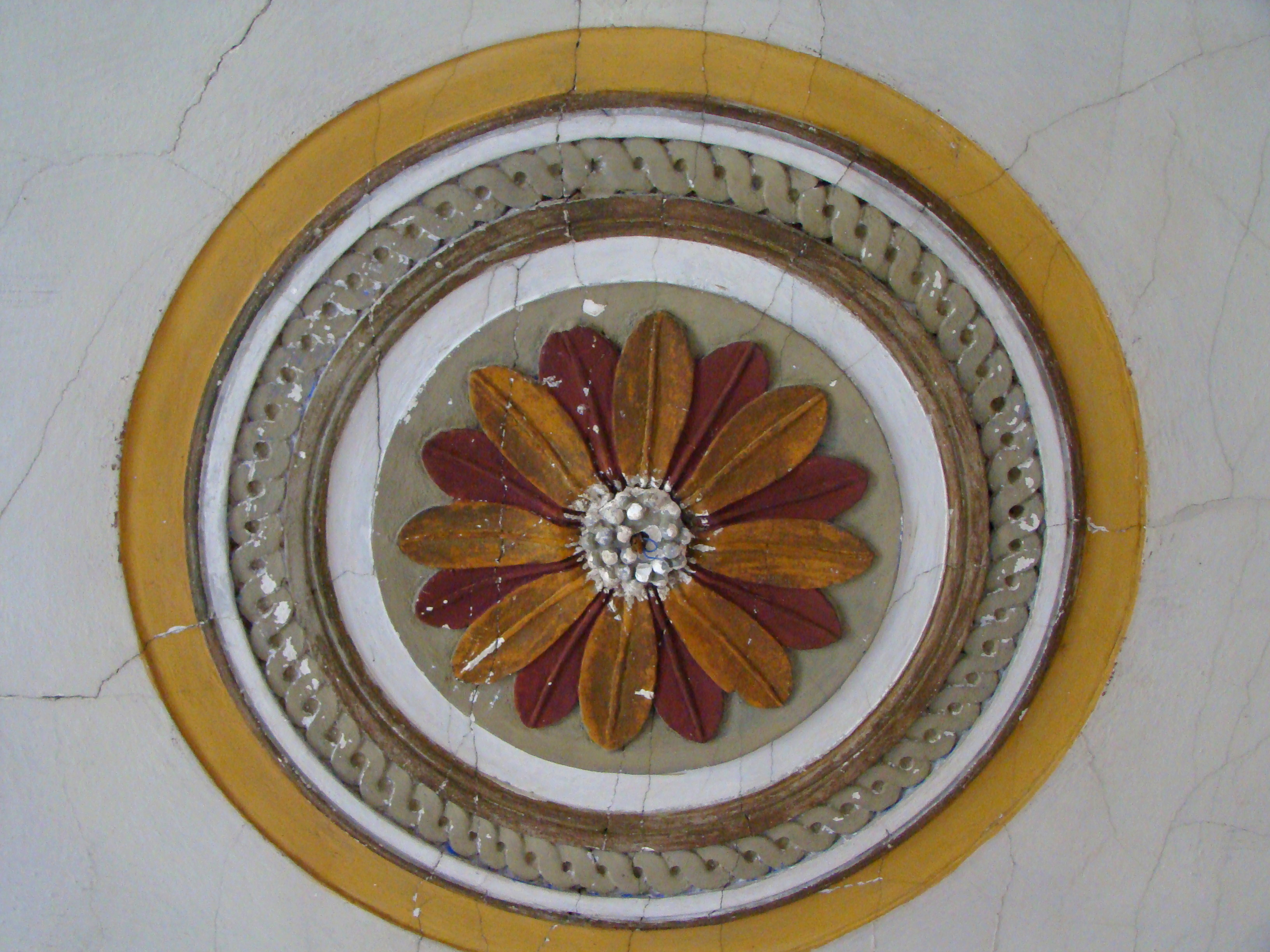
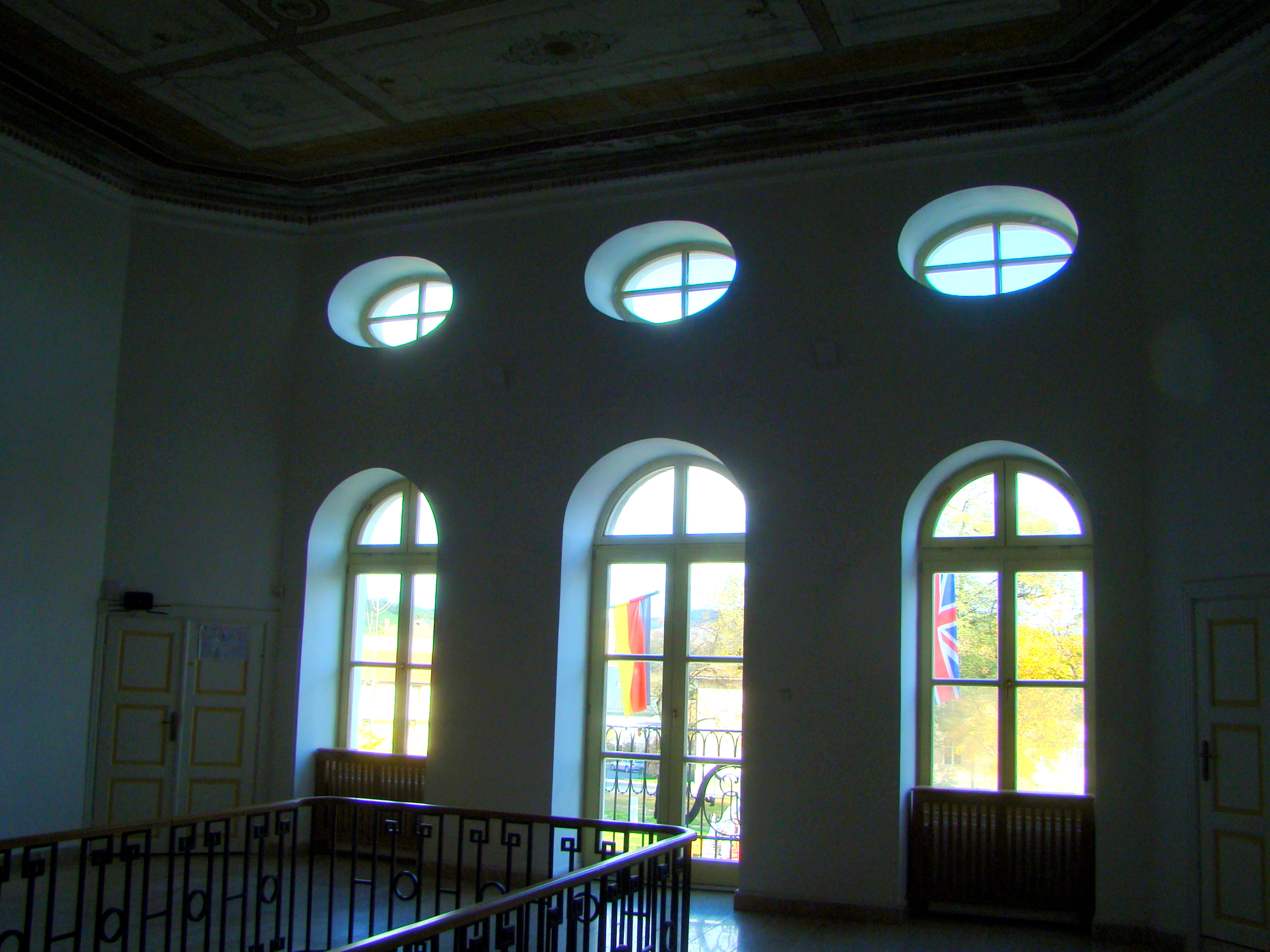
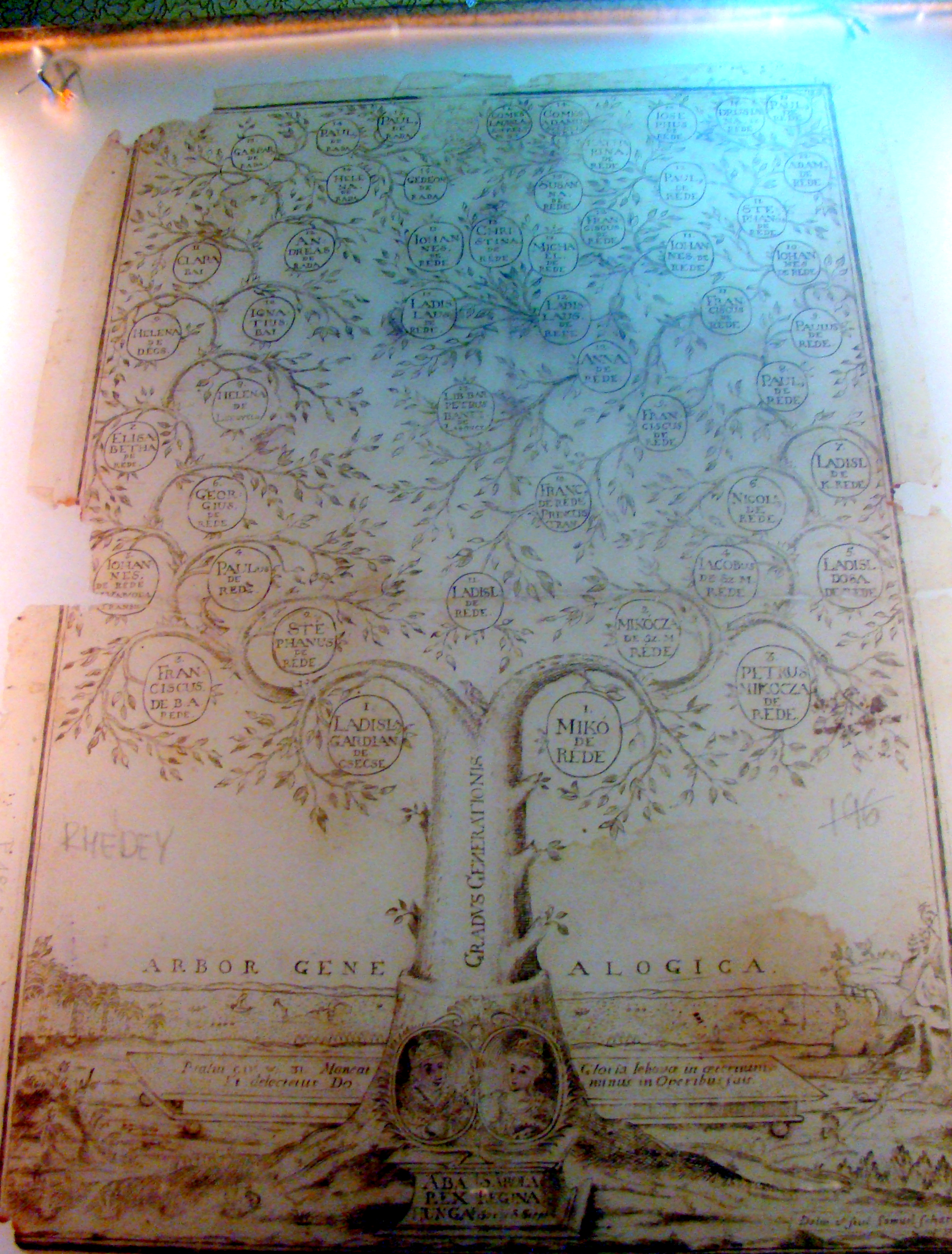
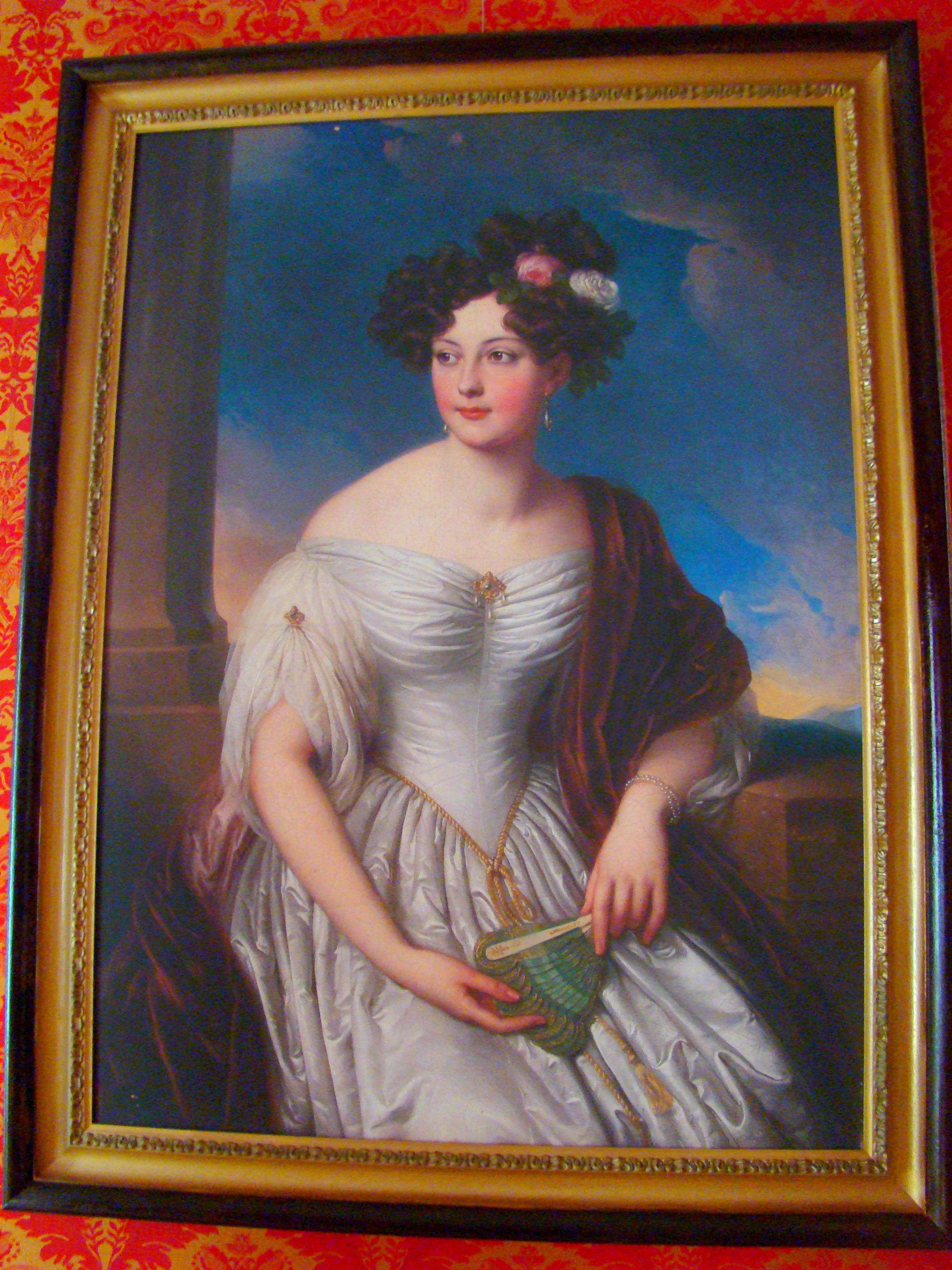
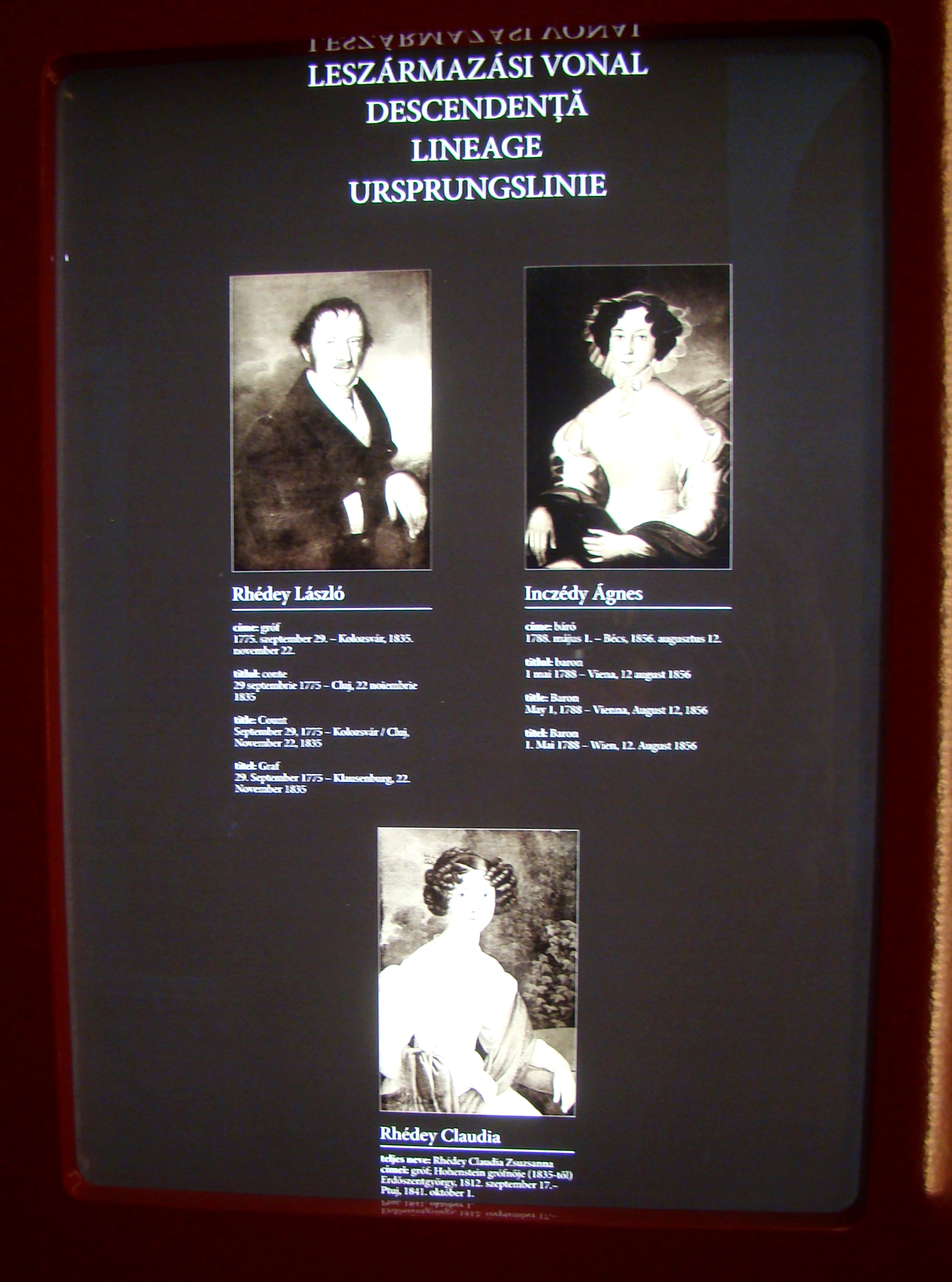
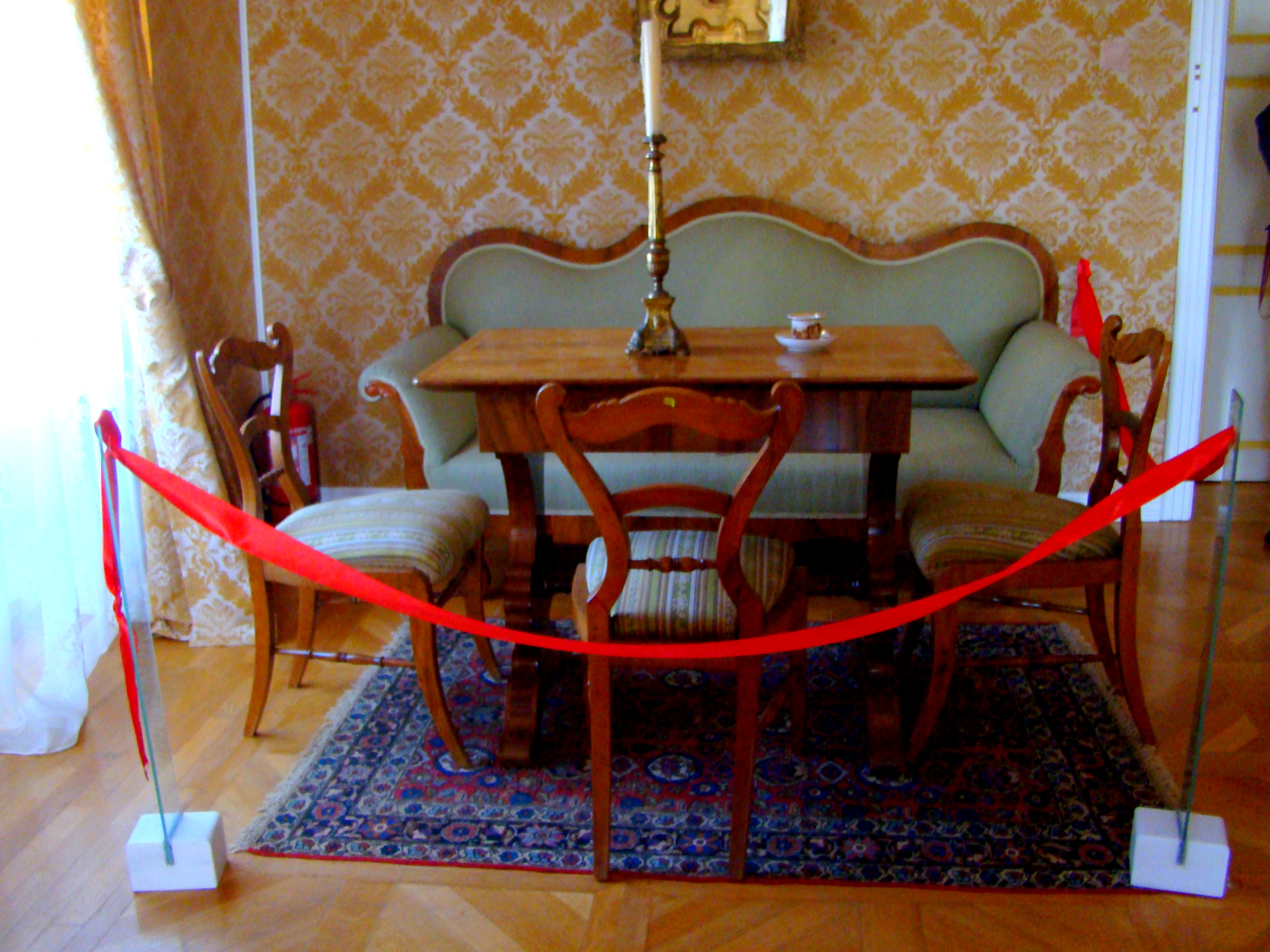
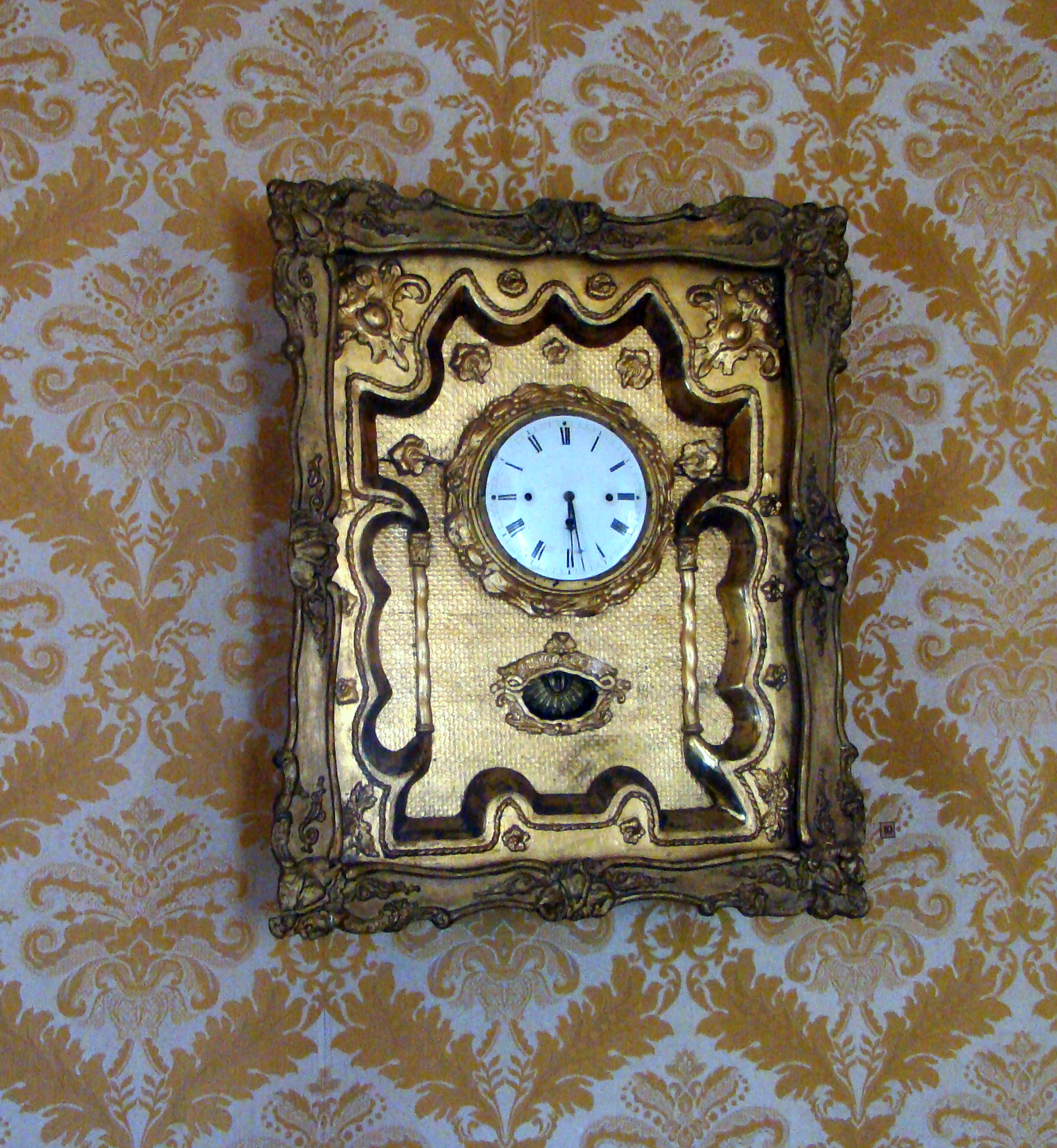
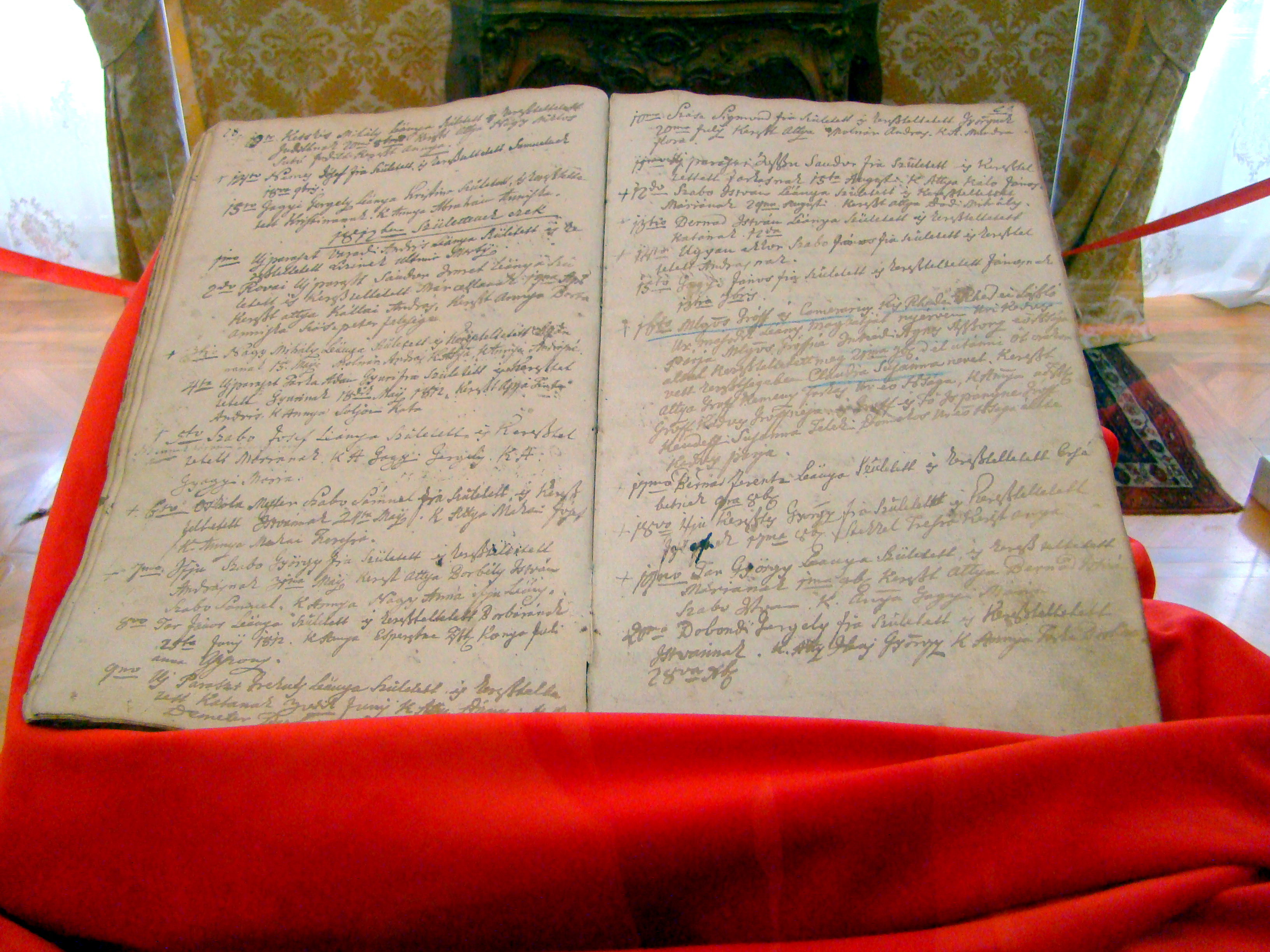
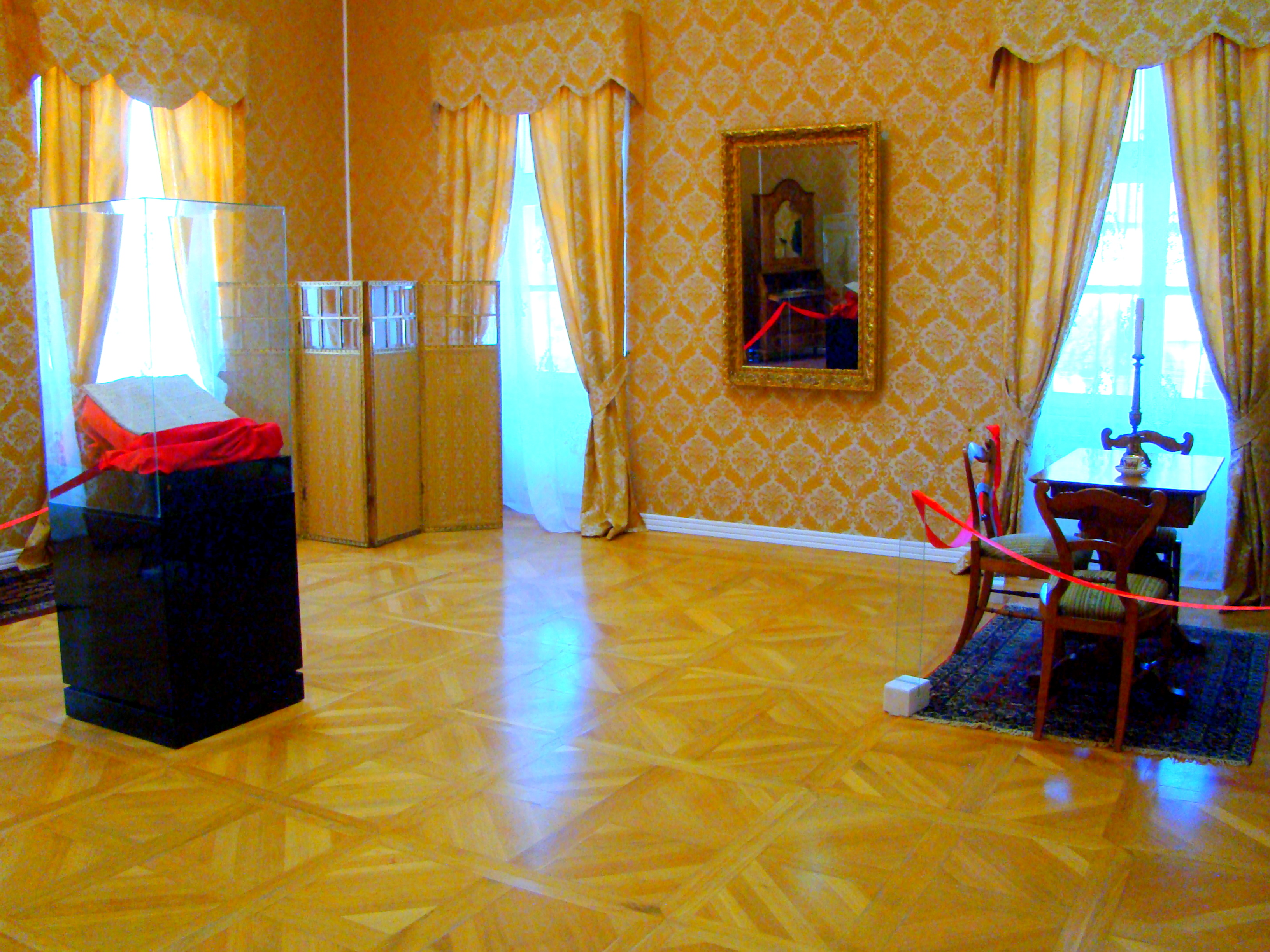
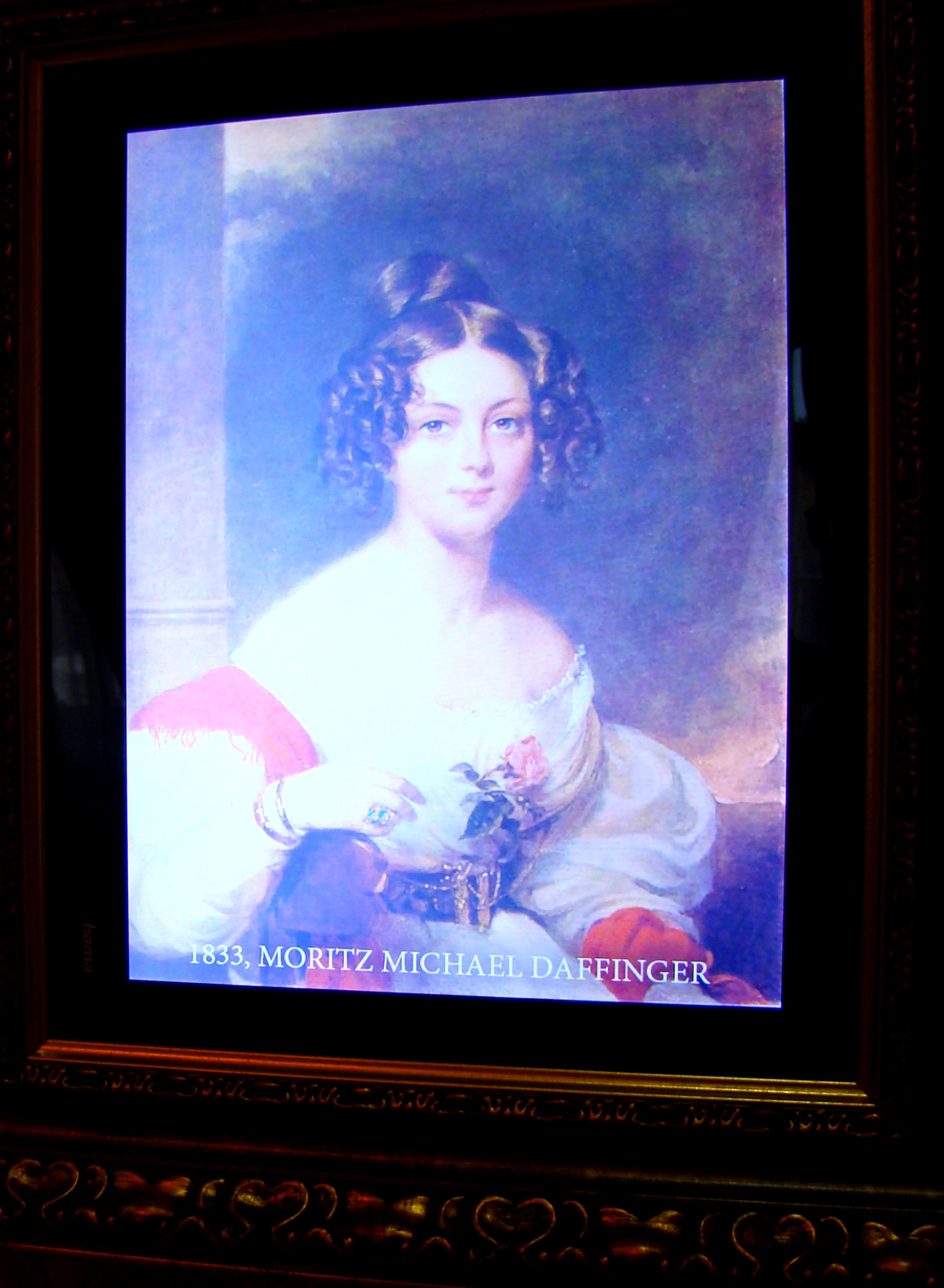
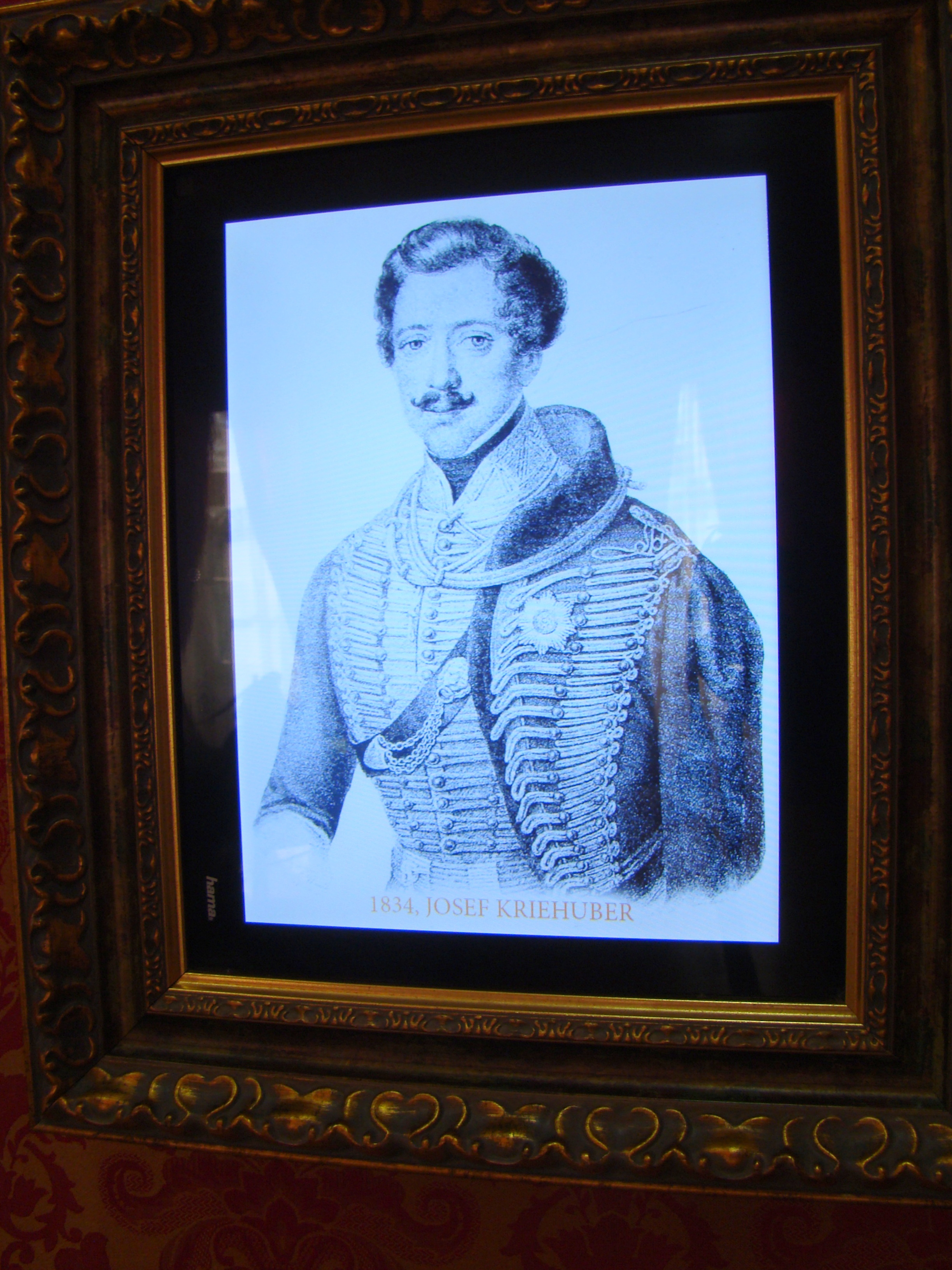
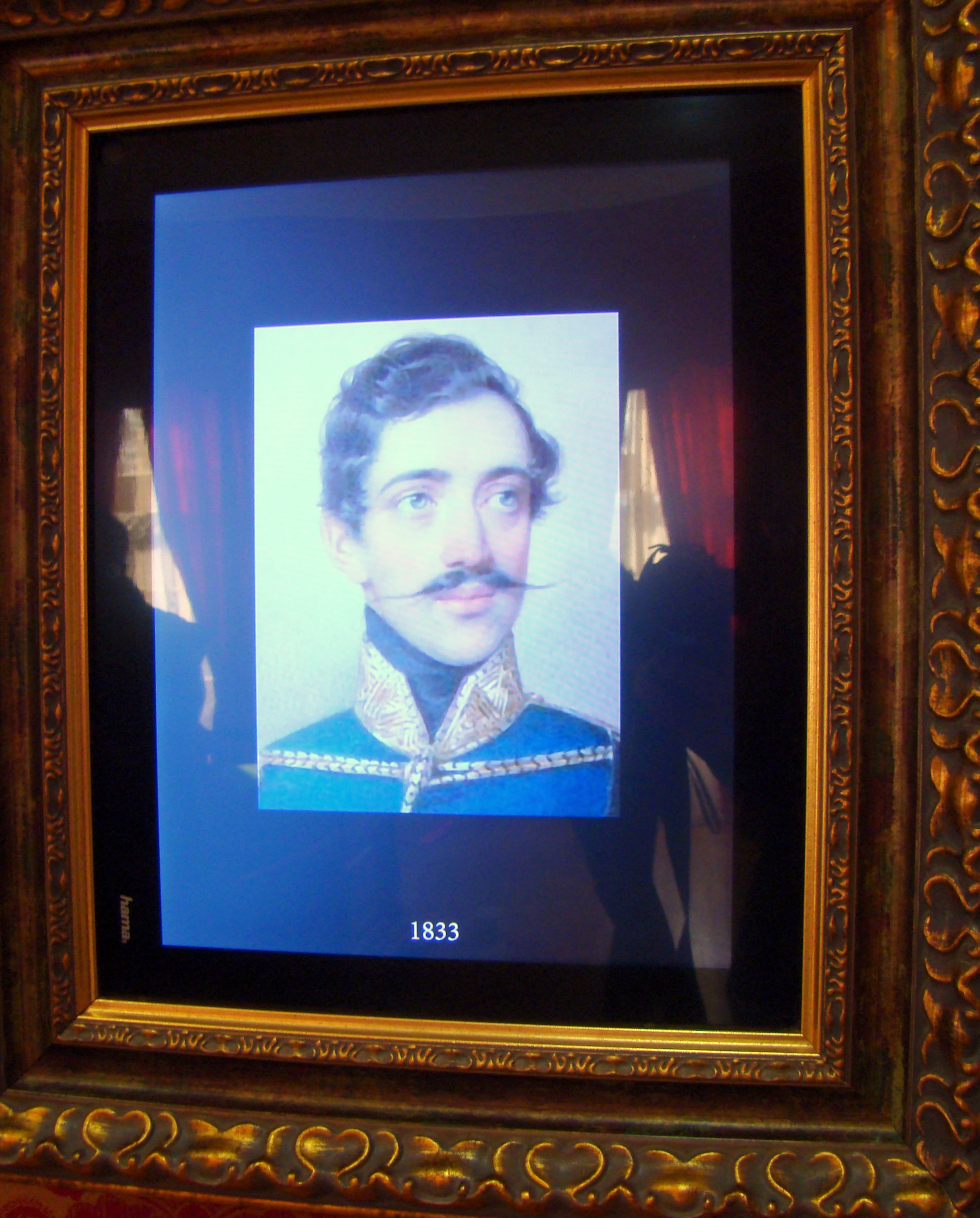
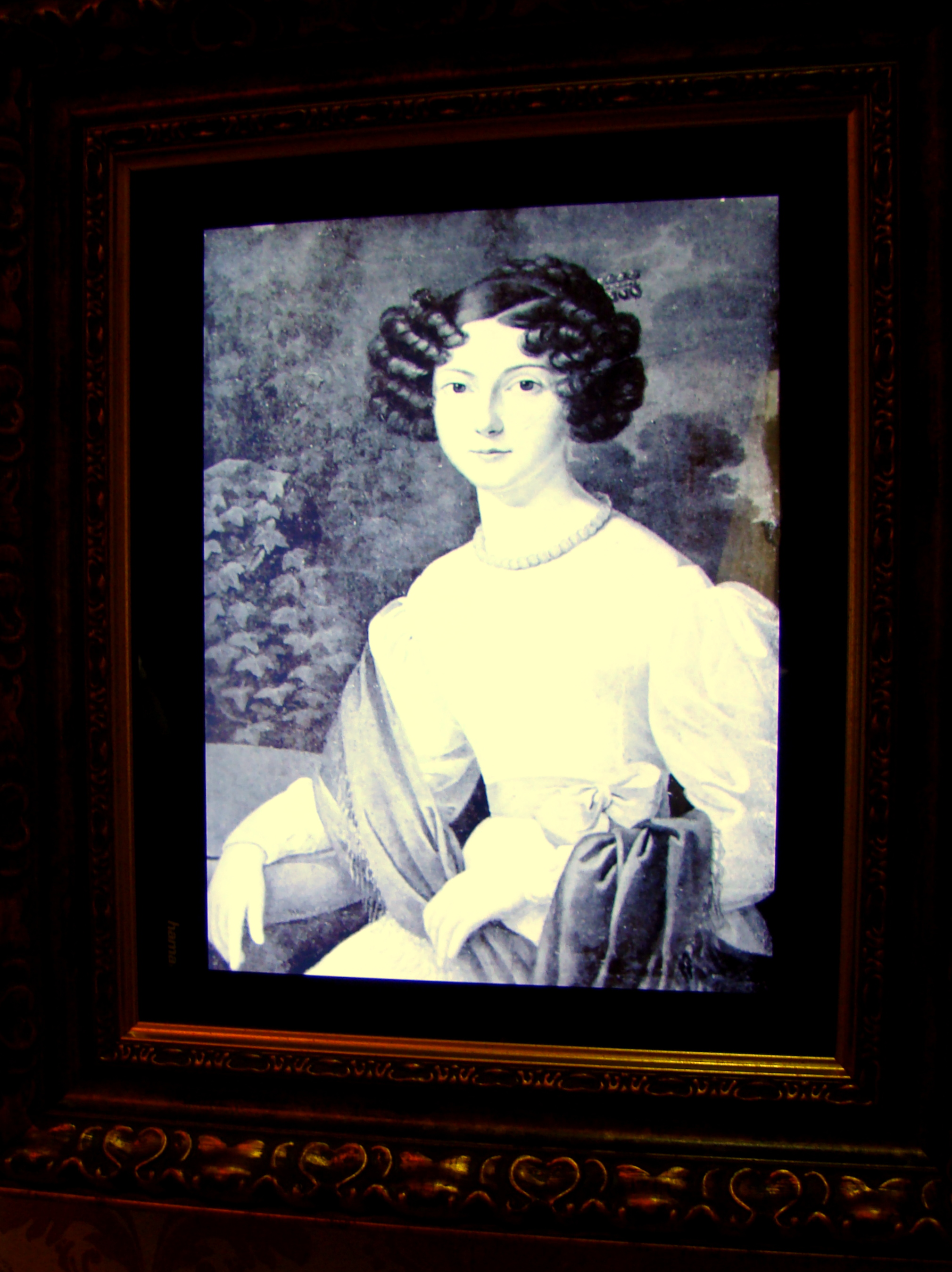
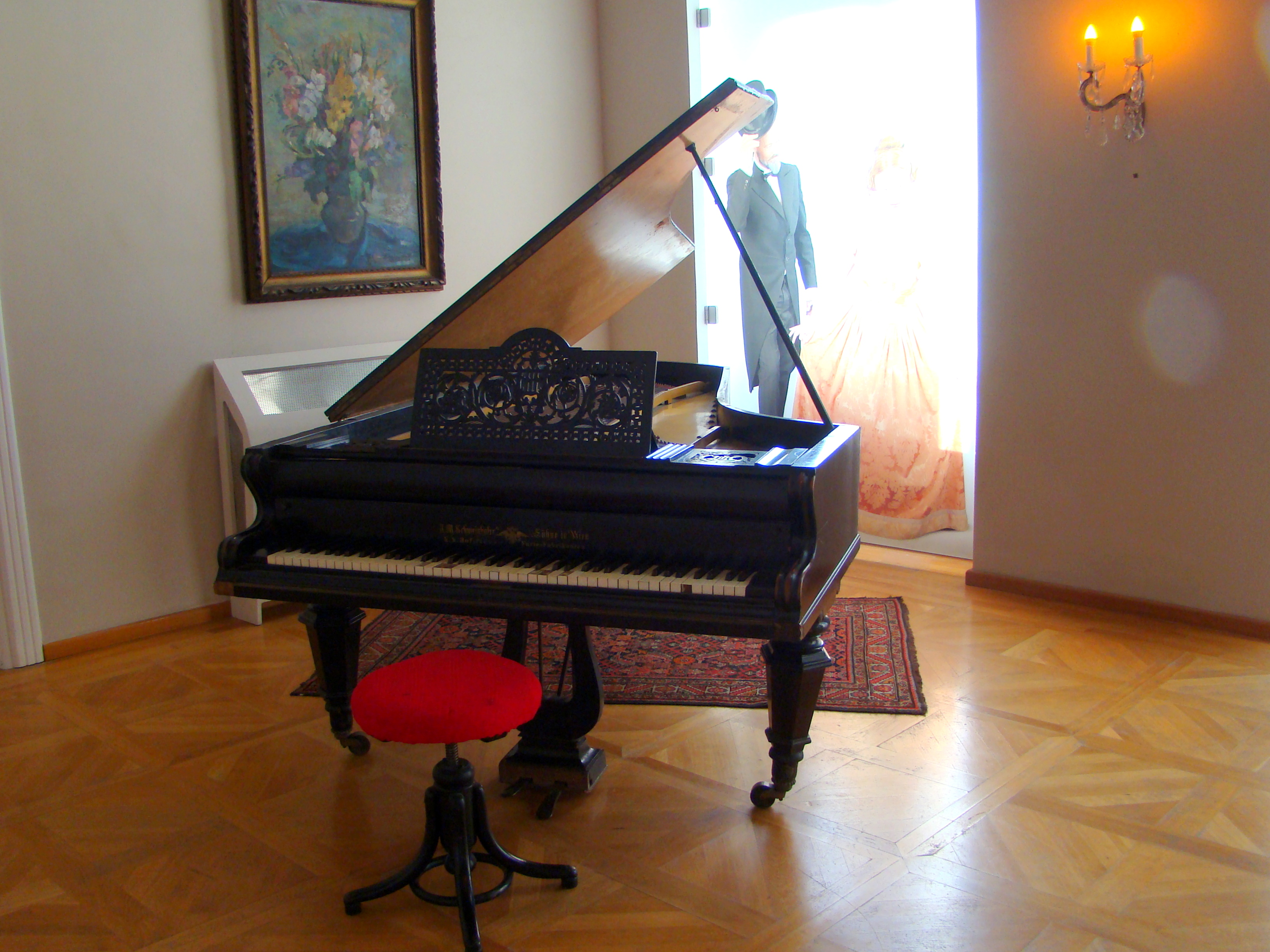
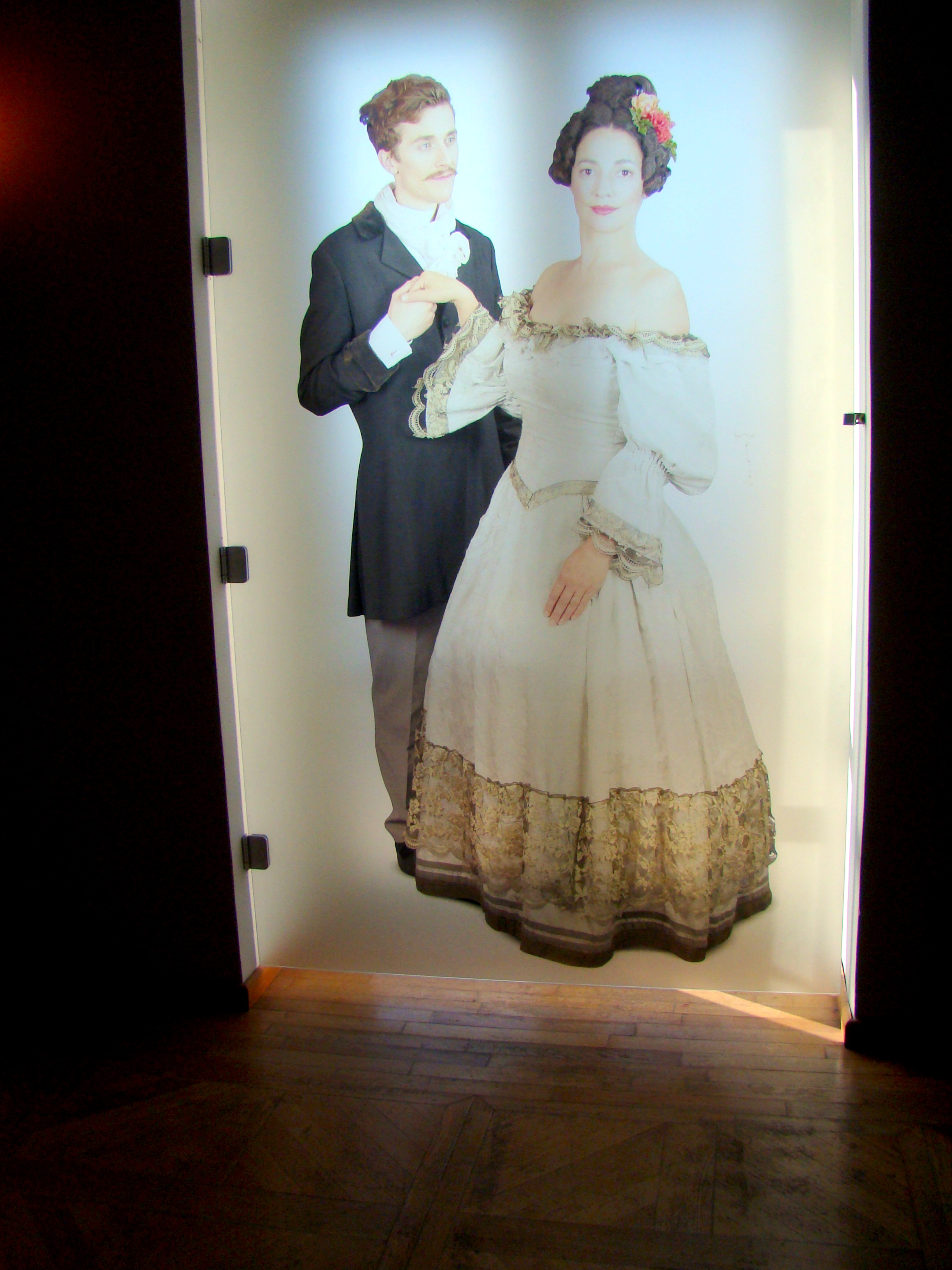
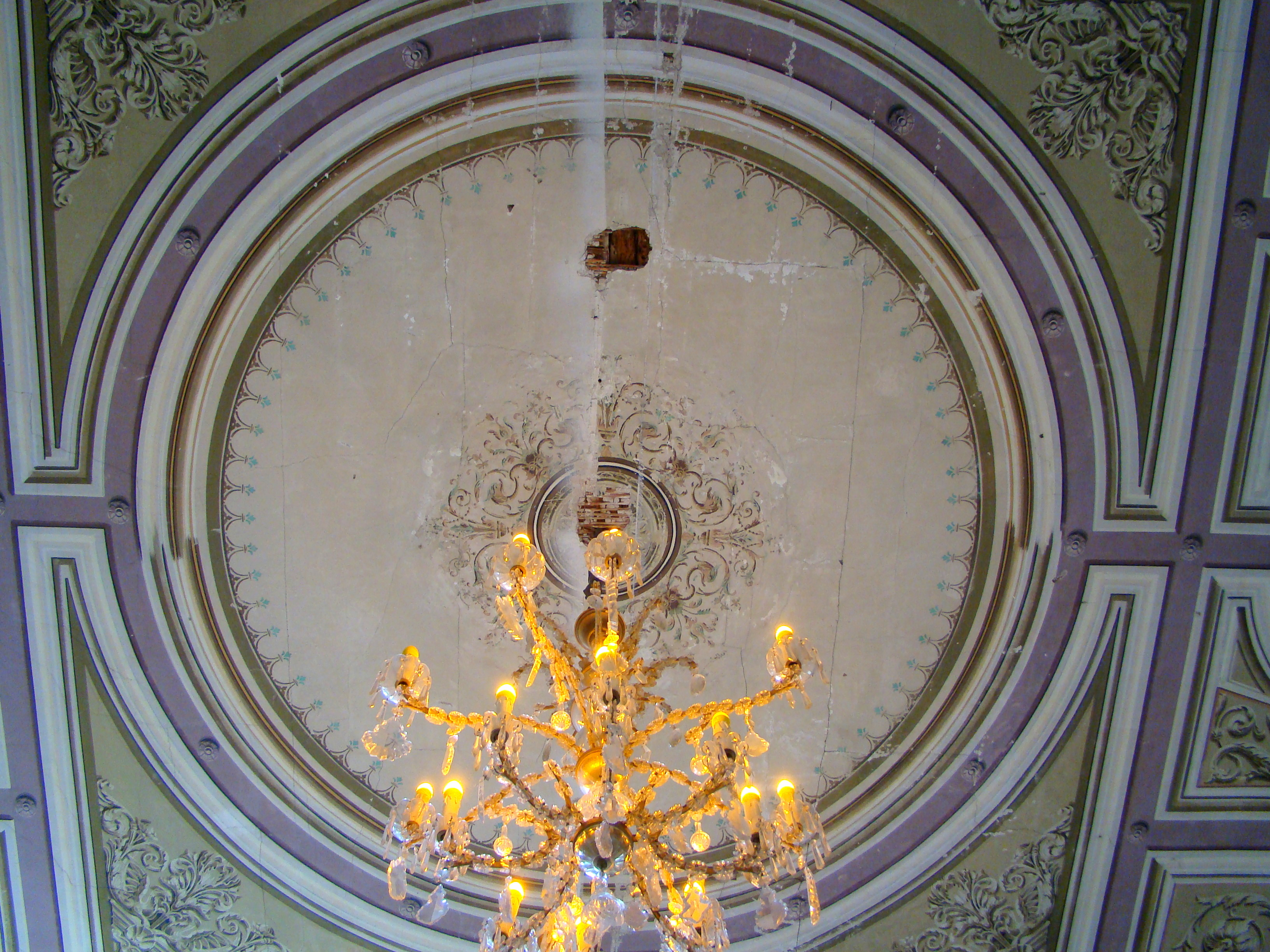
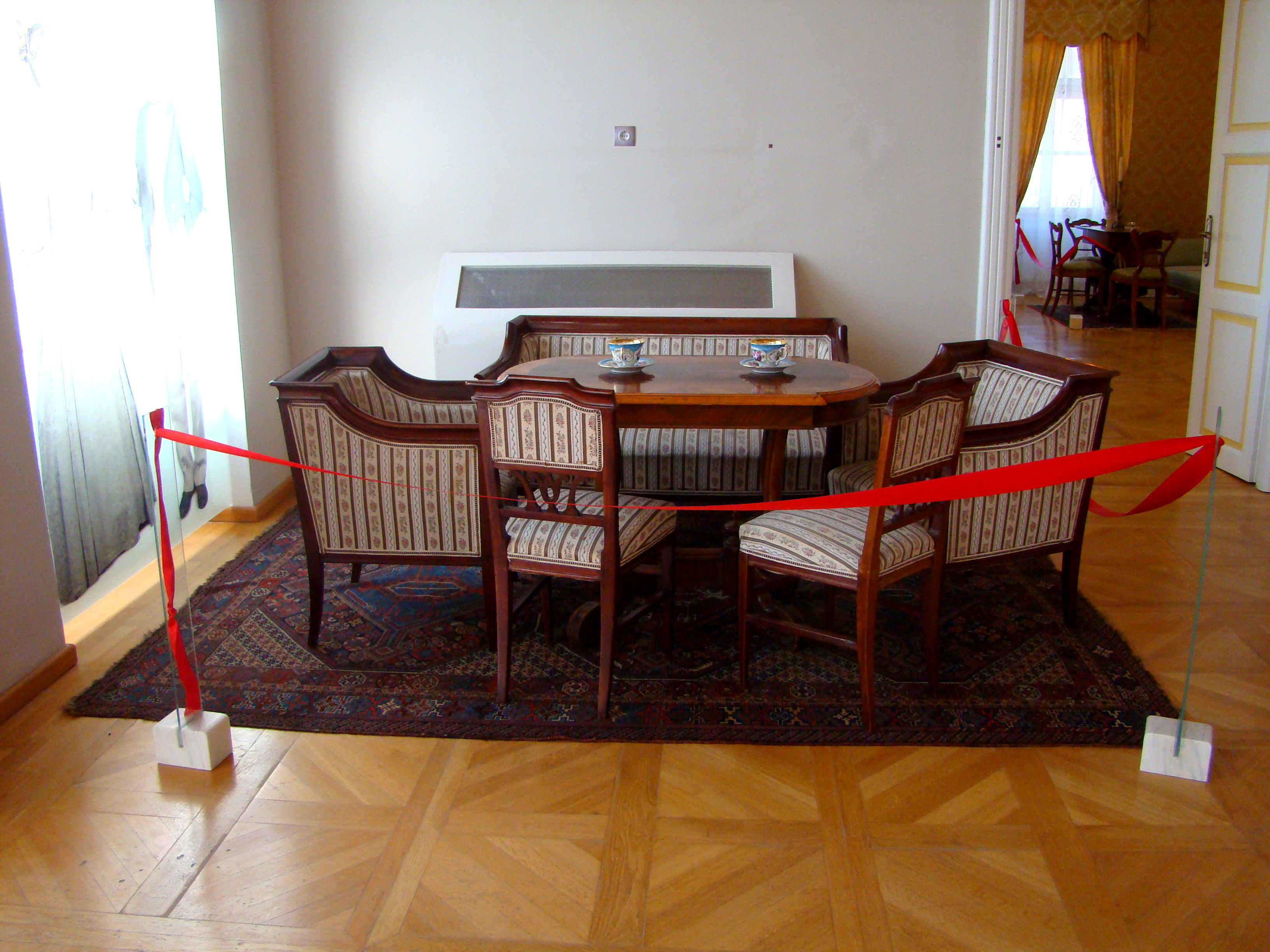
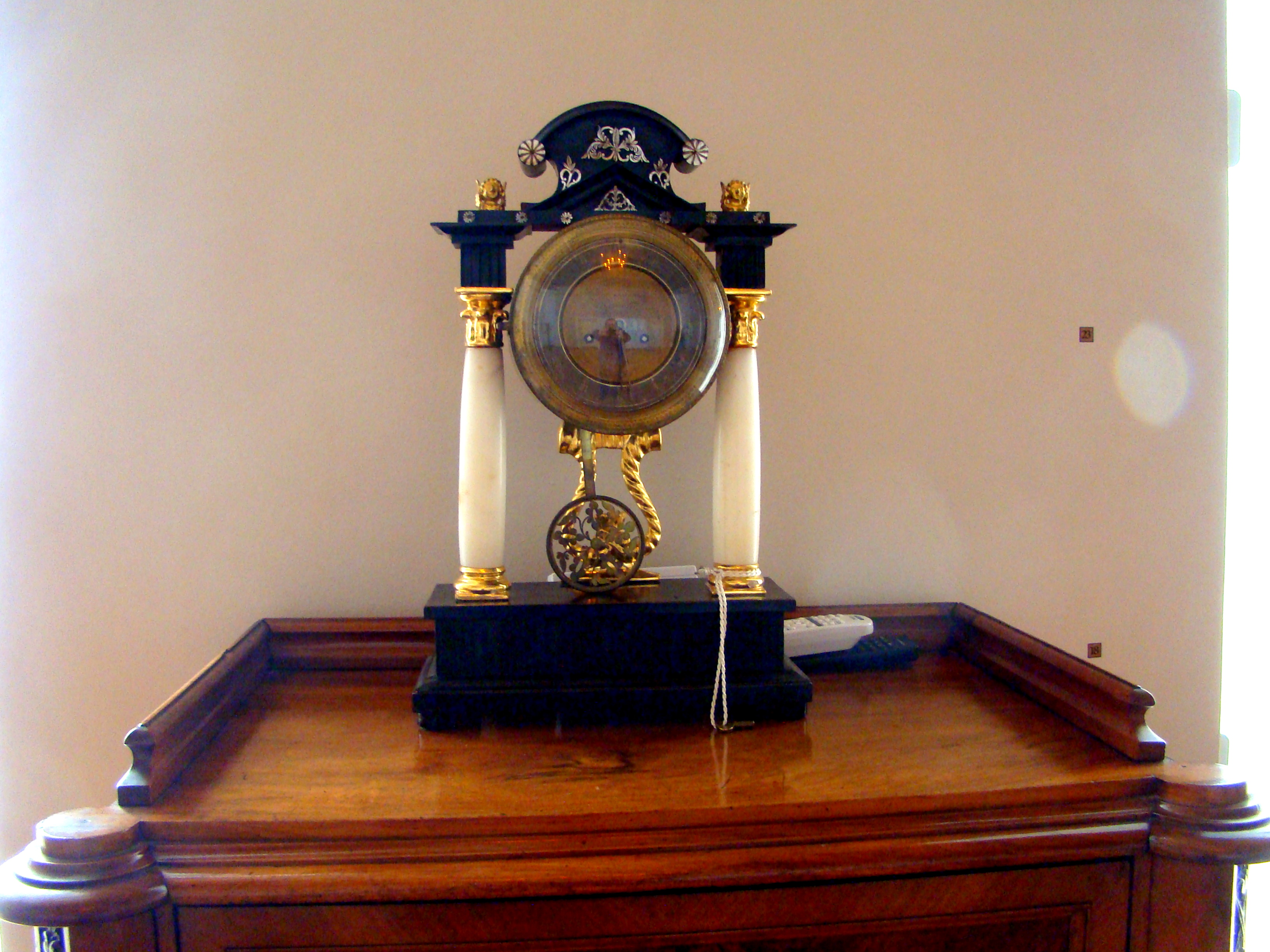
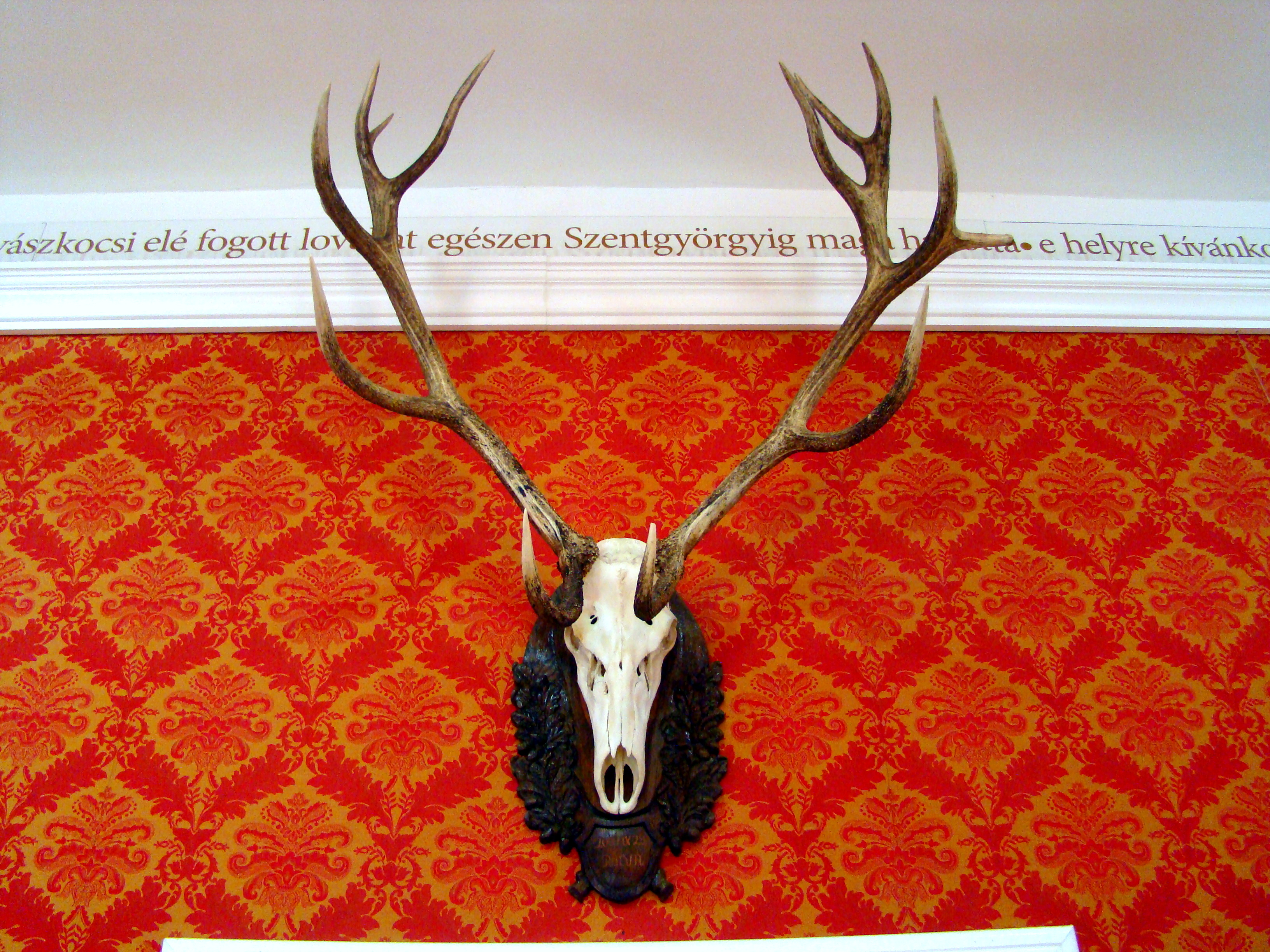
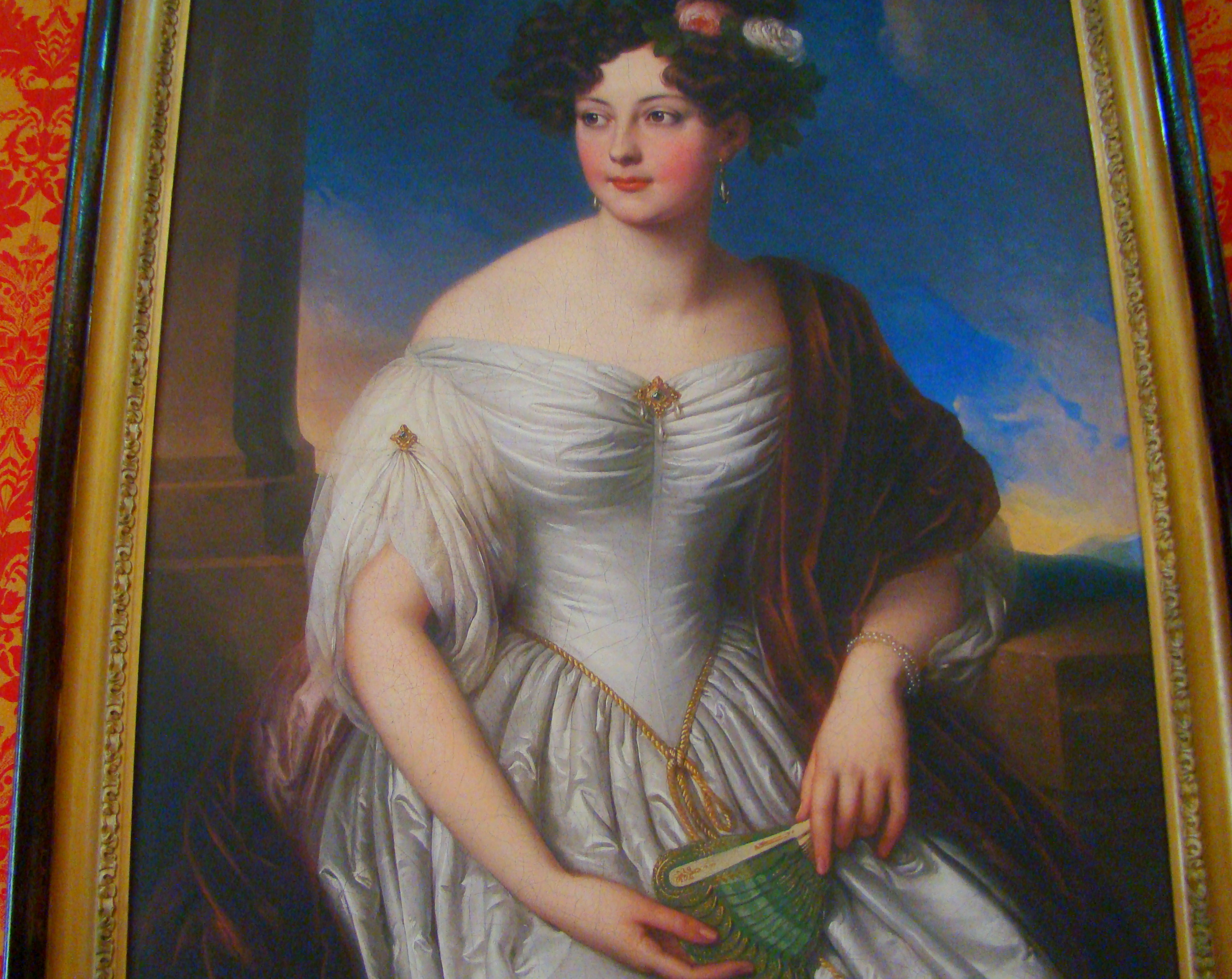
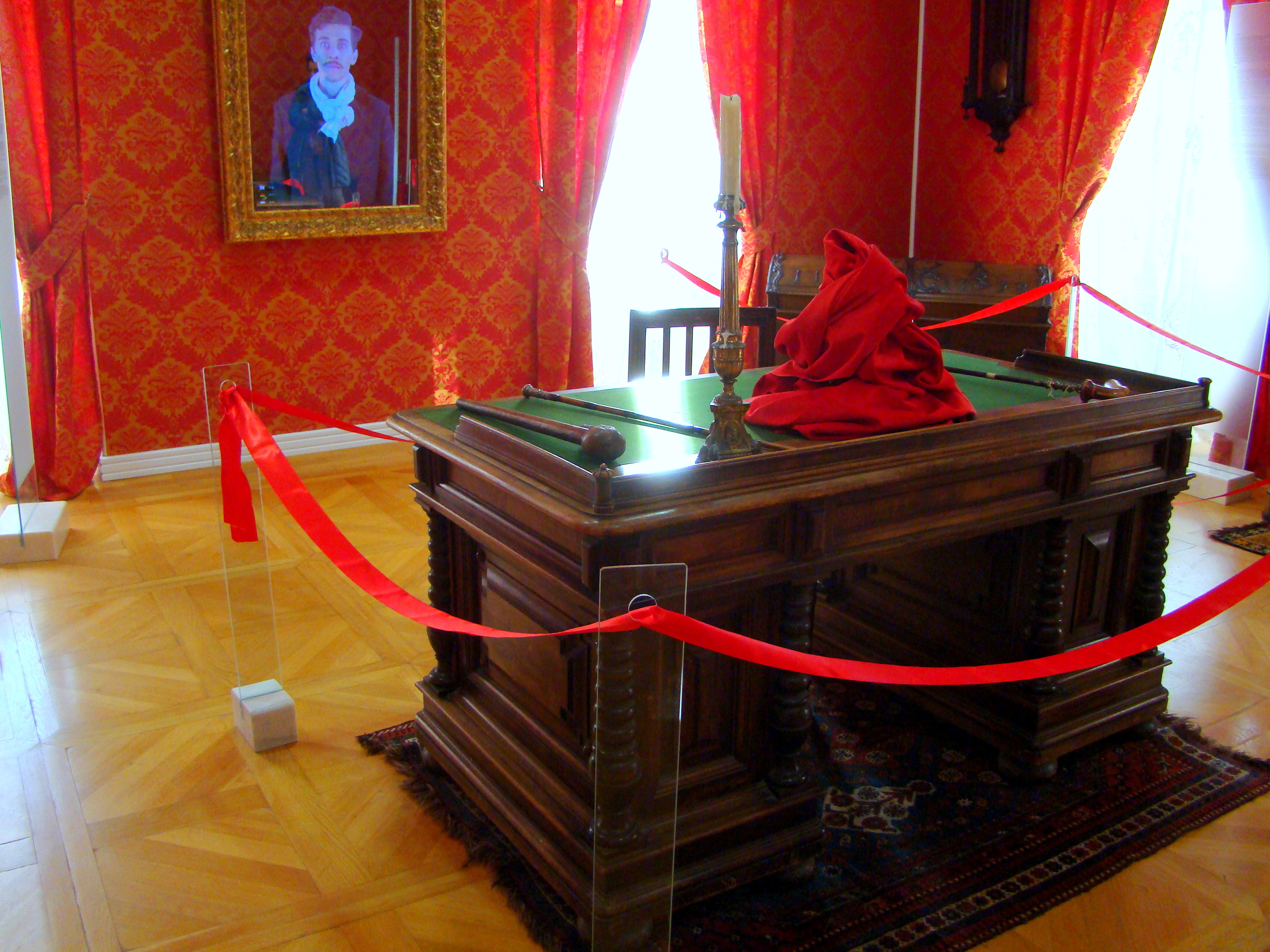
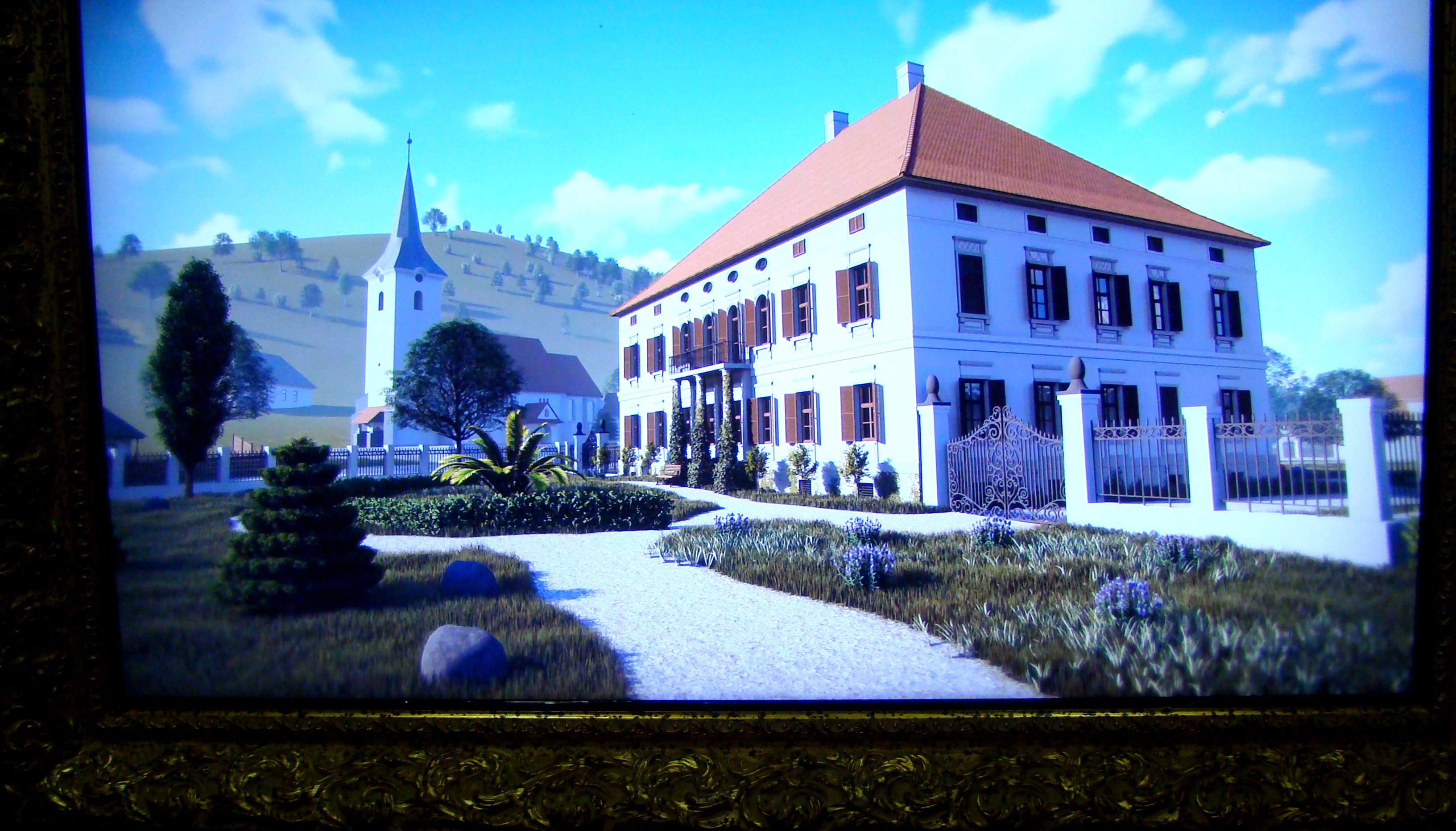
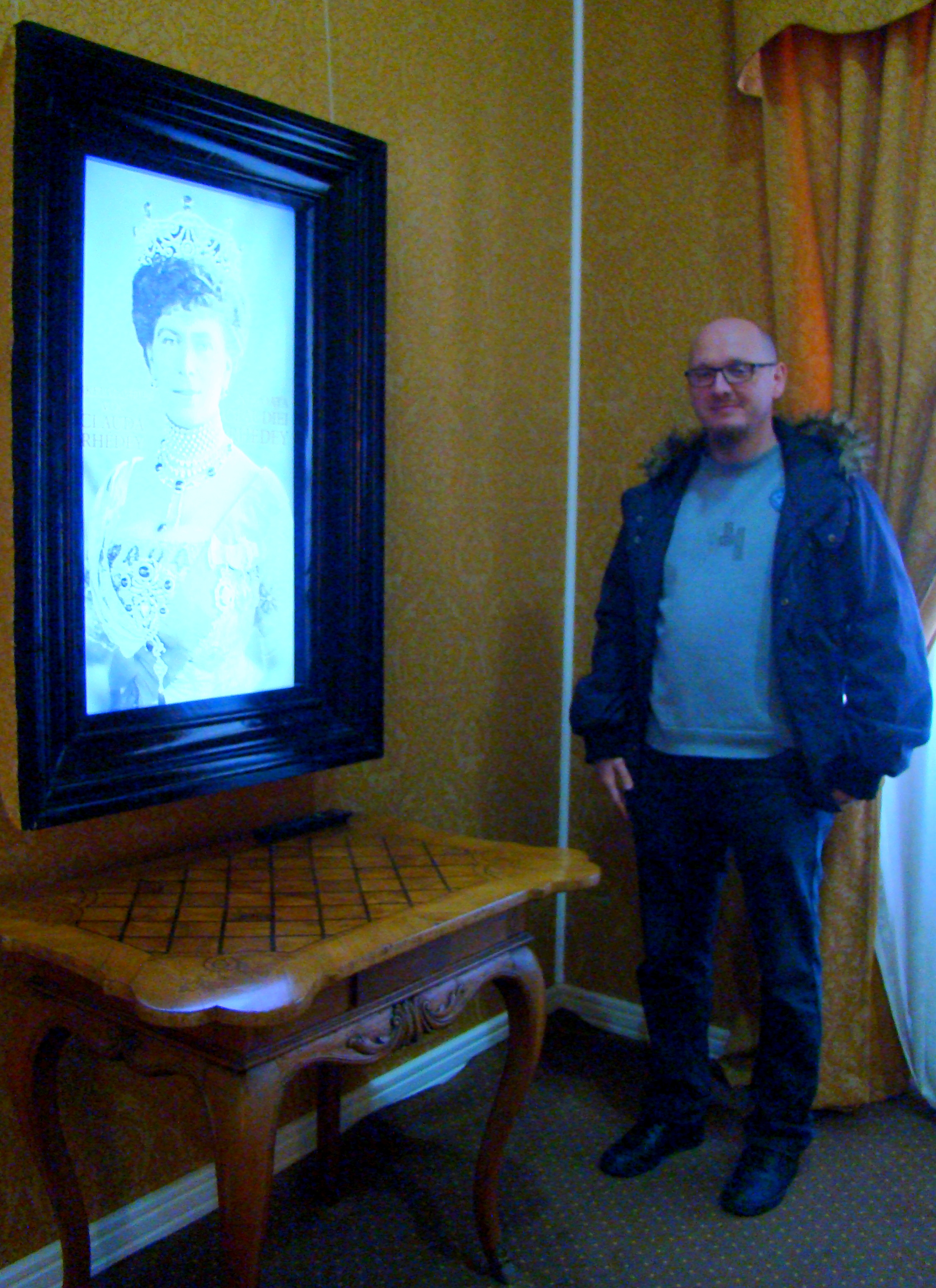
Ghidul castelului: Gáspár Péter